# Sztuka Polski

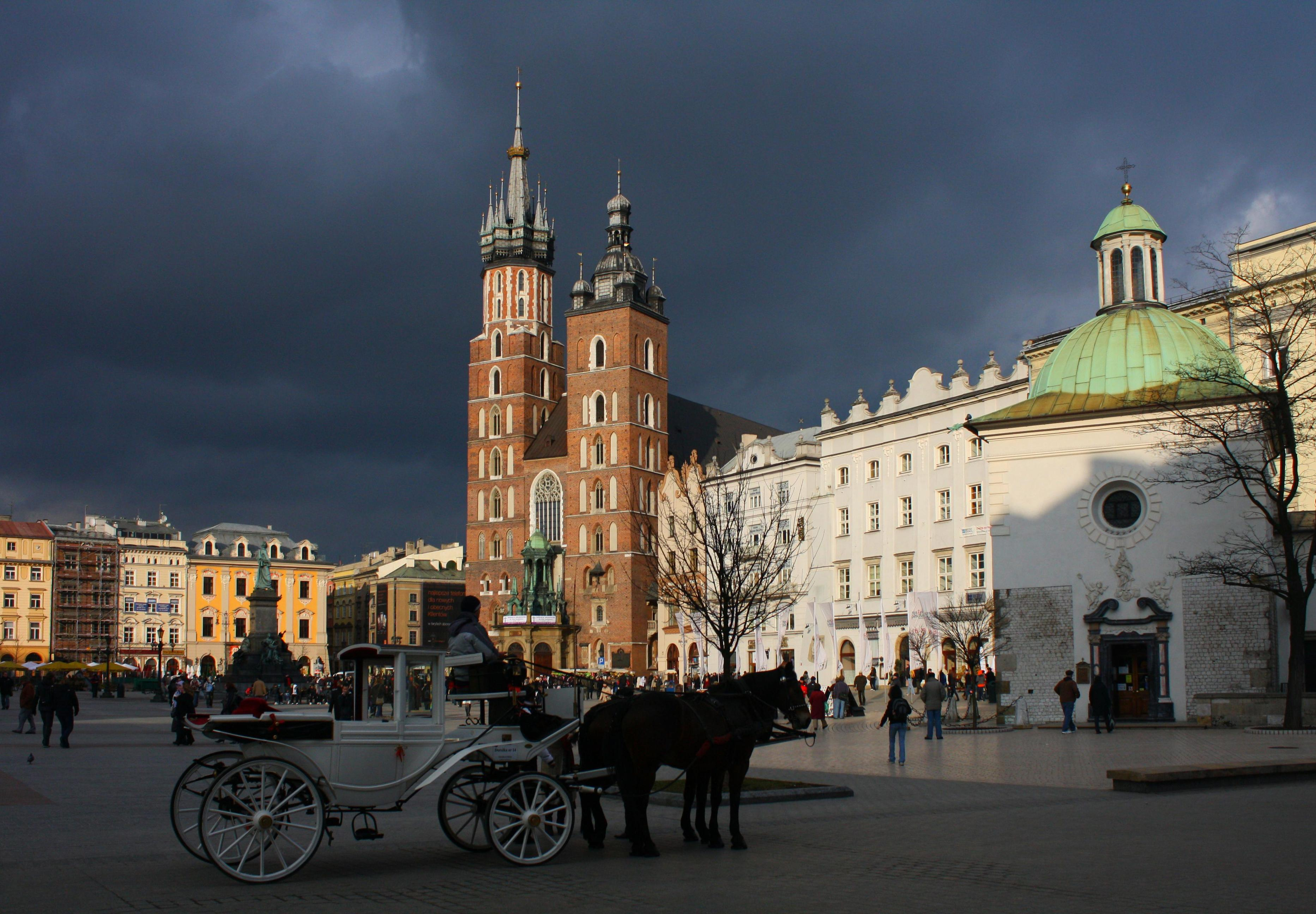
Rynek Główny w Krakowie z widokiem na kościół Mariacki i kościół św. Wojciecha. W głębi Kamienica Mennica, Szara Kamienica i Dom Włoski.

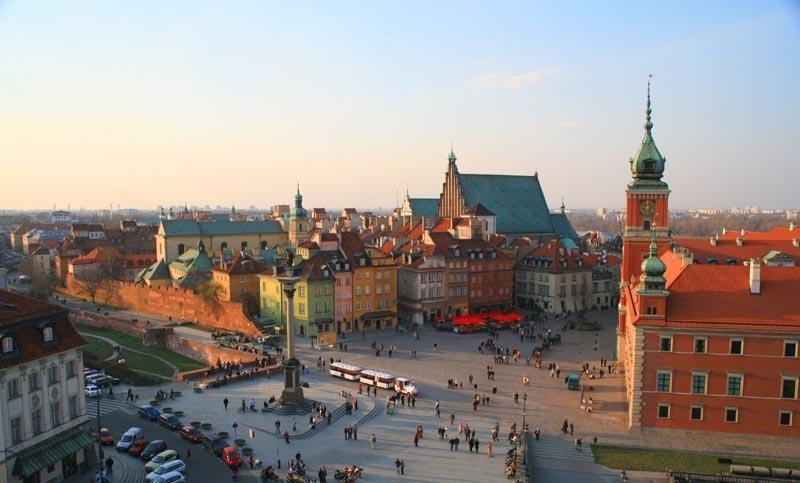
Plac Zamkowy w Warszawie z Kolumną Zygmunta i Zamkiem Królewskim. W głębi zabudowa Starego Miasta z archikatedrą św. Jana i kościołem św. Marcina

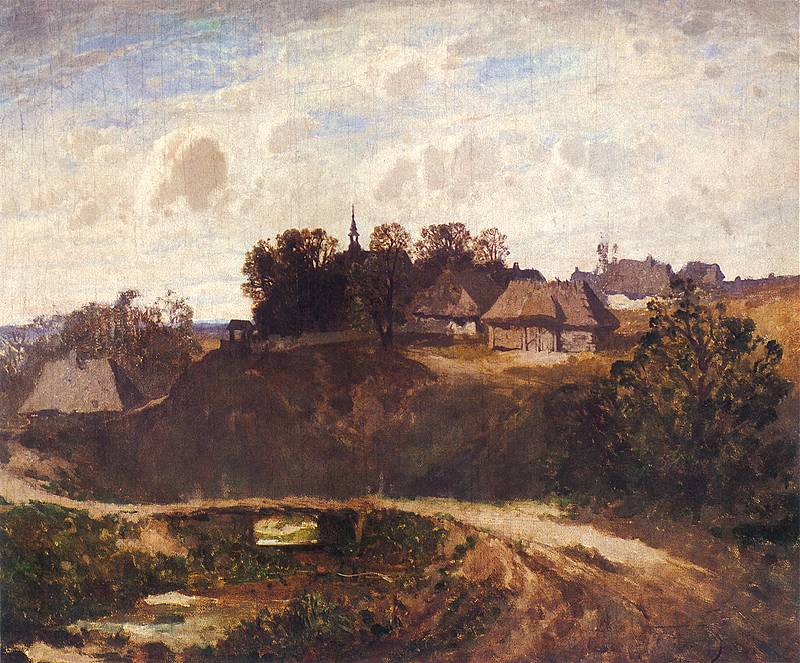
Józef Szermentowski, Studium wioski polskiej, 1866–1868, Muzeum Narodowe w Krakowie

Sztuka Polski – działalność artystyczna na terenach związanych z państwem polskim od pradziejów po dziś dzień. Od powstania państwa, sztuka kształtowała się przede wszystkim na kulturze zachodniej (łacińskiej), od późnego średniowiecza we wschodnich obszarach, łącznie z dawnymi Kresami Wschodnimi także na kulturach wschodnich. Oprócz Polaków znaczącą rolę w sztuce Polski odgrywali artyści europejscy, zwłaszcza w okresach średniowiecza i nowożytności, a ponadto w dziełach dostrzegane są częstokroć wpływy sztuki, krajów ościennych lub wielkich centr artystycznych w całej Europie, głównie we Francji, Niderlandach dawnych krajów Niemiec i Włoch, często kosztem innowacji artystycznych, które na szeroką skalę miały miejsce dopiero od XIX wieku.
Pomimo utrudniających jasną klasyfikację dzieł polskiej sztuki licznych zmian terytorialnych i 123 lat utraty niepodległości na ziemiach polskich działalność budowlana i artystyczna była nieprzerwana. Co więcej w latach zaborów miały miejsce gwałtowny wzrost zainteresowania sztuką i znaczny progres twórców rodowitych, sztuka obok literatury była głównym katalizatorem umacniającym pozycję narodu polskiego i jego dążeń do ponownej wolności. XIX wiek to także początki polskiego muzealnictwa, historii sztuki, a także konserwacji zabytków.
Już od pradziejów na ziemiach polskich dzięki obecności rozmaitych kultur, zachowały się przedmioty mające cenną wartość nie tylko historyczną, ale także artystyczną oraz relikty osad. Po założeniu państwa, w okresie przedromańskim zaczęły powstawać pierwsze dzieła architektury i rzemiosła (głównie metaloplastyki), malarstwa książkowego, w romanizmie rozwinęły się rzeźba i malarstwo ścienne, u schyłku romanizmu zaś malarstwo tablicowe. W następnych okresach preferowano sztukę pod każdą postacią. Podział na style historyczne jest trudny do sklasyfikowania, bowiem obraz sztuki ma charakter poligeniczny, co było skutkiem różnorodnych uwarunkowań geograficznych, politycznych, gospodarczych, społecznych i kulturalnych. W XIII wieku trwała wciąż tradycja romańska, a jednocześnie powstawały pierwsze dzieła o formach gotyckich. Za panowania ostatnich Jagiellonów gotyk i renesans współistniały, nawet w Krakowie, gdzie myśl Odrodzenia dotarła najszybciej. Tradycja średniowieczna, zwłaszcza gotycka trwała nieprzerwanie, nawet w XVII i XVIII wieku pojawiają się pojedyncze elementy mające związek z gotykiem. Na początku XVII stulecia miały miejsce zmierzch renesansu, apogeum manieryzmu i świt lansowanej przez Wazów sztuki barokowej. Za panowania Stanisława Augusta Poniatowskiego miała miejsce paralela późnego baroku, rokoka i wczesnego klasycyzmu. Sztuka Polski charakteryzuje się łatwo czytelnymi podziałami na „regiony” artystyczne, co jest rezultatem politycznej niestabilności i licznych zmian terytorialnych. Rozbicie dzielnicowe stało się początkiem wyodrębniania się Śląska, Pomorza, także zjednoczone przez Władysława Łokietka Wielkopolska i Małopolska cechowała pewna artystyczna niezależność. Wcielenie do granic Rzeczypospolitej wschodnich rubieży zgoła nie zniwelowało pewnej odrębności artystycznej historycznych regionów, takich jak Ruś czy Litwa.
Do najważniejszych ośrodków reprezentujących zabytki architektury i sztuki na obecnych ziemiach Polski zalicza się Warszawę, Kraków, Wrocław, Poznań, Gdańsk, Toruń, Szczecin, Lublin, Zamość, Sandomierz, w których zachowały się duże miejskie zespoły zabytkowe, ponadto miasta te posiadają bogate zbiory muzealne. Natomiast na Kresach Wschodnich prym wiodły Lwów i Wilno.

## Pradzieje

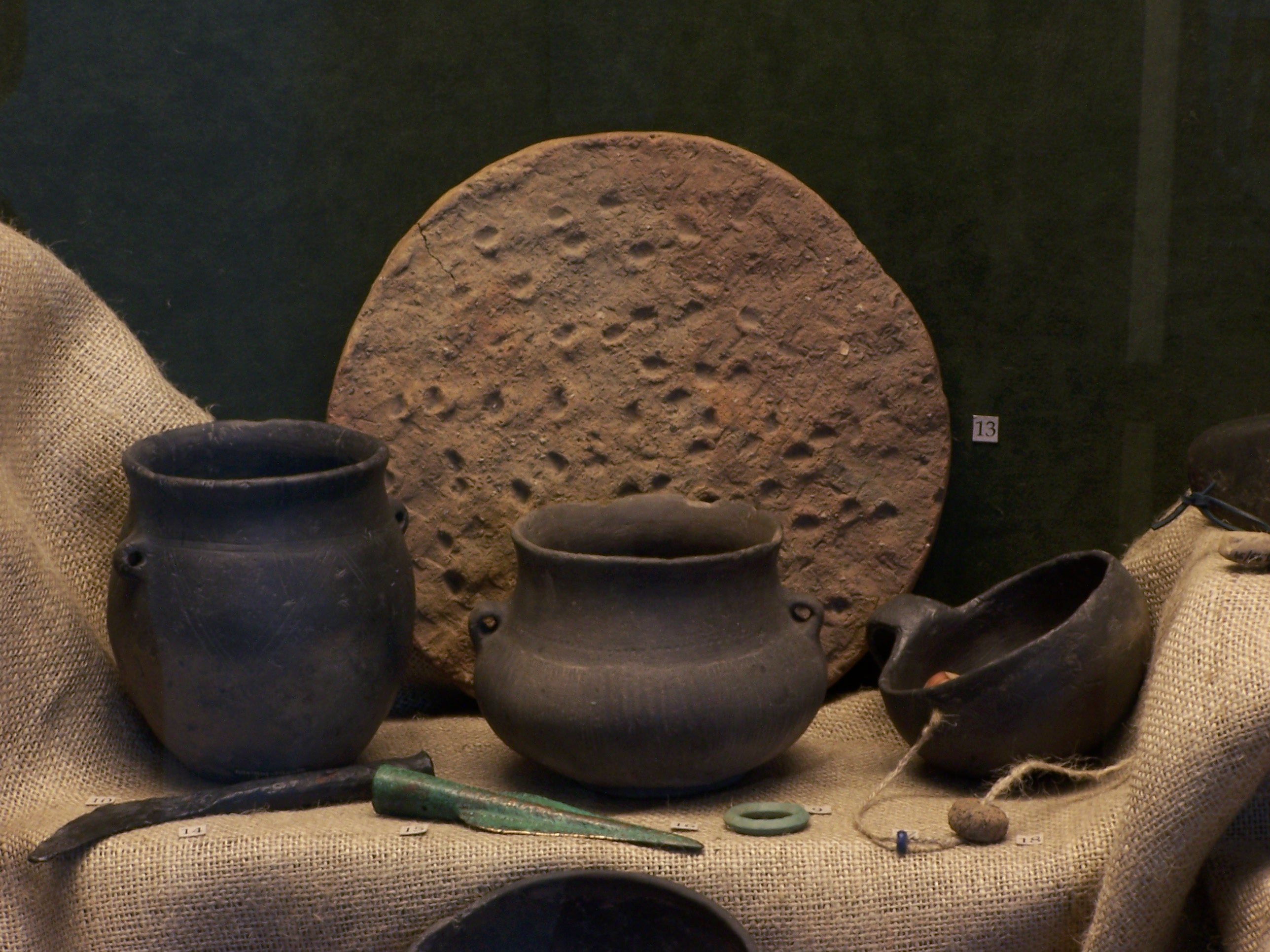
Naczynia kultury łużyckiej

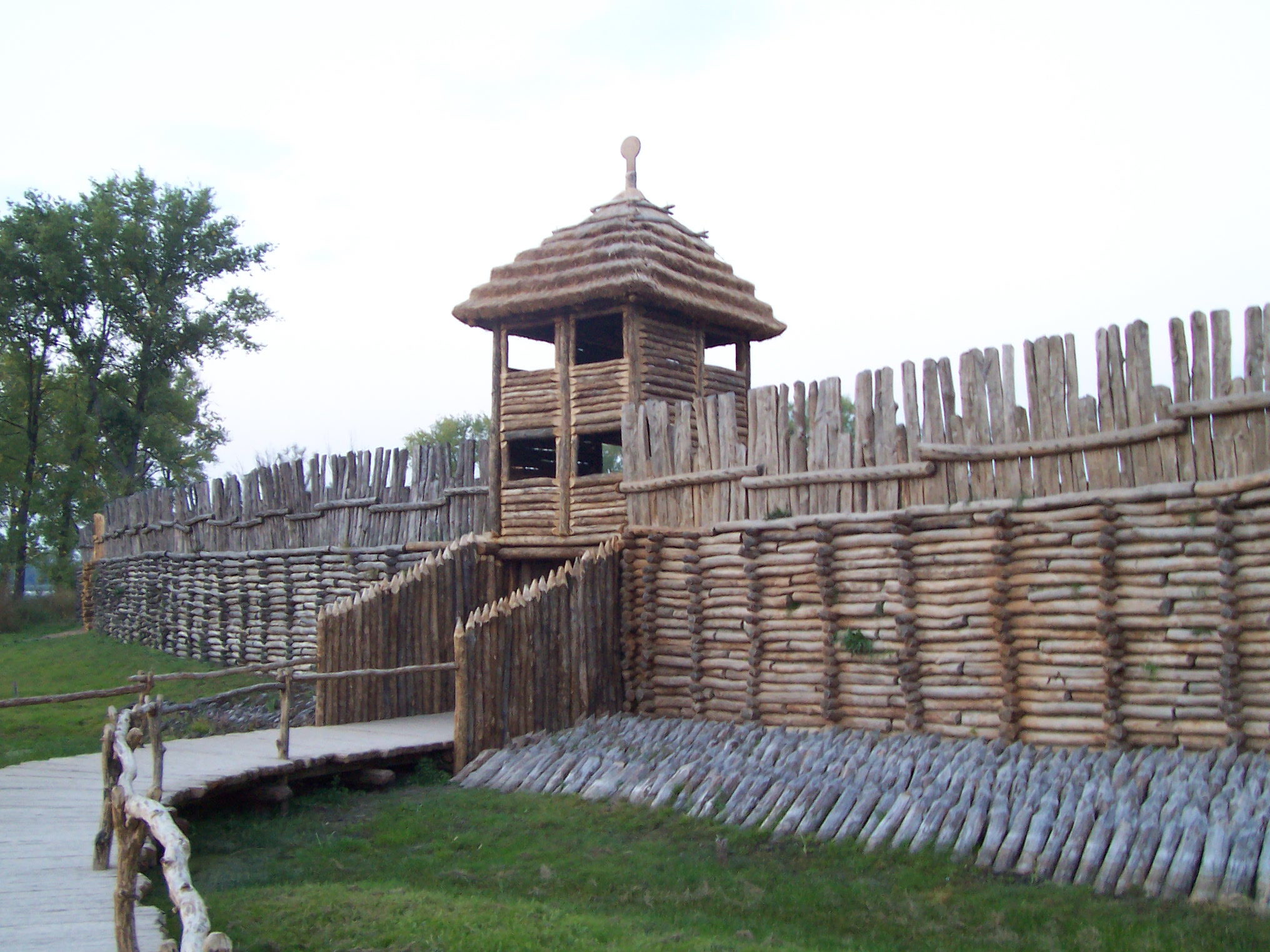
Biskupin – zrekonstruowana osada obronna kultury łużyckiej

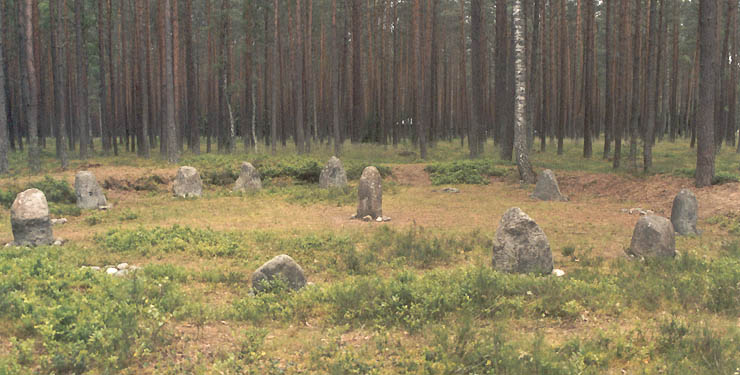
Cmentarzysko w Grzybnicy

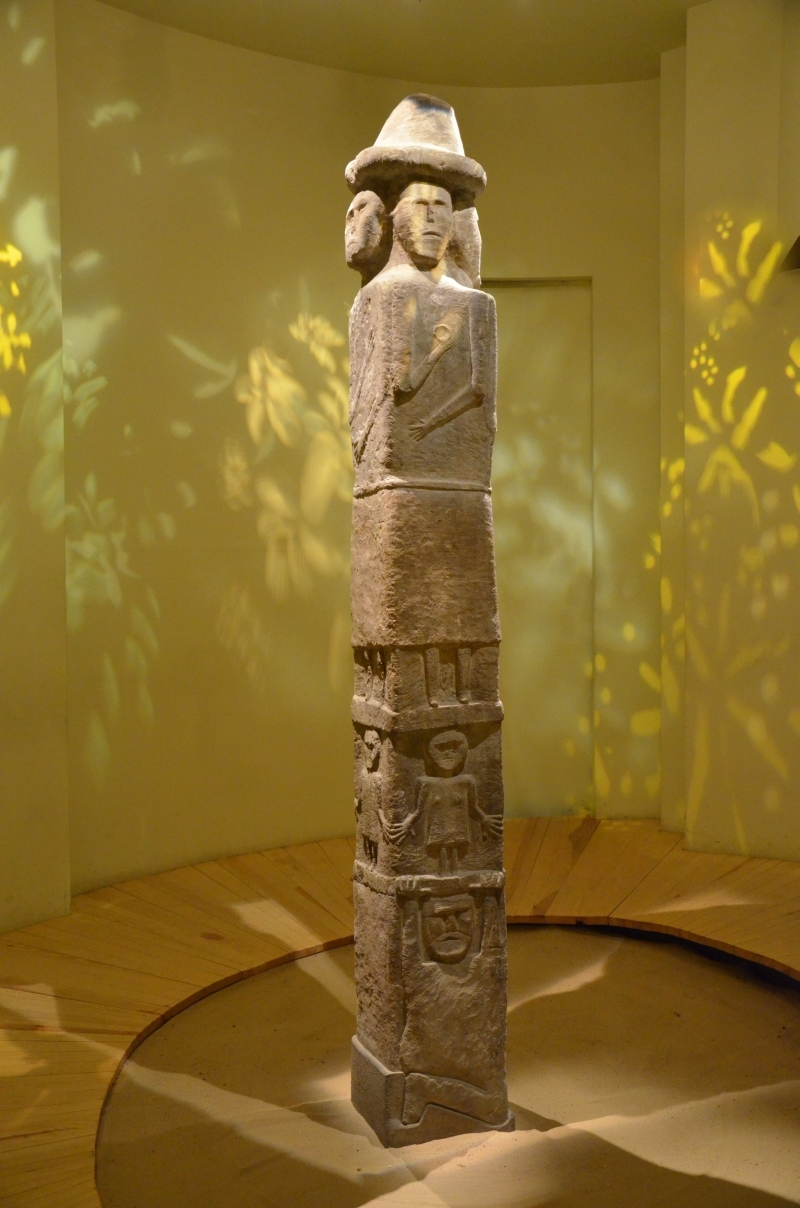
Światowid ze Zbrucza

### Paleolit
Najstarsze ślady działalności człowieka na terenach obecnej Polski pochodzą z okresu paleolitu. Są to narzędzia wykonane z krzemienia znalezione w Grocie Nietoperzowej w Jerzmanowicach, m.in. ostrza wiórowe, które mogły być grotami dzid, wyroby kościane zdobione geometrycznym wzorem z Jaskini Maszyckiej koło Krakowa. W Wielkopolsce i na północnej Polsce znaleziono m.in. wyroby z kości renifera (m.in. w Murowanej Goślinie), figurki bursztynowe.

### Neolit
W połowie piątego tysiąclecia ziemie znalazły się pod oddziaływaniem kultury ceramiki wstęgowej. Przykładem są ceramiczne naczynia zdobione geometrycznym ornamentem kreskowej z Dobrej. Znaleziska z Brześcia Kujawskiego, m.in. biżuteria, są jednym z kilku przykładów kultury lendzielskiej. Tysiąc lat później wykształciła się kultura pucharów lejkowatych. Te znaleziska uważane są za rodzime dla kultur Niżu Europejskiego. Naczynia przybierają bardziej wysublimowane formy, często są zdobione dekoracją. Pojawiają się na większą skalę przedstawienia figuratywne (gł. zoomorficzne) i narracyjne (np. naczynia z Ćmielowa). Cennym przykładem jest figurka barana odnaleziona w Jordanowie k. Dzierżoniowa. W kopalni w Krzemionkach Opatowskich wydobywany jest w tym czasie pasiasty krzemień. Z niego wytwarzane są przedmioty ozdobne. W okresie młodszego neolitu (2600-1800 p.n.e.) kultury ceramiczne zmieniają się znacznie szybciej. Z tego okresu pochodzą znaleziska amfor kulistych, ceramiki sznurowej (najcenniejszymi znaleziskami są naczynia odkryte w miejscowości Złota k. Sandomierza). Ceramice towarzyszą znaleziska ozdób wykonanych z bursztynu.

### Epoka brązu
W epoce brązu wykształciła się kultura łużycka, uważana przez niektórych badaczy za kulturę prasłowiańską. Z tego okresu pochodzą ozdoby i narzędzia z brązu, wyroby ceramiczne w postaci naczyń zdobionych ornamentem figuratywnym przedstawiające sceny kultowe, figurki zwierząt, ptaków, ludzi. Pod koniec epoki brązu powstały na ziemiach polskich duże osady obronne. Koncentracja osadnictwa tego typu miała miejsce w okresie halsztackim (700-400 p.n.e.) epoki żelaza. Z tego okresu pochodzi najlepiej zachowana w Europie osada w Biskupinie. Cennymi znaleziskami są zdobiona spiralnymi aplikacjami i figurkami ptaków bransoleta z okolic Żagania, wózki kultowe, skarby m.in. z Uścikowic i Brzezia k. Pleszewa.

### Epoka żelaza
U schyłku okresu halsztackiego wykształciła się kultura zwana wschodniopomorską. Wyróżniała się obrzędami grzebalnymi, w których stosowano urny twarzowe i domkowe. Urny twarzowe cechuje schematyczne przedstawienie twarzy ludzkiej symbolizującej zmarłego, zaś brzusiec ozdabiano niekiedy scenami rodzajowymi lub wyobrażeniami przedmiotów codziennego użytku i uzbrojenia (miecze, oszczepy, tarcze). Popielnice przykryte były pokrywkami niekiedy stylizowanymi na nakrycie głowy. Dodatkowo nakładano na nie naszyjniki lub napierśniki, a plastyczne przedstawienia uszu zdobiono kolczykami. Najlepszymi przykładami są popielnice z Deszczna, Rzadkowa, Niepoczołowic i Grabowa Bobowskiego. Na północnych ziemiach Polski zachowały się zabytki kultury wielbarskiej – cmentarzyska kurhanowe z kamiennymi kręgami w Odrach, Węsiorach i Grzybnicy.

### Okresy lateński i rzymski
Upadek kultury łużyckiej nastąpił na przełomie V i IV w. p.n.e. Na ziemie polskie napłynęła ludność związana z kulturami tracką i celtycką. Z Celtami wiązane są znaleziska monumentalnych rzeźb kamiennych na terenie Śląska: w rejonie Góry Ślęży oraz na Płaskowyżu Głubczyckim i Małopolski, w okolicach Krakowa (Anartowie, oraz ich część, czyli Anartofracti – sprzymierzeńcy Anartów, górskie plemiona celtyckie pozostające w znacznej niezależności od Imperium rzymskiego). Ślady osadnictwa celtyckiego archeolodzy odkryli w latach 50. XX wieku oraz w latach 2007–2008 również w Kaliszu i w Kaliskiem (Kalisia celtycka, przedrzymska). Ze szlakiem bursztynowym związany jest okres wpływów rzymskich. Pamiątkami po Rzymianach są odnalezione w różnych rejonach obecnej Polski monety rzymskie, biżuteria (fibule, naszyjniki) oraz importowane naczynia, przede wszystkim typu terra sigillata i terra nigra m.in. z Wymysłowa, Goszczynna, Gosławic, Łęgu Piekarskego i Rządza. Spośród kilku kultur okresu rzymskiego większość ziem polskich zdominowała kultura przeworska, której świadectwem są liczne naczynia, m.in. popielnica znaleziona w grobie kobiecym w miejscowości Biała k. Łodzi (zaginiona podczas II wojny światowej). Przedstawia ona oprócz dekoracji ornamentalnej i symboli solarnych stylizowane postacie jadące na koniach. Ponadto elementy biżuterii znaleziono m.in. w Jakuszowicach, Dobrodzieniu i Radziejowie Kujawskim.

### Wczesne średniowiecze
Dwa kopce-mogiły: Krakusa i Wandy w Krakowie usypane prawdopodobnie ok. VII-VIII wieku są kojarzone z Awarami i Słowianami lub z Celtami. Rodzima sztuka trwała w zdobnictwie ceramiki, czego przykładem są m.in. naczynia znalezione w warszawskim Bródnie. Odrębność kulturowa zaczęła się kształtować w VI-X w. Z tego okresu pochodzą grody obronne, rzeźby z drewna i kamienia o przeznaczeniu kultowym.

## Średniowiecze

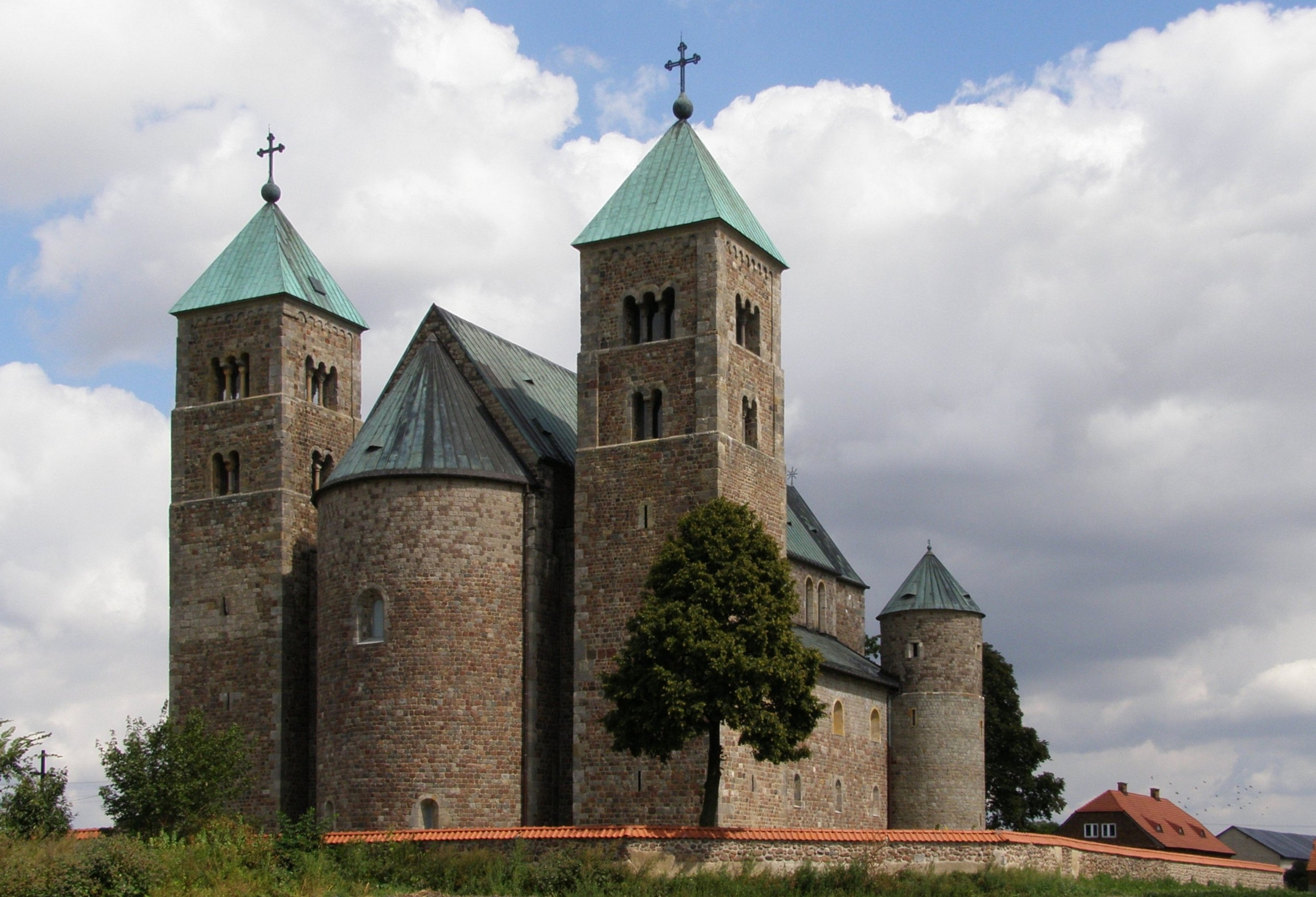
Romańska kolegiata w Tumie pod Łęczycą, XI–XII w.

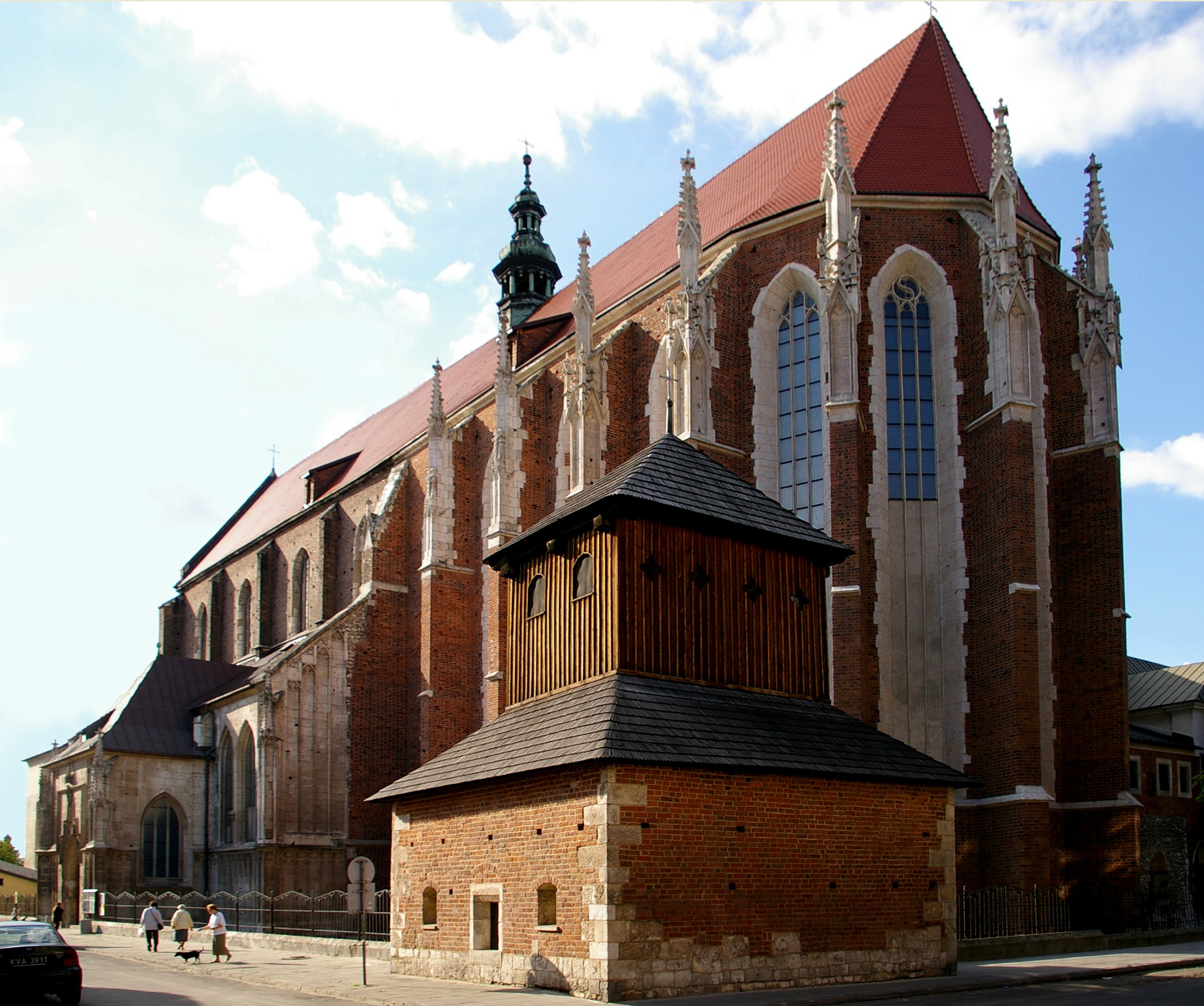
Gotycki kościół Świętych Katarzyny i Małgorzaty w Krakowie – Kazimierzu, XIV w.

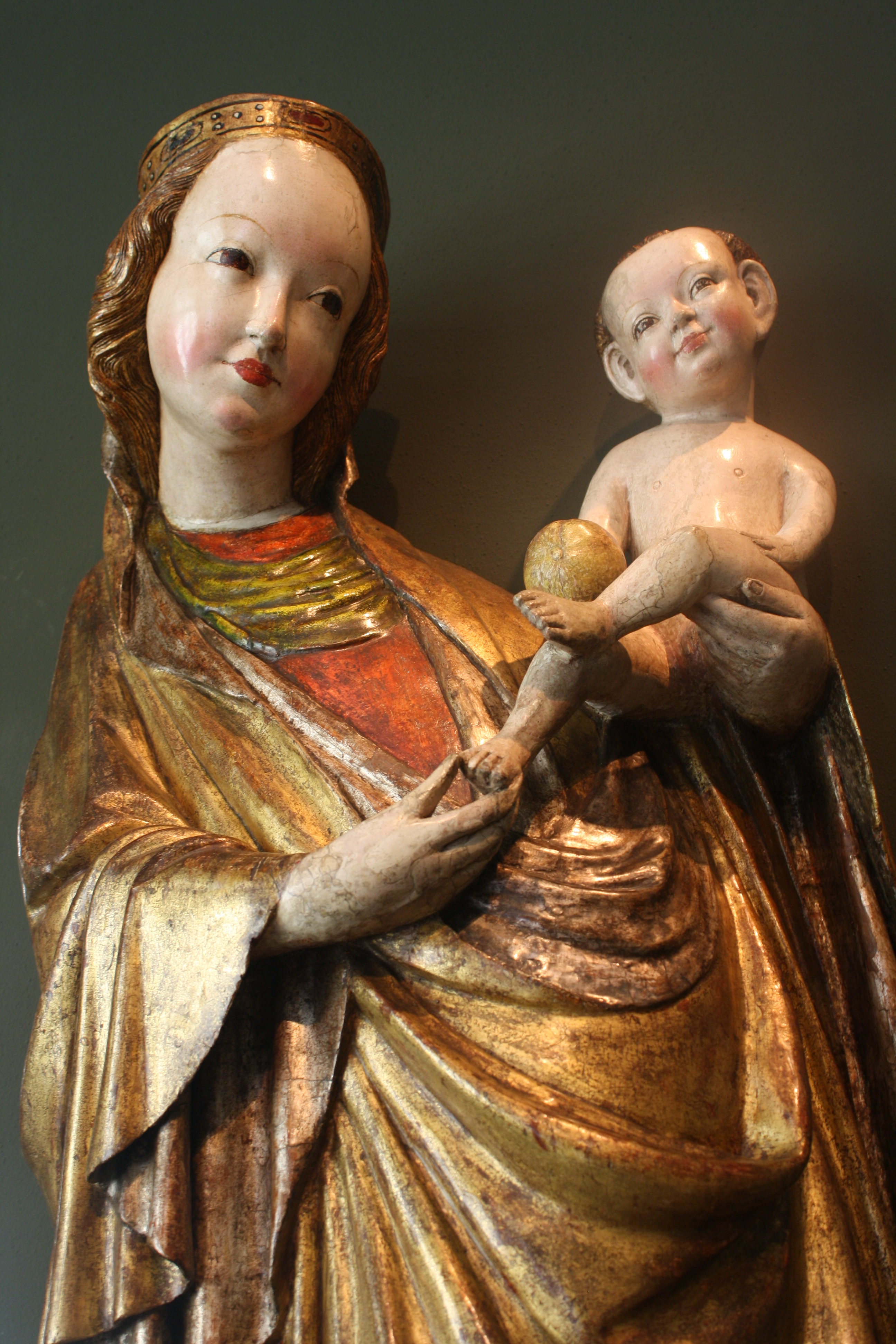
Madonna z Krużlowej ok. 1420 r. Kraków, Muzeum Narodowe (Pałac bp. E. Ciołka)

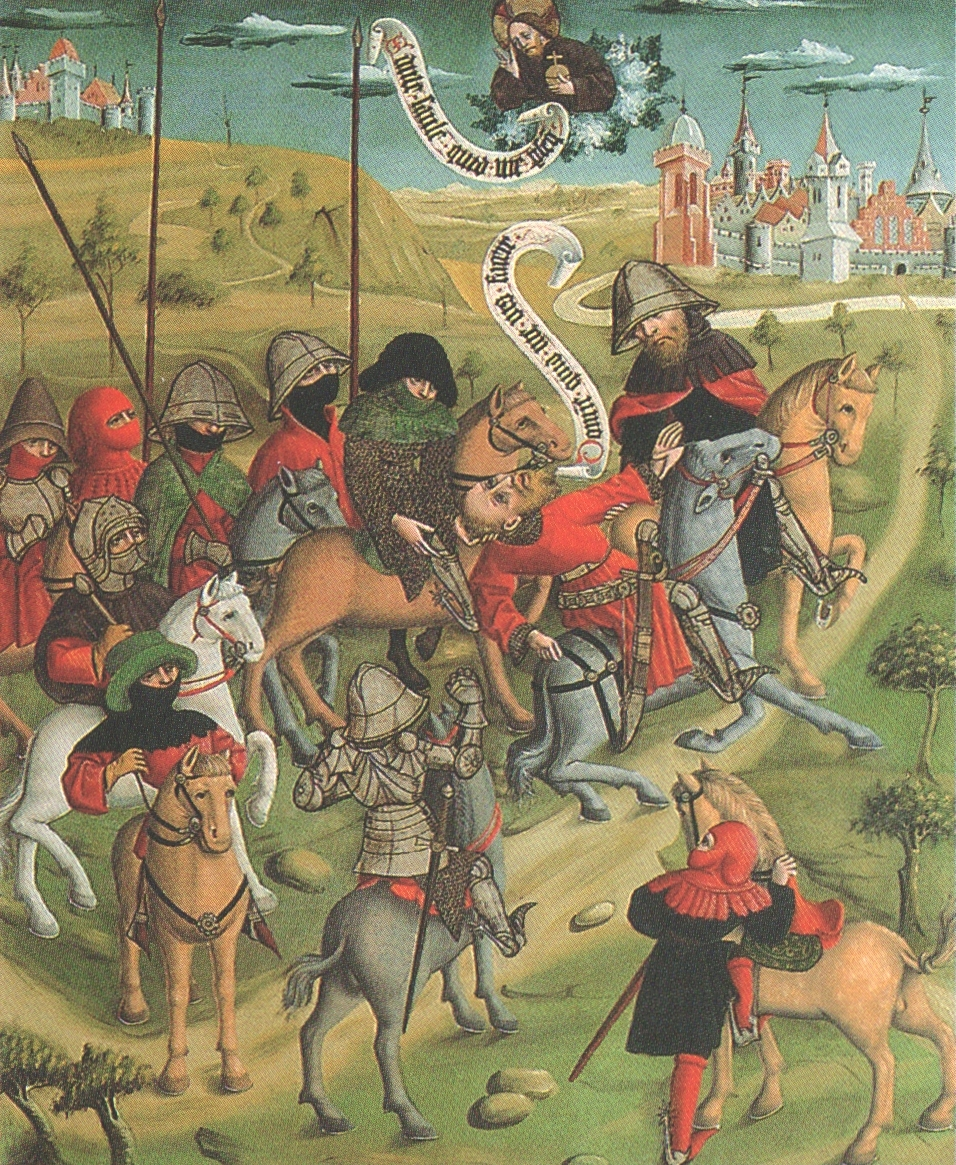
„Nawrócenie św. Pawła” – fragment Tryptyku św. Trójcy w katedrze krakowskiej

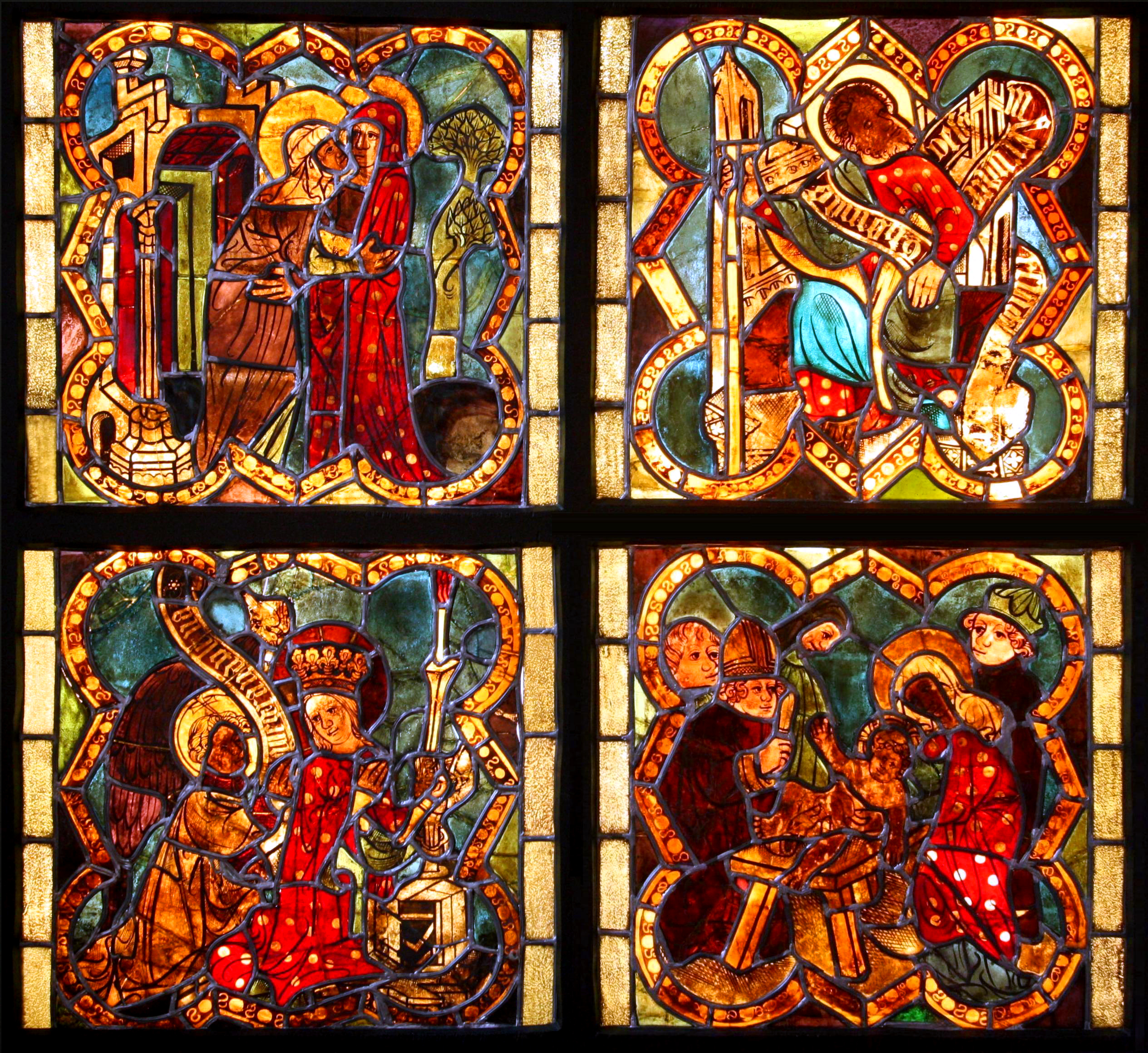
Gotyckie witraże z kościoła NMP w Chełmnie. Obecnie w Muzeum Okręgowym w Toruniu

### Sztuka przedromańska i romańska
Wraz z chrztem Polski pojawia się sztuka przedromańska, a następnie od połowy XI w. romańska, która trwa do połowy XIII w. Pierwsze świątynie wznosili misjonarze, jednakże wraz z utworzoną w 1000 r. administracją diecezjalną wznoszono pierwsze budowle murowane. Zachowały się relikty najstarszych katedr, np. w Krakowie, Poznaniu czy Gnieźnie. Budowano także mniejsze świątynie na planie centralnym, czyli kaplice pałacowe (kaplice przy palatiach na Ostrowie Lednickim, w Gieczu, Przemyślu). Najbardziej znanym dziełem rzemiosła artystycznego okresu przedromańskiego jest Czara włocławska z przedstawieniami zwycięstwa wojsk Gedeona nad Madianitami, stanowiąca świadectwo działalności misyjnej wśród polskich plemion.
W XI wieku architektura romańska przeżywa progres. Aż do połowy XIII wieku zjawisko to jest powszechne na większości ziem Polski, szczególnie na Śląsku, Wielkopolsce i Małopolsce. Z dzieł architektury romańskiej wyróżniają się m.in. kolegiaty w Tumie i w Czerwińsku nad Wisłą, krakowski kościół św. Andrzeja. W czasie panowania Władysława Hermana powstaje nowa katedra na Wawelu z zachowaną do dziś kryptą św. Leonarda. Przykładem budowli centralnej jest rotunda w Cieszynie. Budownictwo klasztorne reprezentują XII- i XIII-wieczne założenia m.in. opactwa Benedyktynów w Tyńcu i na Ołbinie. Przykładami XIII-wiecznej architektury i sztuki monastycznej są wielkie opactwa cysterskie w Wąchocku, Sulejowie, Koprzywnicy.
Z zabytków rzeźby zachowało się wiele portali, niektóre mają bogatą i wysublimowaną dekorację rzeźbiarsko-architektoniczną. Elementem wielu z nich są tympanony fundacyjne, ukazujące najczęściej Marię z Dzieciątkiem Jezus adorowanych przez fundatora trzymającego model świątyni, a także często jego patrona. Przykładami są tympanony we Wrocławiu (z opactwa ołbińskiego oraz w kościele NMP na Piasku łączonych z działalnością fundacyjną Jaksy z Kopanicy i Piotra Włostowica) i Strzelnie. Tamże, wnętrze kościoła Norbertanek zdobią kolumny z figuratywnymi przedstawieniami cnót i przywar, dzieła stanowiące ilustrację walki dobra ze złem inspirowaną zapewne myślami Herrady z Landsbergu i Hildegardy z Bingen. Malarstwo ścienne reprezentują fragmenty malowideł w kolegiatach w Tumie i Czerwińsku. Malarstwo książkowe reprezentują liczne manuskrypty – np. Kodeks Pułtuski, Ewangeliarz emmeramski, Sakramentarz tyniecki, Biblia Czerwińska czy wykonany na koronację Bolesława Śmiałego Złoty Kodeks Gnieźnieński. Są to przeważnie dzieła importowane. Rzadkim na skalę europejską dziełem jest rytowana posadzka dawnego kościoła w Wiślicy przedstawiająca w ozdobnej bordiurze wizerunki orantów.
Znaczącą rolę w ówczesnej sztuce pełniło rzemiosło artystyczne, gł. złotnictwo i plastyka z brązu. Kronikarz Kosmas, pisząc o najeździe Brzetysława na Gniezno, wzmiankuje o stu wozach załadowanych kosztownościami, co daje do zrozumienia, iż ówczesna katedra gnieźnieńska posiadała liczne dzieła z okresu przedromańskiego. Do dziś zachowały się pojedyncze relikwiarze (m.in. relikwiarz z Kruszwicy) i przede wszystkim złote utensylia liturgiczne wzbogacane dekoracjami wykonywanymi techniką niello. Są to kielichy i pateny z Gniezna, Trzemeszna, Kalisza i Płocka – fundacje władców polskich. Wysoką klasę artystyczną reprezentują dwa dzieła wykonywane z brązu – Drzwi Płockie (obecnie w soborze św. Sofii w Nowogrodzie Wielkim) i Drzwi Gnieźnieńskie z 18 kwaterami ilustrującymi Żywot św. Wojciecha, wzbogacone bogatą dekoracją ornamentalną i roślinną. Z XIII wieku zachowały się najstarsze dzieła, niegdyś insygnia władzy – przede wszystkim Szczerbiec – miecz koronacyjny królów polskich oraz trzy korony książęce, z których jedna znajduje się w Płocku, natomiast dwa w Krakowie, przerobione w XV w. na krzyż.

### Gotyk
Ze względu na podział dzielnicowy sztuka późnego romanizmu i wczesnego gotyku rozwijała się nierównomiernie i była w orbicie wielkich ośrodków sztuki, głównie krajów Świętego Cesarstwa i królestwa Francji. Pierwsze budowle gotyckie powstały na terenie księstw śląskich (stopniowo przejmowanych przez Koronę Czeską), a następnie w Małopolsce i Wielkopolsce. Należące do miejscowych książąt Pomorze Zachodnie oraz krzyżackie Pomorze Wschodnie i Warmia były pod silnym wpływem północnoniemieckiego gotyku ceglanego ściśle związanego z potęgą gospodarczą i kulturalną Hanzy.
Na okres gotyku przypada gwałtowny rozwój budownictwa sakralnego w każdym zakresie. Niektóre katedry romańskie otrzymały gotycki wygląd (Wrocław, Kraków-Wawel, Gniezno, Poznań), wzniesiono nowe (m.in. we Fromborku). Wielkie katedry cechuje architektura zgoła odmienna od klasycznego gotyku katedralnego gdzie preferowano przezroczystość konstrukcji i rozbudowany system przypór z łękami oporowymi. W katedrze gnieźnieńskiej zastosowano uproszczoną strukturę francuskiego gotyku, gdzie poligonalnie zamknięte prezbiterium obiega obejście z wieńcem kaplic (chevet). Oryginalne rozwiązanie ma część wschodnia katedry poznańskiej, której chevet został zredukowany do trzech kaplic obejściowych, ale obok nich, na wysokości ambitu dostawiono trzy wieże. Katedry wrocławska oraz krakowska nawiązują do architektury kościołów cysterskich (m.in. Henryków), w obu przypadkach prezbiteria oraz obejścia mają układ prostokątny, w przypadku dzieła krakowskiego ściana wschodnia jest dwudzielna, zaś przęsło wschodnie nakrywa sklepienie trójdzielne.
W poszczególnych regionach w architekturze sakralnej czytelne są własne cechy. Na Pomorzu Wschodnim i Warmii przeważały ceglane kościoły halowe z prostokątnym zamknięciem prezbiterium, sklepieniami gwiaździstymi o wyszukanym rysunku, szczytami schodkowymi wieńczącymi elewacje. Na Pomorzu Zachodnim prezbiterium jest najczęściej zamykane poligonalnie, preferowano ceglane hale i bazyliki często z zintegrowanym korpusem i prezbiterium. Na Śląsku przeważają kamienne i kamienno-ceglane kościoły o układzie bazylikowym (we Wrocławiu powstawały także hale), cechy te da się również zauważyć w kościołach Małopolski, przy czym tu część nawowa i prezbiterialna są często silnie wyodrębniane. Ze świątyń kolegiackich i farnych wyróżniają się m.in. dwupoziomowa kolegiata św. Krzyża we Wrocławiu, kościoły NMP w Krakowie (z charakterystycznym dla kilku kościołów Krakowa systemem filarowo-przyporowym) i w Gdańsku, który jest największym gotyckim ceglanym kościołem w Europie. Tamże wzniesiono kościoły św. Mikołaja i św. Katarzyny i św. Trójcy z klasztorem Franciszkanów. Wielkie kościoły farne powstały w innych ośrodkach miejskich (kościoły św. Jakuba w Toruniu, Szczecinie, Nysie, św. Mikołaja w Brzegu, św. Stanisława i św. Wacława w Świdnicy). Odmienny charakter w kontekście architektury Śląska ma Kaplica św. Jadwigi przy kościele klasztornym w Trzebnicy, która charakteryzuje się recepcją niektórych form francuskiego stylu promienistego. Świadectwem wysokiej rangi zakonu Cystersów są założenia w Kołbaczu i Pelplinie. Na XIII i XIV wiek przypada aktywna działalność zakonów mendykanckich. Sprowadzeni wkrótce po założeniu zakonu Dominikanie wznieśli swoje zespoły klasztorne m.in. w Krakowie, Wrocławiu, Sandomierzu. Świadectwem dziedzictwa Braci Mniejszych są kościoły i klasztory m.in. w Toruniu, Krakowie i Wrocławiu. Z kościołów innych zakonów wyróżniają się dawny kościół Joannitów w Strzegomiu czy kościoły Bożogrobców w Gnieźnie i Miechowie (gruntownie przebudowany w XVIII w.). Powstało wiele mniejszych kościołów parafialnych i filialnych, spośród nich m.in. kościoły w Starym Bielsku, Kamionnej, Małujowicach.
Wraz z intensywną urbanizacją powstawały obwarowania z basztami i bramami (m.in. w Krakowie, Szydłowie, Stargardzie, Chojnie), zaś wewnątrz miast reprezentacyjne budowle o charakterze municypalnym (ratusze m.in. w Toruniu, Wrocławiu, na Starym i Głównym Mieście w Gdańsku) i mieszkalnym (kamienice m.in. w Toruniu, Gdańsku, Krakowie, Stargardzie). Spośród zamków wiele z nich powstało na terenie państwa zakonu krzyżackiego (m.in. w Malborku, Kwidzynie, Lidzbarku Warmińskim), ponadto na Śląsku (Chojnik) Mazowszu (Czersk) i Małopolsce (m.in. Mirów, Niedzica, Dębno). Z budownictwa drewnianego zachowały się kościoły m.in. w Haczowie, Dębnie, Lipnicy Murowanej.
W stosunku do ściśle podporządkowanej strukturom architektonicznym rzeźby romańskiej, w okresie gotyku ma miejsce większa emancypacja tej dziedziny artystycznej. Rzeźba architektoniczna, w początkach gotyku na Śląsku osiągnęła wysoki poziom, czego przykładami są portal kościoła w Starym Zamku i przede wszystkim dekoracja wschodniej części katedry wrocławskiej i zespół portali kościoła Cysterek w Trzebnicy, poświadczające recepcję stylu Mistrza Naumburskiego. W Małopolsce ze wczesnych dzieł zachowała się dekoracja rzeźbiarska kapitularza klasztoru Dominikanów. Tradycja romańska (np. tympanony fundacyjne, zdobiące portale kościołów św. Krzyża we Wrocławiu, św. Jana Chrzciciela w Radłowie, kaplicy zamkowej w Lubinie) połączyła się z gotycką innowacją polegającą głównie na wzbogaceniu zakresu ikonograficznego (m.in. o wizerunki Trójcy Świętej, Jana Chrzciciela czy Chrystusa – Męża Boleści w asyście świętych) i nowych rozwiązaniach kompozycyjnych. Bogata dekoracja rzeźbiarska pojawiła się nie tylko na portalach, wspornikach, zwornikach, kapitelach kolumn, ale także na fryzach, powierzchniach elewacji etc. Przykładami są trzy portale kościoła Joannitów w Strzegomiu, dekoracja elewacji i wnętrz ratusza wrocławskiego, zespół wsporników z wizerunkami aniołów w kościele NMP na Piasku, dekoracja elewacji i wnętrz zamku w Malborku (m.in. zespół portali do kaplicy zamkowej i kaplicy św. Anny, kapitele w Infirmerii, zwornik Wielkiego Refektarza), portale, wsporniki w katedrze w Gnieźnie, figurki w górnych partiach elewacji zewnętrznych (na kluczach okien i pod gzymsem wieńczącym) prezbiterium kościoła Mariackiego w Krakowie.
Na szeroką skalę rozwinęła się rzeźba figuratywna. Do przykładów wczesnogotyckich zalicza się m.in. posąg księżnej Salomei z kolegiaty w Głogowie. Nurt mistyczny egzemplifikują m.in. Pietà z Lubiąża (obecnie w MNW), krucyfiksy z Szamotuł, Kamienia Pomorskiego i przede wszystkim z kościoła Bożego Ciała we Wrocławiu. Specyficznymi dziełami o charakterze mistycznym są figurki jasełkowe w krakowskim klasztorze Klarysek. Na terenie państwa krzyżackiego powstają liczne Madonny szafkowe, kultowe rzeźby łączące trzy typy ikonograficzne Sedes Sapientiae, Tron Łaski oraz Mater Misericordiae. W XIV wieku pojawiają się w Polsce wolnostojące figury Madonny z Dzieciątkiem, exemplum gratia jest figura z klasztoru Karmelitanek w Krakowie. Na Śląsku i Pomorzu upowszechniły się tzw. Madonny na lwach np. rzeźby z kościoła św. Marcina we Wrocławiu, ze Skarbimierza (obecnie w MNWr) czy w kościele w Lubieszenie k. Tczewa, a ponadto retabula ołtarzowe, m.in. z Bąkowa, Ciećmierza (ob. w katedrze w Szczecinie), Łuczyc (ob. w MNW), Pełcznicy. Dziełami związanymi ze stylem pięknym są kamienne Piękne Madonny z Torunia (zaginiona), Wrocławia, Gdańska i drewniane m.in. z Krużlowej oraz Piety z kościoła św. Barbary w Krakowie, kościoła NMP na Piasku we Wrocławiu i kościoła NMP w Gdańsku. W XV i XVI w. powstaje wiele retabulów ołtarzowych, które często unifikowały elementy architektury, rzeźby, malarstwa, a także rzemiosła artystycznego. Spośród tego typu dzieł wyróżnia się Ołtarz Mariacki Wita Stwosza wykonany w latach 1477–1489. Ten artysta wykonał również m.in. krucyfiks w tymże kościele i nagrobek Kazimierza Jagiellończyka w katedrze wawelskiej. Rzeźba sepulkralna powszechna była już w XIV w., przede wszystkim w państwach Piastów Śląskich oraz stolicy Królestwa Polskiego o czym świadczą nagrobki książąt w Krzeszowie, Henrykowie, Opolu, Wrocławiu (m.in. płyta nagrobna Henryka II Pobożnego i Nagrobek Henryka IV Prawego) oraz nagrobki królów Władysława Łokietka i Kazimierza Wielkiego w katedrze wawelskiej. Sztukę sakramentu chrztu egzemplifikują brązowe chrzcielnice w kościele św. Mikołaja w Elblągu, św. Piotra i Pawła w Legnicy oraz w katedrze w Kołobrzegu czy kamienna chrzcielnica w kościele NMP na Piasku we Wrocławiu. W stolicy Śląska znajdują się dwa cenne przykłady ars eucharistica – wieżowe sakramenetaria w kościołach św. Marii Magdaleny i św. Elżbiety, ostatnie z nich jest dziełem Josta Tauchena.
Najstarsze dzieła malarstwa gotyckiego w Polsce zachowały się w postaci malowideł ściennych i witraży. Przykładami malarstwa ściennego są malowidła wieży rycerskiej w Siedlęcinie, klasztoru Cystersów w Lądzie, kościele św. Jakuba w Toruniu, klasztoru Franciszkanów w Krakowie i w kilku kościołach na obszarze powiatu brzeskiego (m.in. w Pogorzeli i Małujowicach). Przykładem orientalizacji w malarstwie są zespoły malowideł z okresu panowania Władysława Jagiełły. Bizantyjsko-ruskie malowidła zdobią kaplicę Świętej Trójcy w zamku w Lublinie, prezbiterium katedry sandomierskiej, kolegiaty w Wiślicy oraz kaplicę Świętokrzyską katedry wawelskiej. Największy zespół dzieł malarstwa na szkle zachował się w Krakowie, który tworzą XIII i XIV-wieczne witraże z zespołu klasztornego Dominikanów (obecnie w MNK), zespół witraży w prezbiterium kościoła Mariackiego (ok. 1370 r.) i kościoła Bożego Ciała (ok. 1400 r.). Ponadto cykle witrażowe znajdują się m.in. w katedrze włocławskiej. Cenne XIV-wieczne witraże zachowały się w Toruniu (z kościołów NMP i św. Mikołaja) i Chełmnie (z kościoła farnego) obecnie w toruńskim Muzeum Okręgowym.
Zakres gotyckiego malarstwa tablicowego obejmuje głównie retabula ołtarzowe i pojedyncze obrazy, zwłaszcza od schyłku stylu pięknego w latach 20. XV wieku do połowy XVI wieku. Głównymi centrami są Kraków, Wrocław, Toruń i Gdańsk. Przykładami malarstwa małopolskiego są m.in. z okresu 1420–1450 duża grupa wizerunków Matki Bożej z Dzieciątkiem w typie Hodegetrii (m.in. w klasztorze Dominikanów w Krakowie, pobliskim Płaszowie, ponadto w Rychwałdzie, Przemyślu) cykl malowideł z Ptaszkowej, Opłakiwanie z Chomranic, Misericordia Domini ze Zbylitowskiej Góry, Święte Marta, Agnieszka i Klara z Sandomierza, okres 1450–1480 reprezentują Tryptyk Dominikański dzieło Mistrza Tryptyku Dominikańskiego, Poliptyk Augustiański Mikołaja Haberschracka, Tryptyk św. Trójcy (wszystkie w Krakowie) Mistrza Tryptyku Trójcy Świętej, dzieła Jana Wielkiego (Poliptyk Olkuski, Wniebowzięcie Marii z Warty) zaś w latach 1480–1540 m.in. Poliptyk św. Jana Jałmużnika w Krakowie, ołtarz św. Stanisława w Starym Bielsku, Rodzina Marii z Ołpin i wiele innych. W malarstwie tablicowym na terenie Wielkopolski częstokroć malowano temat Sacra Conversazione, czego przykładem jest obraz Maria z Dzieciątkiem oraz święte Felicyta i Perpetua.
XIV-wieczne malarstwo tablicowe na Śląsku było silnie powiązane z dworską sztuką czeskich Luksemburgów, głównie cesarza i króla czeskiego Karola IV i jego syna Wacława. Najlepszymi przykładami są Madonna Kłodzka, Trójca Święta ze Świerzawy (zaliczane do najstarszych obrazów na Śląsku), św. Anna ze Strzegomia. Od drugiej ćwierci XV wieku następuje we Wrocławiu silny rozwój malarstwa w duchu gotyckiego realizmu np. Poliptyk Zwiastowania z Jednorożcem, ołtarz z Legendą św. Jadwigi, Ołtarz św. Barbary, Madonna z Dzieciątkiem i aniołami, wielki zespół retabulów oraz obrazów epitafijnych i wotywnych z wrocławskich kościołów św. Marii Magdaleny, św. Elżbiety, św. Barbary. Malarstwo gotyku na Pomorzu swoją świetność przeżywa przez cały XV wiek. Jest w orbicie wpływów sztuki krajów Rzeszy i przede wszystkim Niderlandów. Do wczesnych dzieł zaliczają się Poliptyk Grudziądzki, Poliptyk Toruński (ob. w Muzeum Diecezjalnym w Pelplinie), Dyptyk Winterfeldów z kościoła NMP w Gdańsku, późniejszymi są m.in. toruńska Pasja, gdańskie retabula, takie jak Duży i Mały Ołtarz Ferberów, Ołtarz Jerozolimski i wiele innych.
Znaczącym dla gotyku w Królestwie Polskim jest okres panowania Kazimierza Wielkiego. Król, który „zastał Polskę drewnianą a zostawił murowaną” objął patronat nad sztuką, był znaczącym donatorem, polecił wznieść szereg nowych obwarowań (m.in. Olkusz, Szydłów), zamków (Koło, Sandomierz, Olsztyn k. Częstochowy). Przebudował zamek wawelski, częściowo katedrę, gdzie wzniósł nagrobek Łokietka, założył miasta Kleparz i Kazimierz z kościołami św. Katarzyny i Bożego Ciała. Na terenie Królestwa polecił wznieść szereg kościołów (Sandomierz, Wiślica, Szydłów, Niepołomice), większość o układzie dwunawowym z wydzielonym prezbiterium, gwiaździstymi sklepieniami ze zwornikami z herbami ziem Królestwa Polskiego. Podobną treść mają zworniki w sali dawnej rezydencji władcy przy krakowskim Rynku. Władca hojnie uposażał kościoły w dzieła złotnictwa (kielichy z Trzemeszna, Stopnicy, Kalisza, relikwiarz św. Zygmunta dla katedry płockiej).
Wśród zabytków gotyckiego rzemiosła artystycznego wyróżniają się dzieła złotnicze Marcina Marcińca, m.in. relikwiarz św. Stanisława (ok. 1504), berło Akademii Krakowskiej, krzyże relikwiarzowe dla katedry gnieźnieńskiej fundacji Fryderyka Jagiellończyka. Przykładem złotnictwa gdańskiego jest relikwiarz świętej Barbary z 1514 roku. Powstawały liczne utensilia liturgiczne, z których wyróżniają się: zespół kielichów w kościele Mariackim w Krakowie, kielichy z Miechowa, Tyńca (obecnie w katedrze tarnowskiej), monstrancje w Wieliczce, Niepołomicach, Staniątkach, Poznaniu czy na Jasnej Górze. Świadectwem kultu świętych są liczne relikwiarze np. zespół relikwiarzy puszkowych z katedr gnieźnieńskiej i krakowskiej. Cennymi dziełami w zakresie stolarstwa i snycerki są XV-wieczne stalle w katedrze w Pelplinie, kościele NMP w Toruniu czy w kościele św. Trójcy w Gdańsku z 2. połowy XV w.

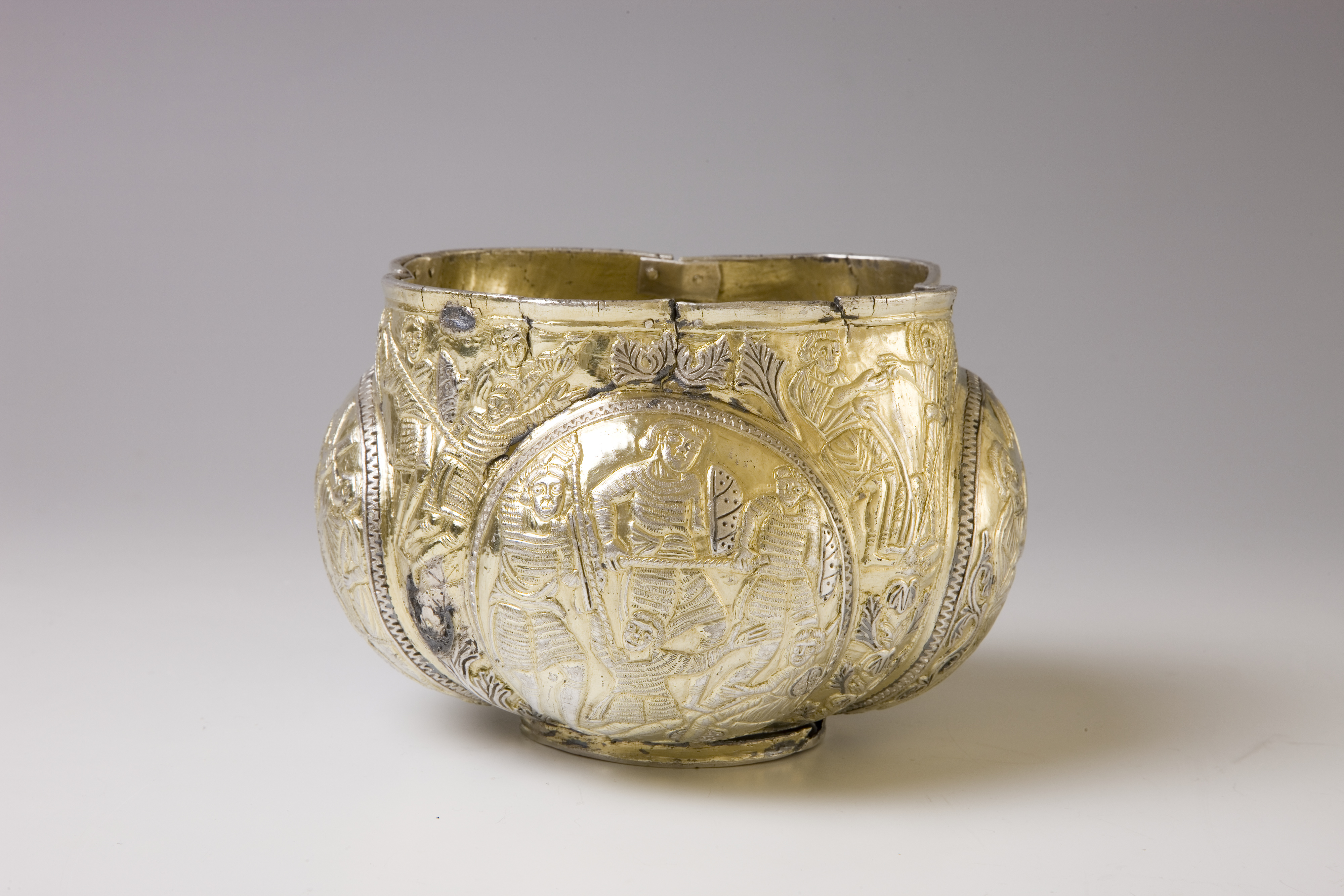
Czara włocławska
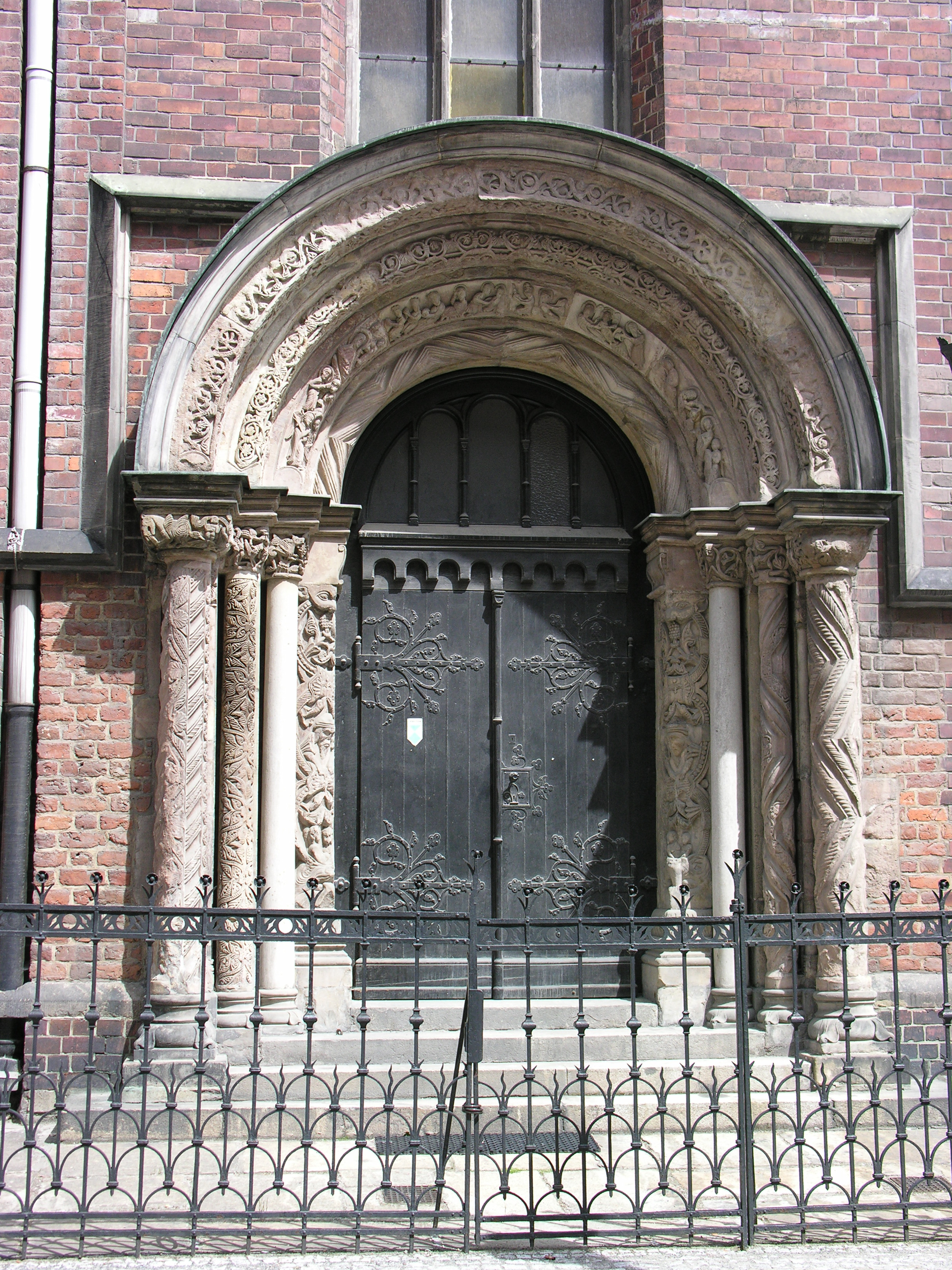
Portal z opactwa św. Wincentego na Ołbinie. Obecnie przy wrocławskim kościele św. Marii Magdaleny
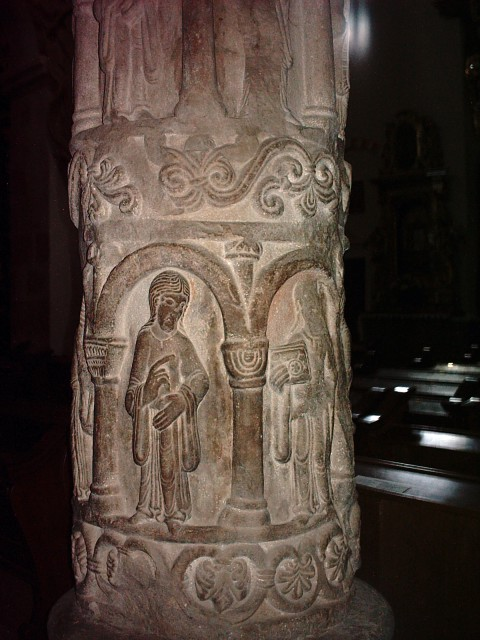
Kolumna Cnót w kościele św. Trójcy w Strzelnie
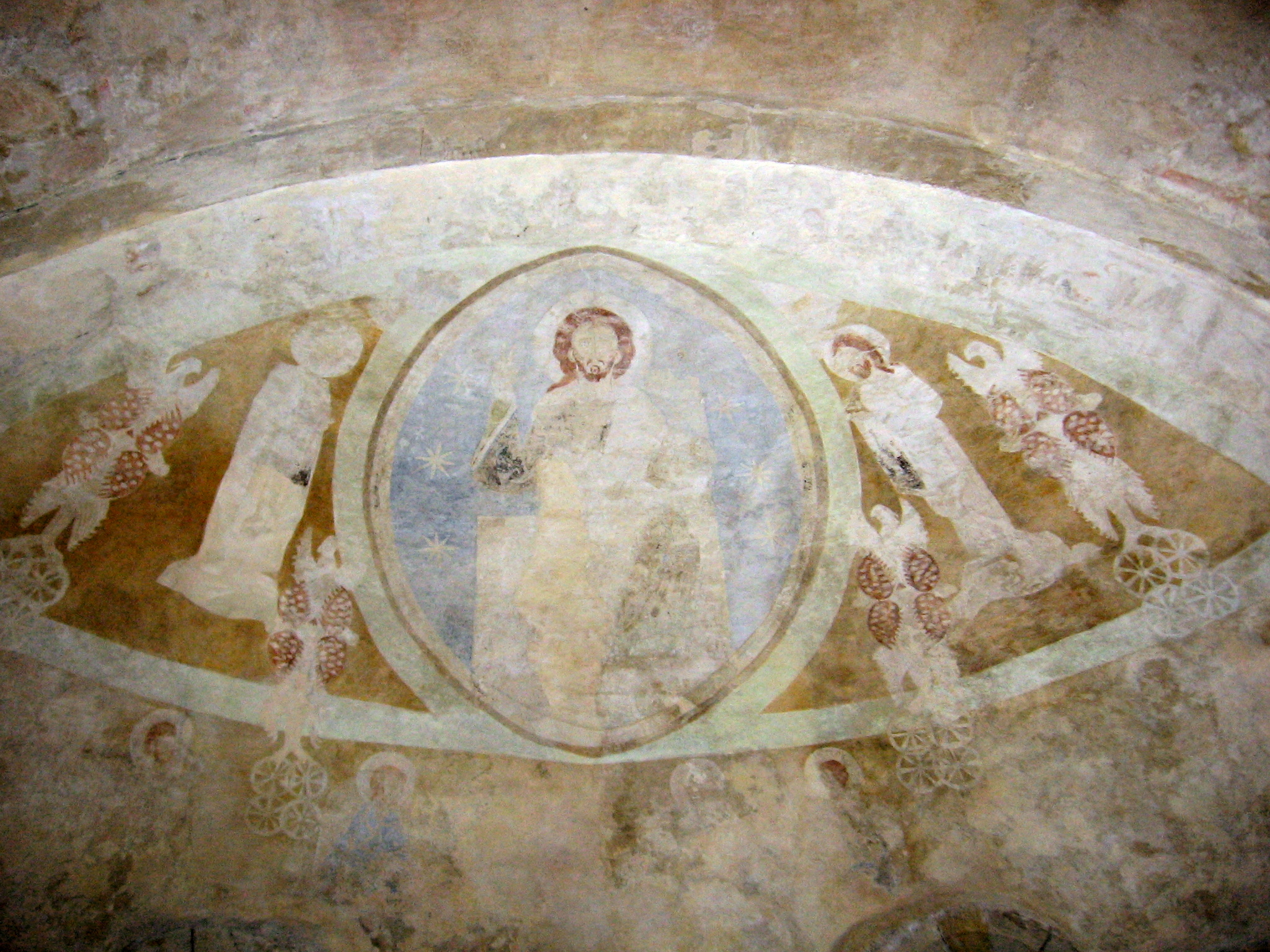
Malowidła ścienne w kolegiacie w Tumie
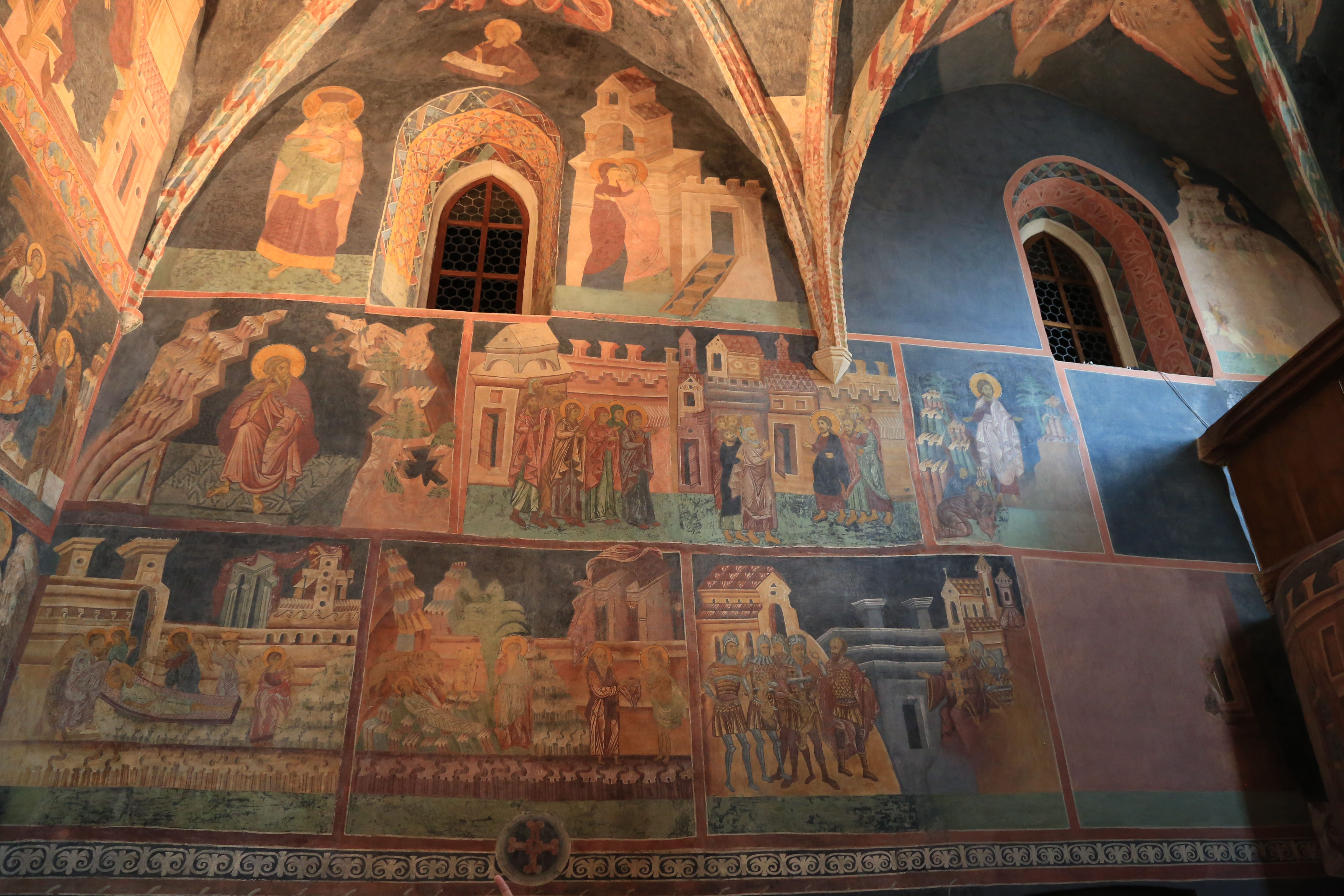
Freski w Kaplicy Trójcy Świętej w Lublinie
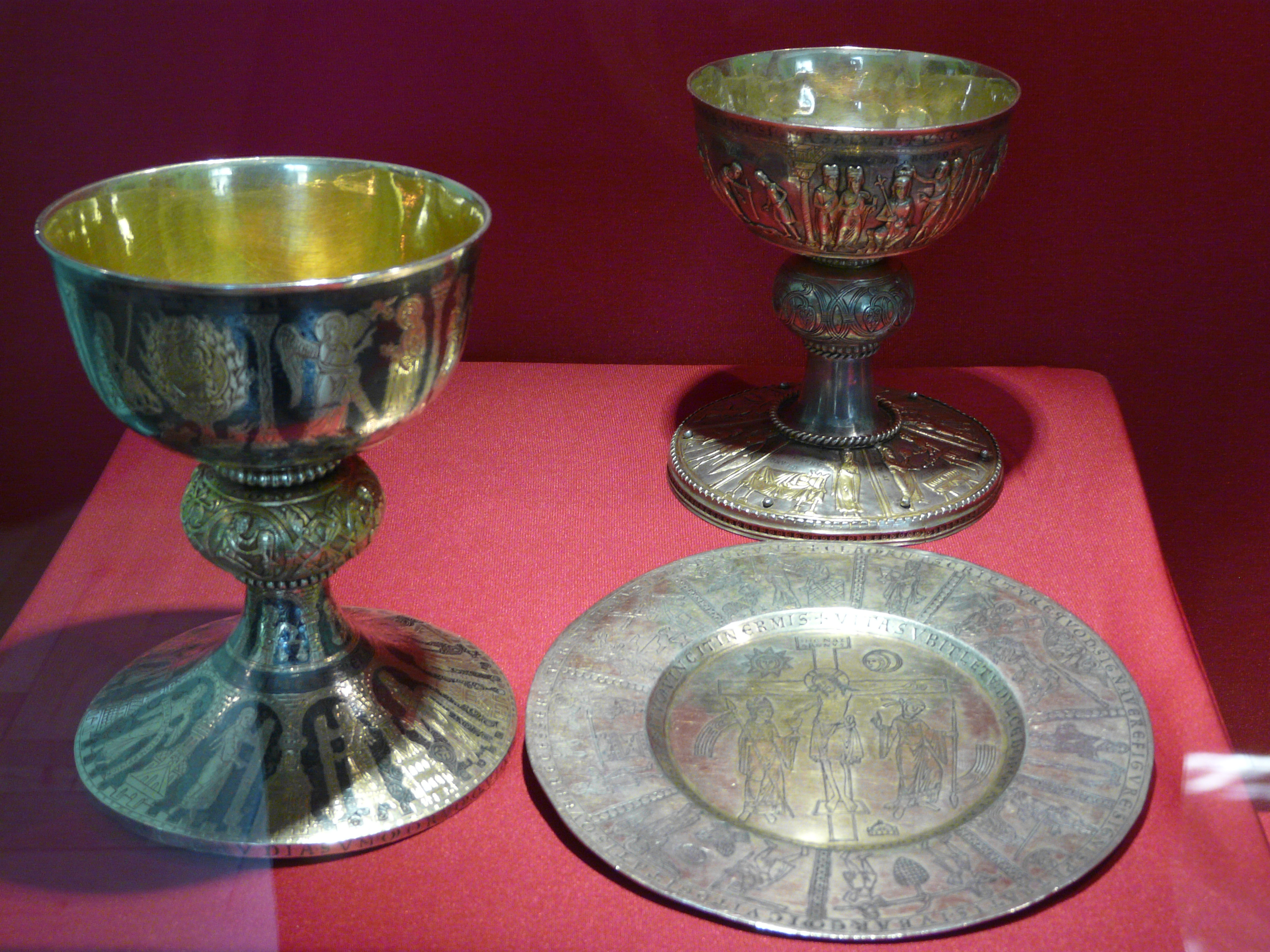
kielich królewski, tzw. narracyjny (z około 1180 roku) i kielich królewski, tzw. typologiczny (wraz z pateną) z Trzemeszna (około 1170–1180)
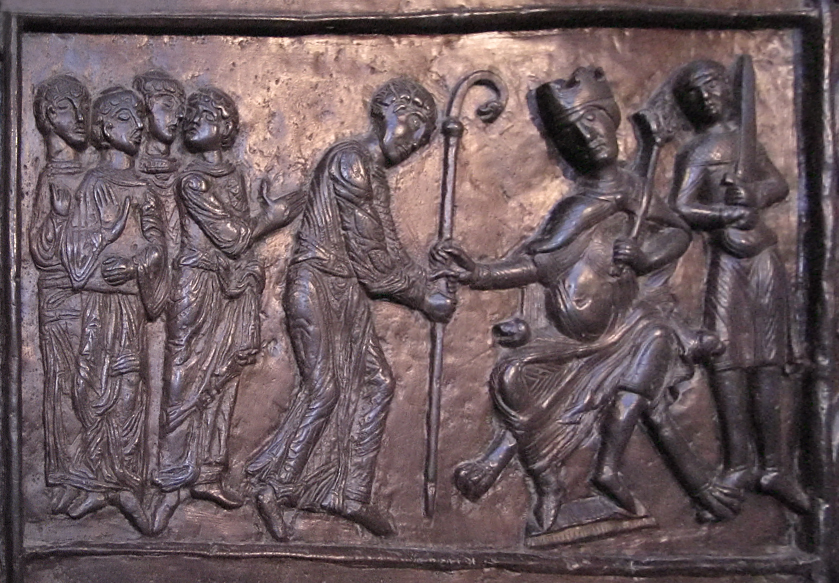
Otto wręcza pastorał św. Wojciechowi – fragment Drzwi Gnieźnieńskich
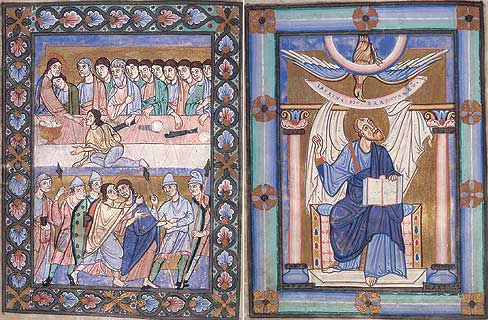
Ewangeliarz kruszwicki
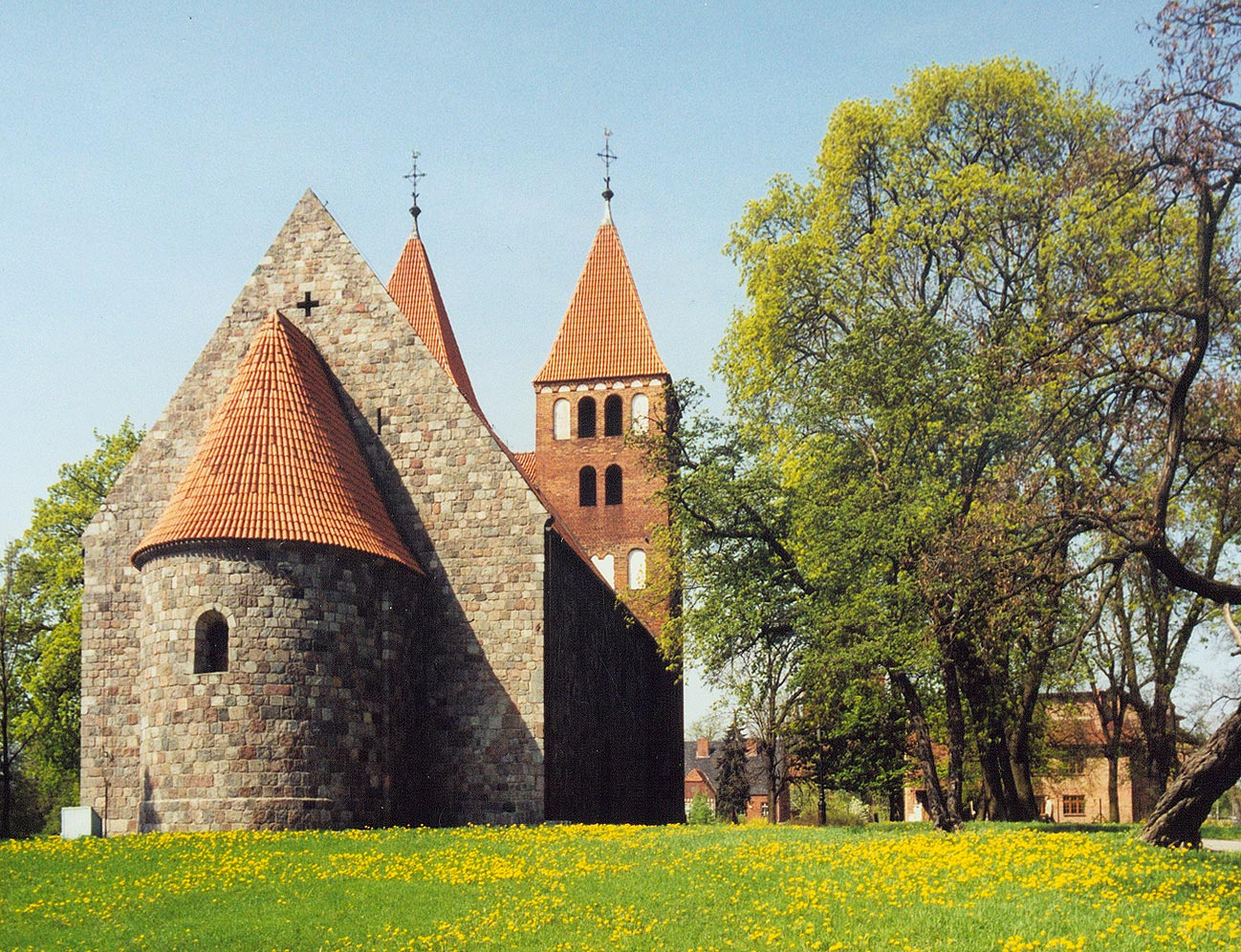
Kościół NMP w Inowrocławiu
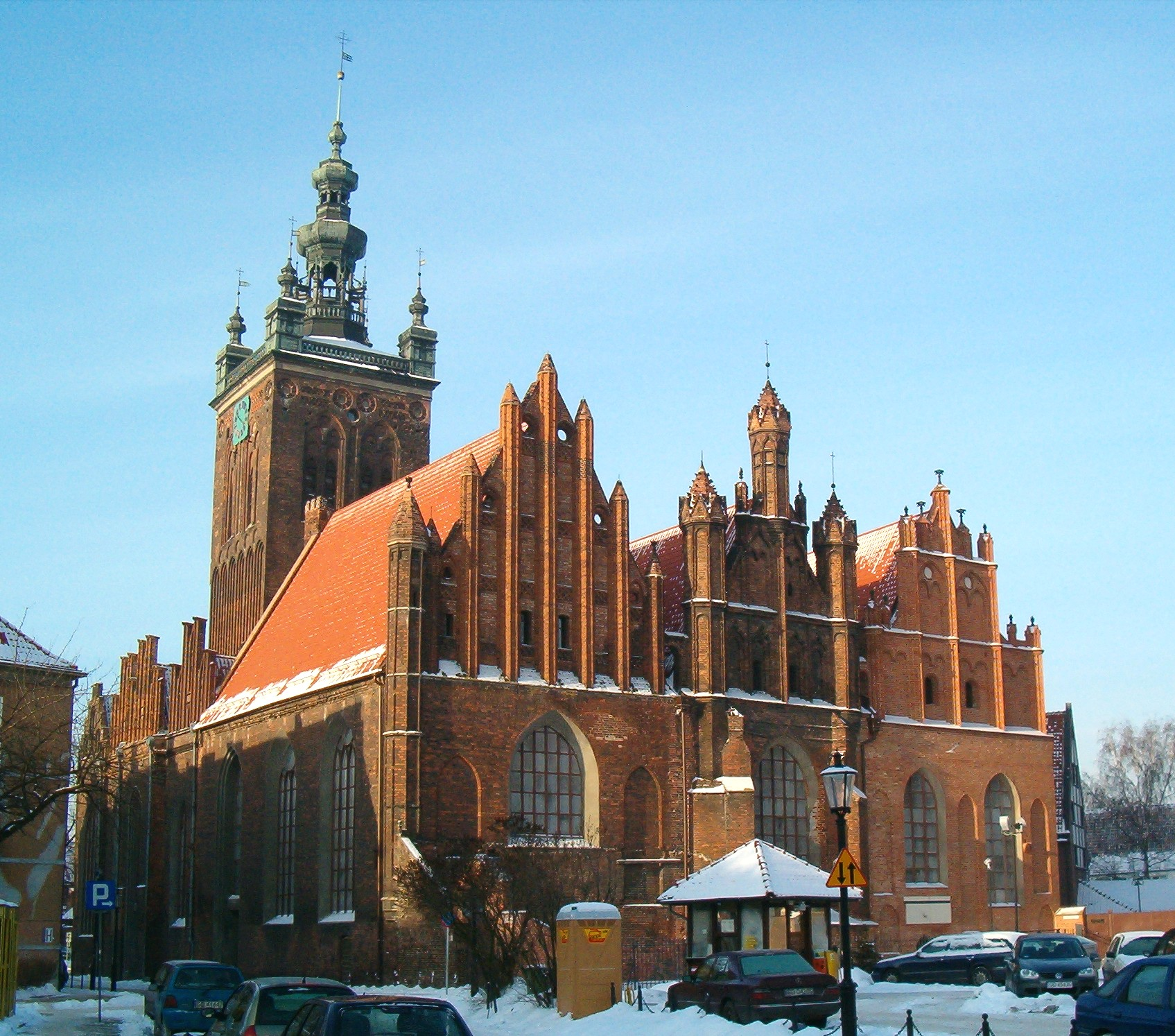
Kościół św. Katarzyny w Gdańsku
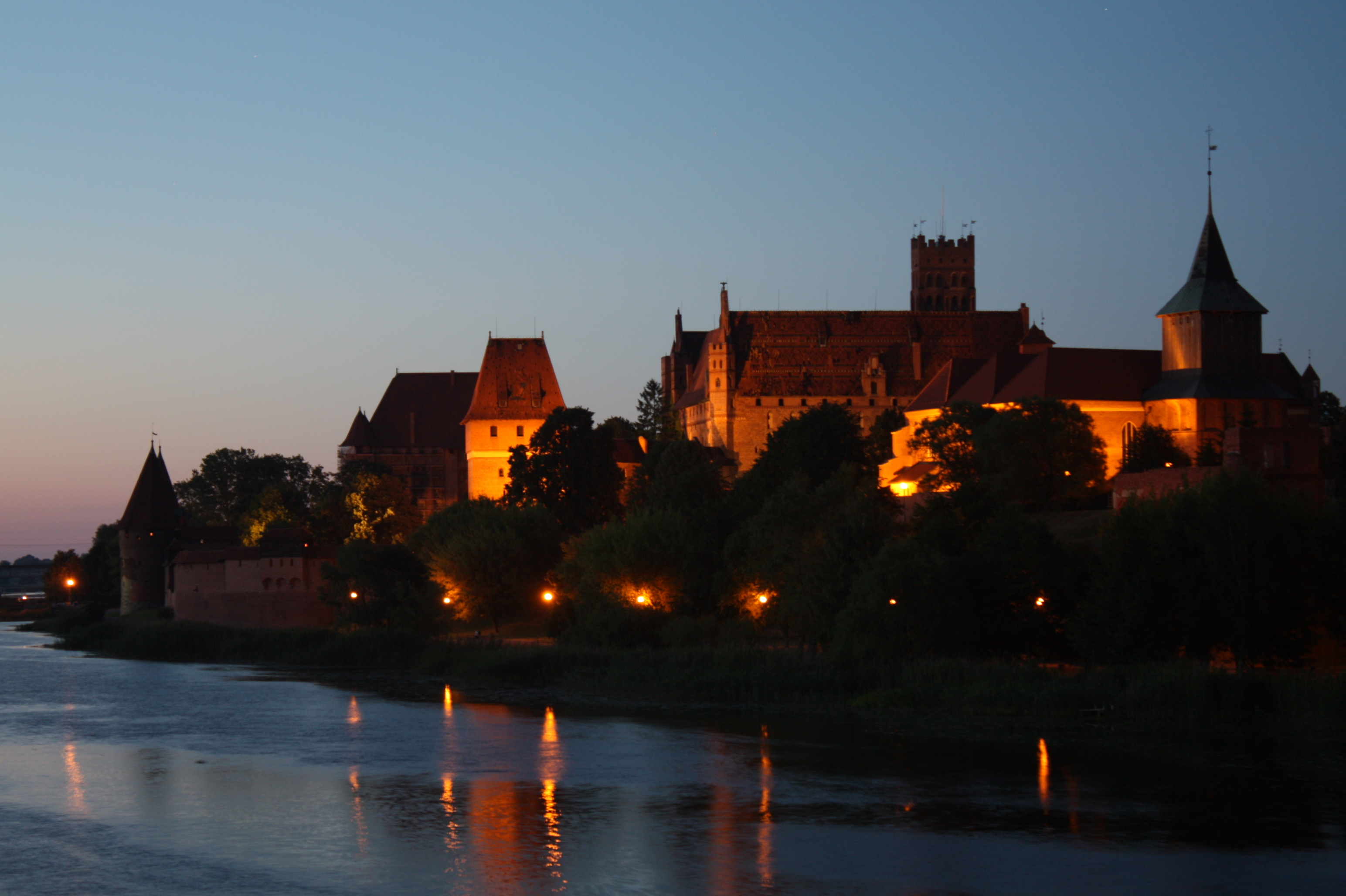
Zamek krzyżacki w Malborku
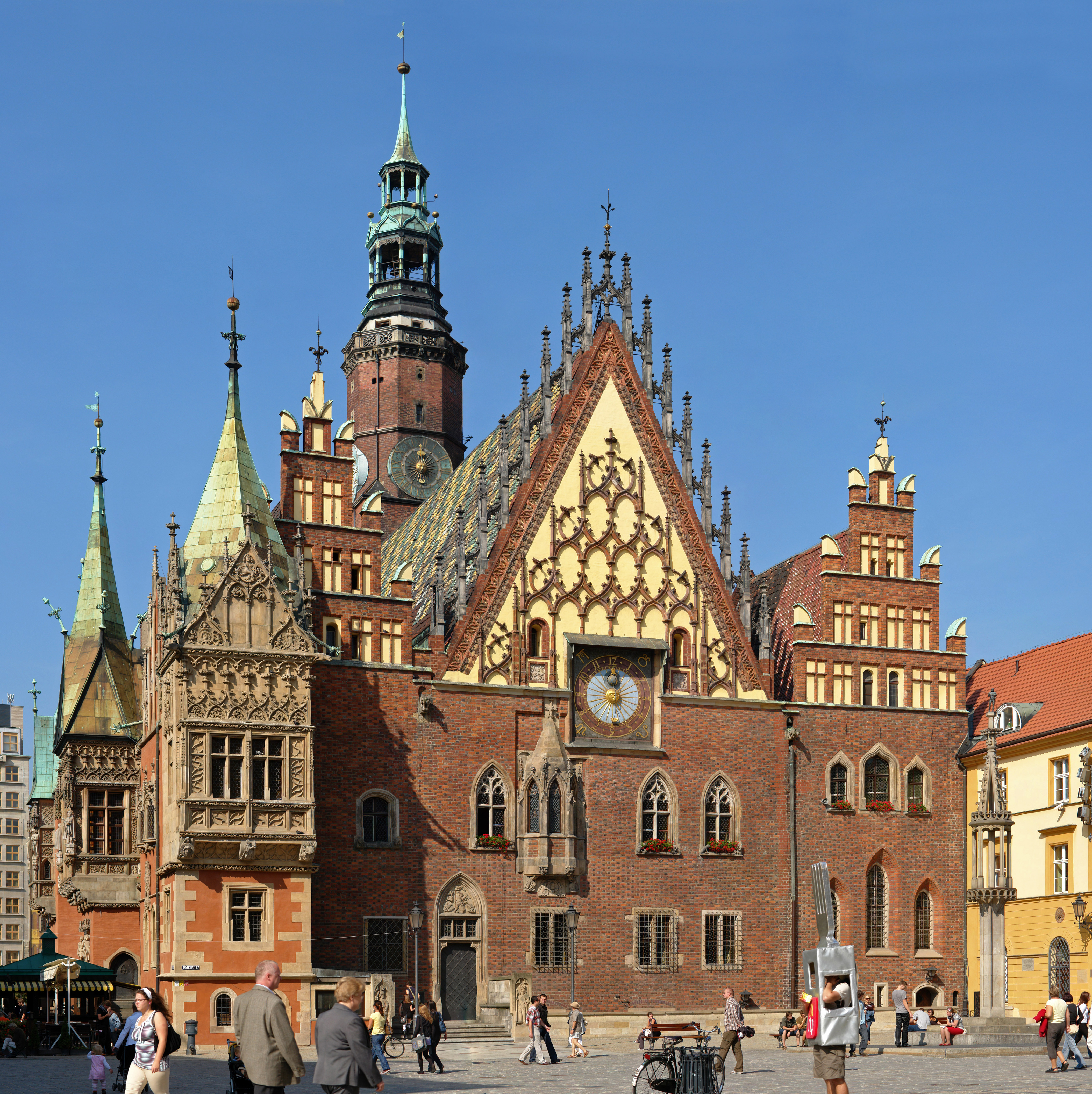
Ratusz we Wrocławiu
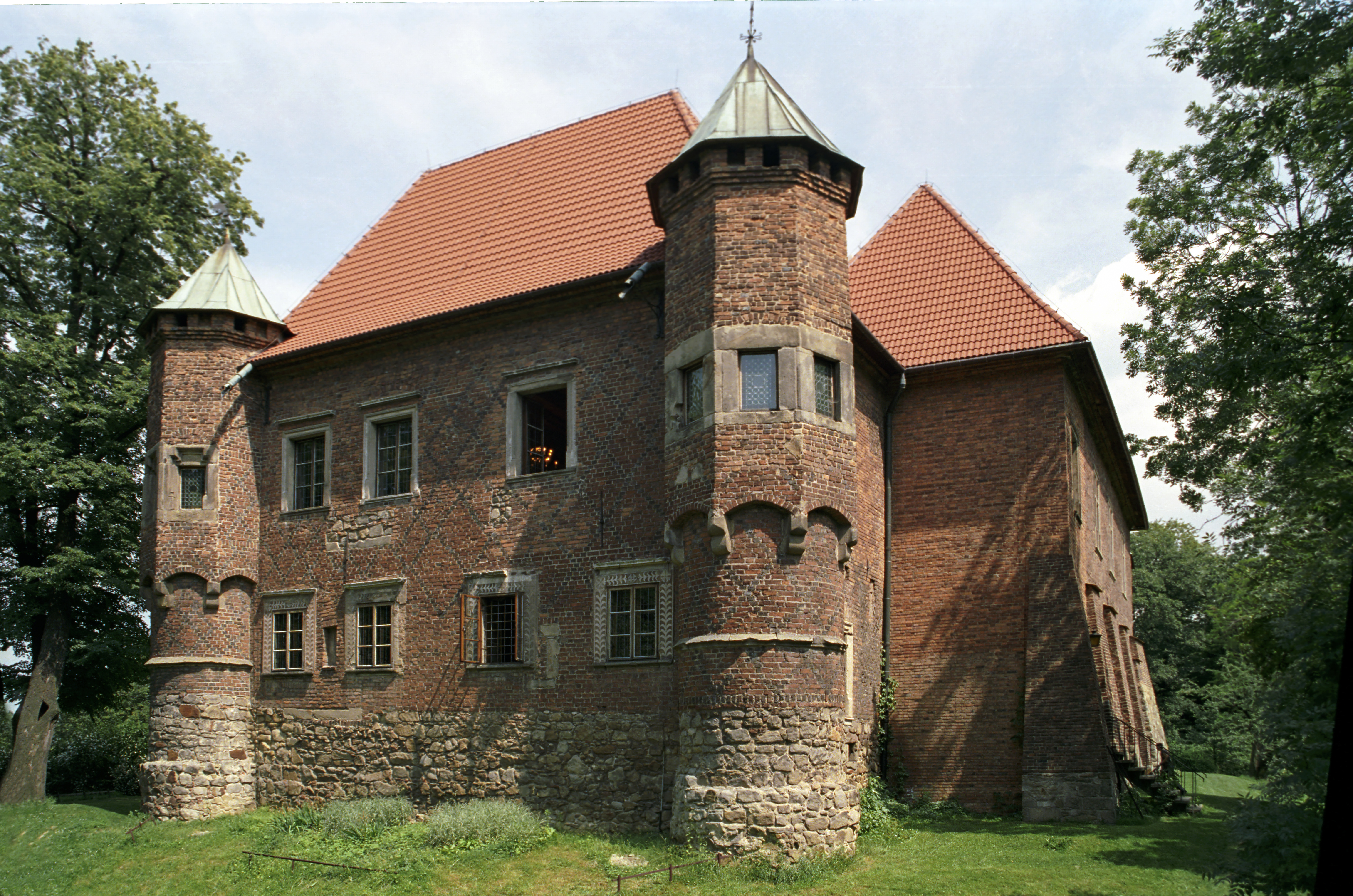
Zamek w Dębnie
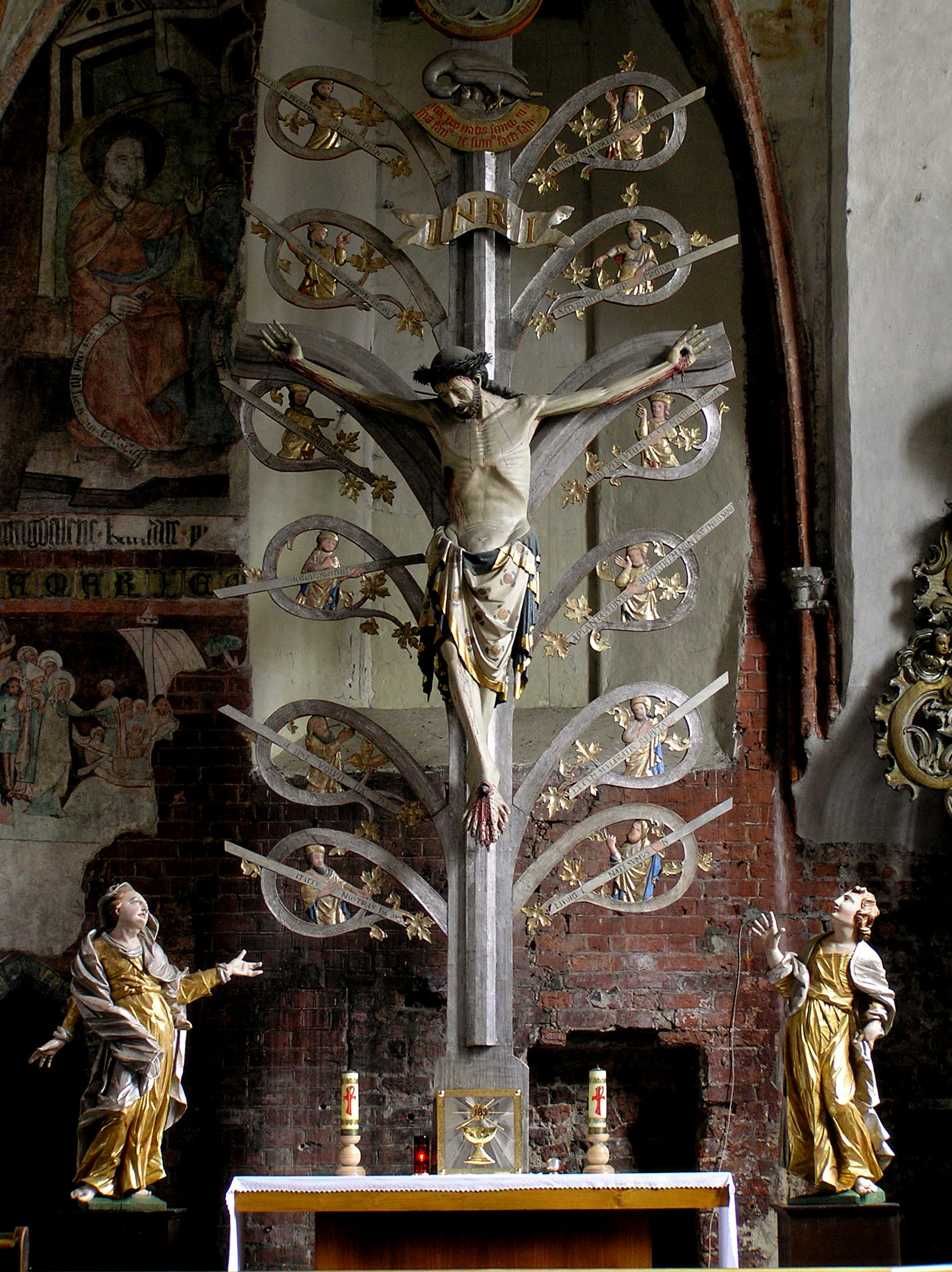
Krucyfiks w kościele św. Jakuba w Toruniu
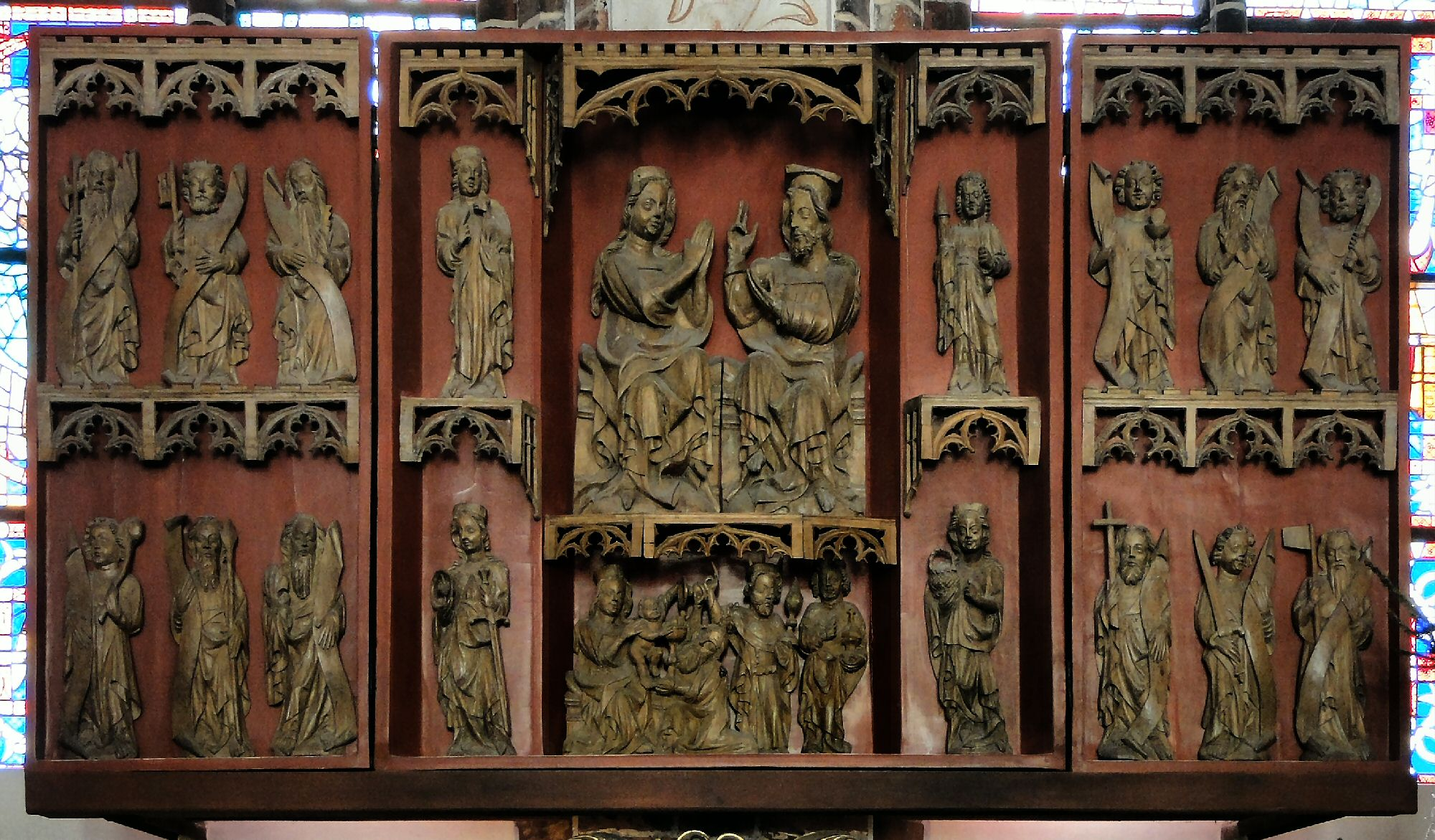
Tryptyk NMP z Ciećmierza (obecnie Szczecin, katedra)
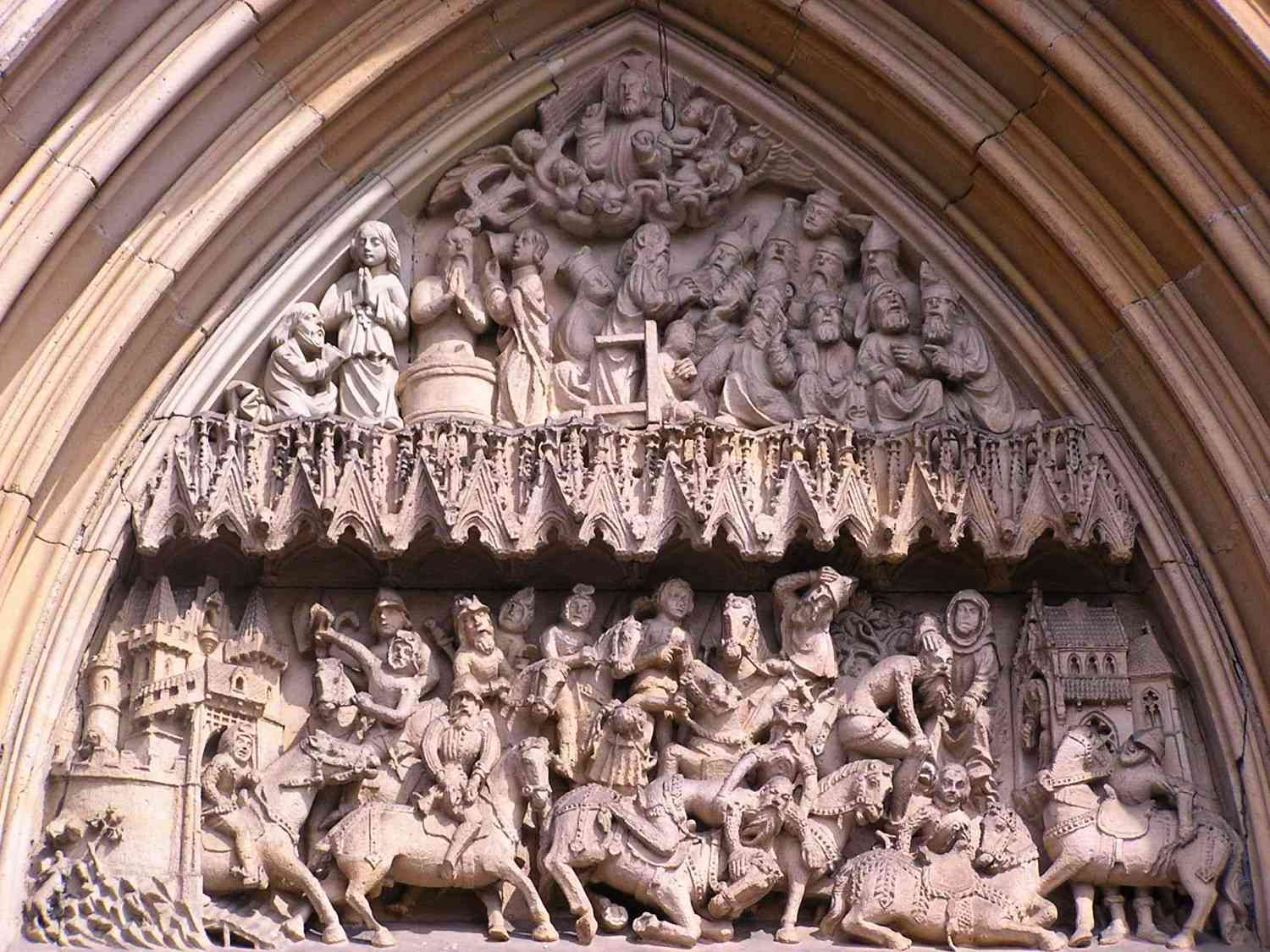
Tympanon portalu wejścia głównego kościoła Świętych Piotra i Pawła w Strzegomiu
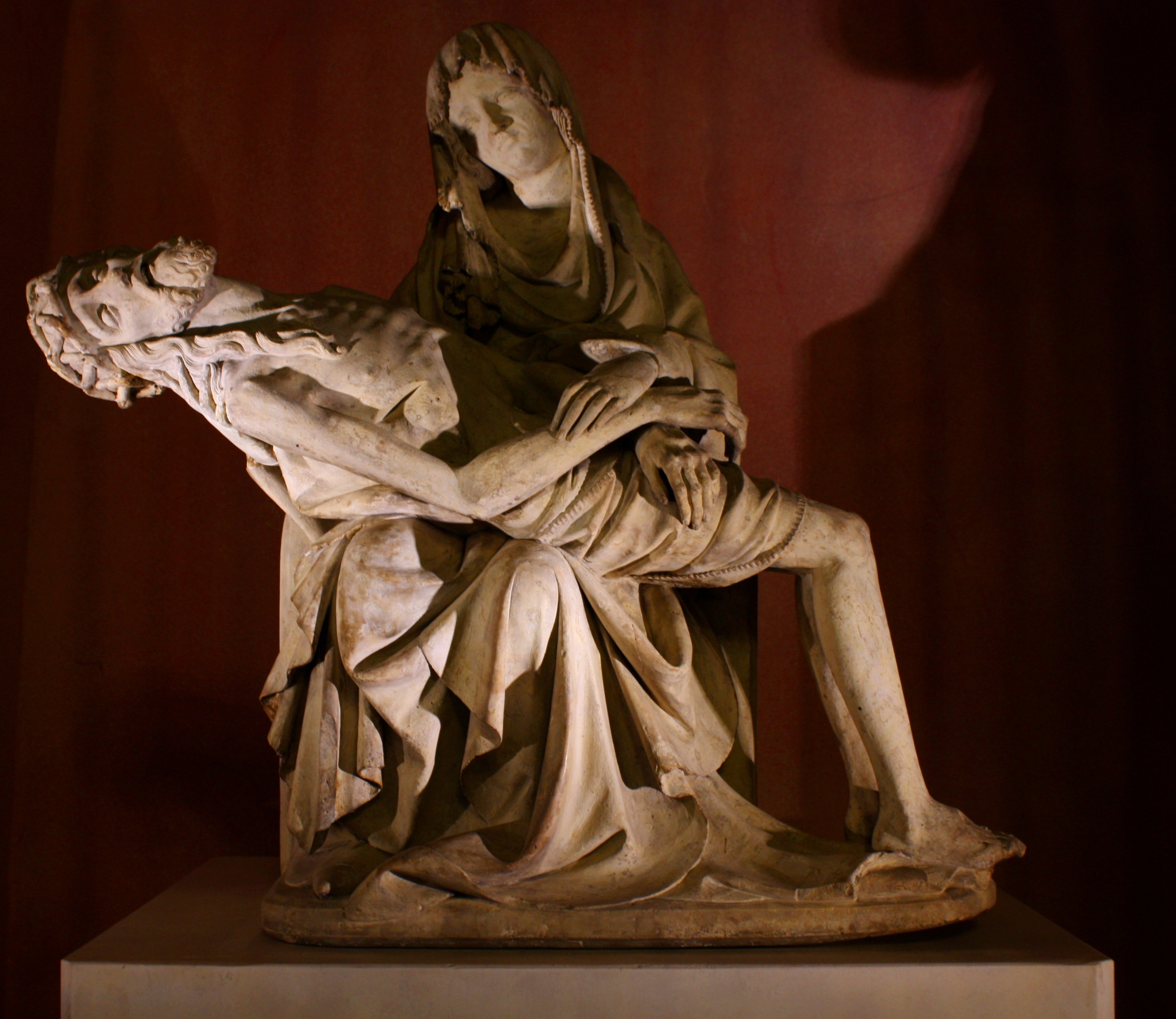
Mistrz Pięknej Madonny Toruńskiej. Pietà w kościele św. Barbary w Krakowie, ok. 1390 r.
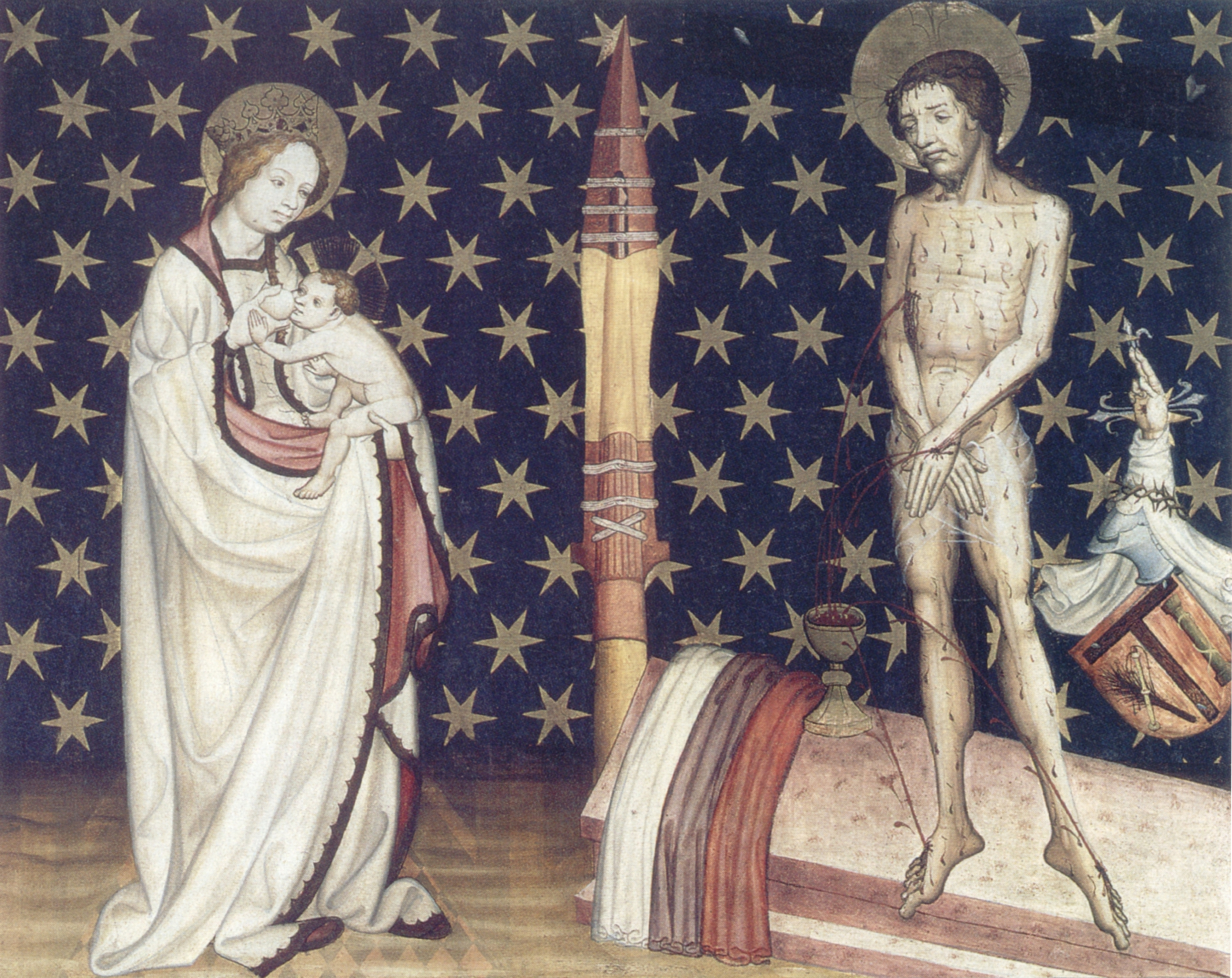
Maria lactans i Vir Dolorum – fragment Dyptyku Winterfeldów z kościoła NMP w Gdańsku, ok. 1430 r.
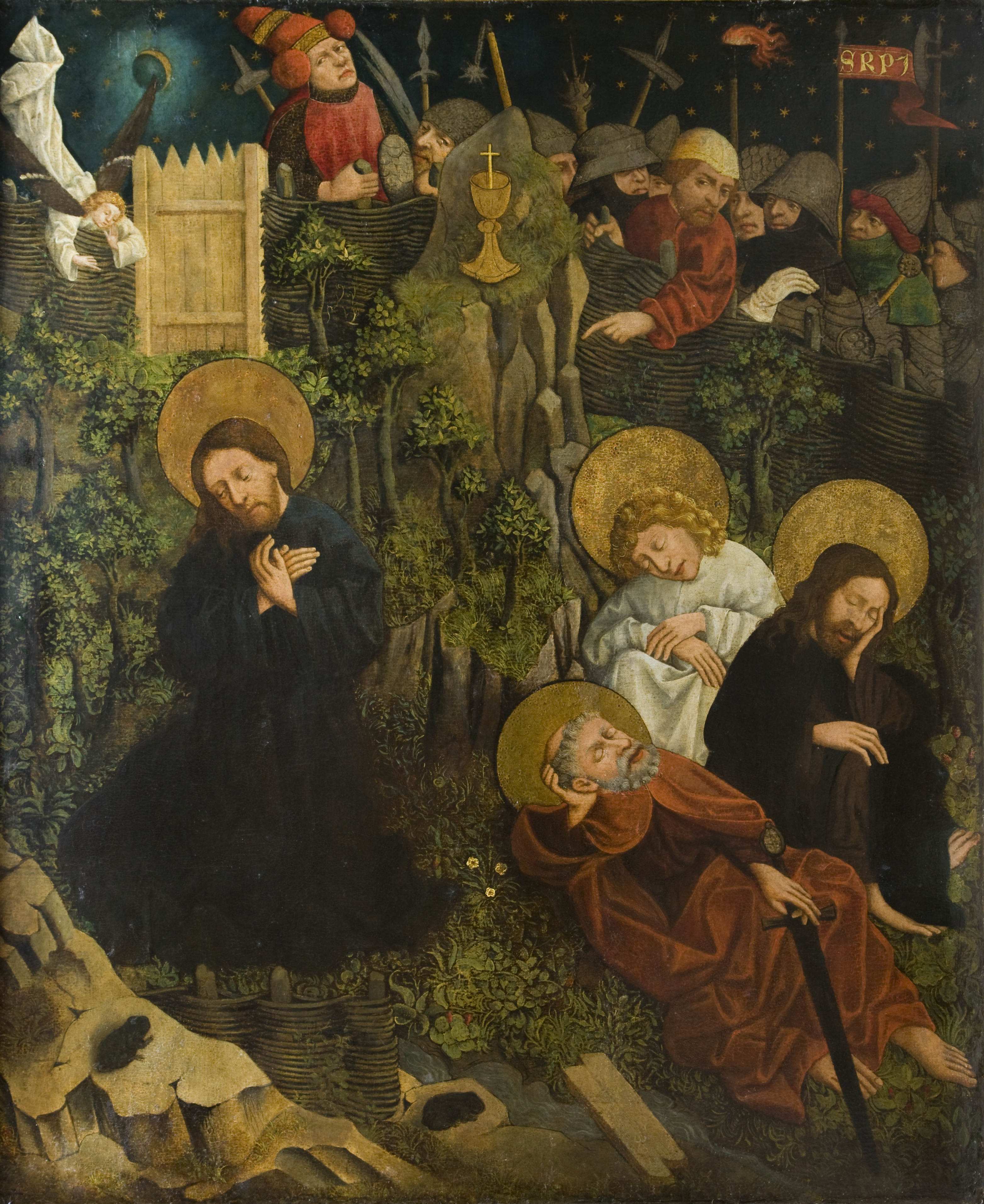
Mikołaj Haberschrack, Modlitwa w Ogrójcu, kwatera Poliptyku Augustiańskiego, ok. 1460 r.
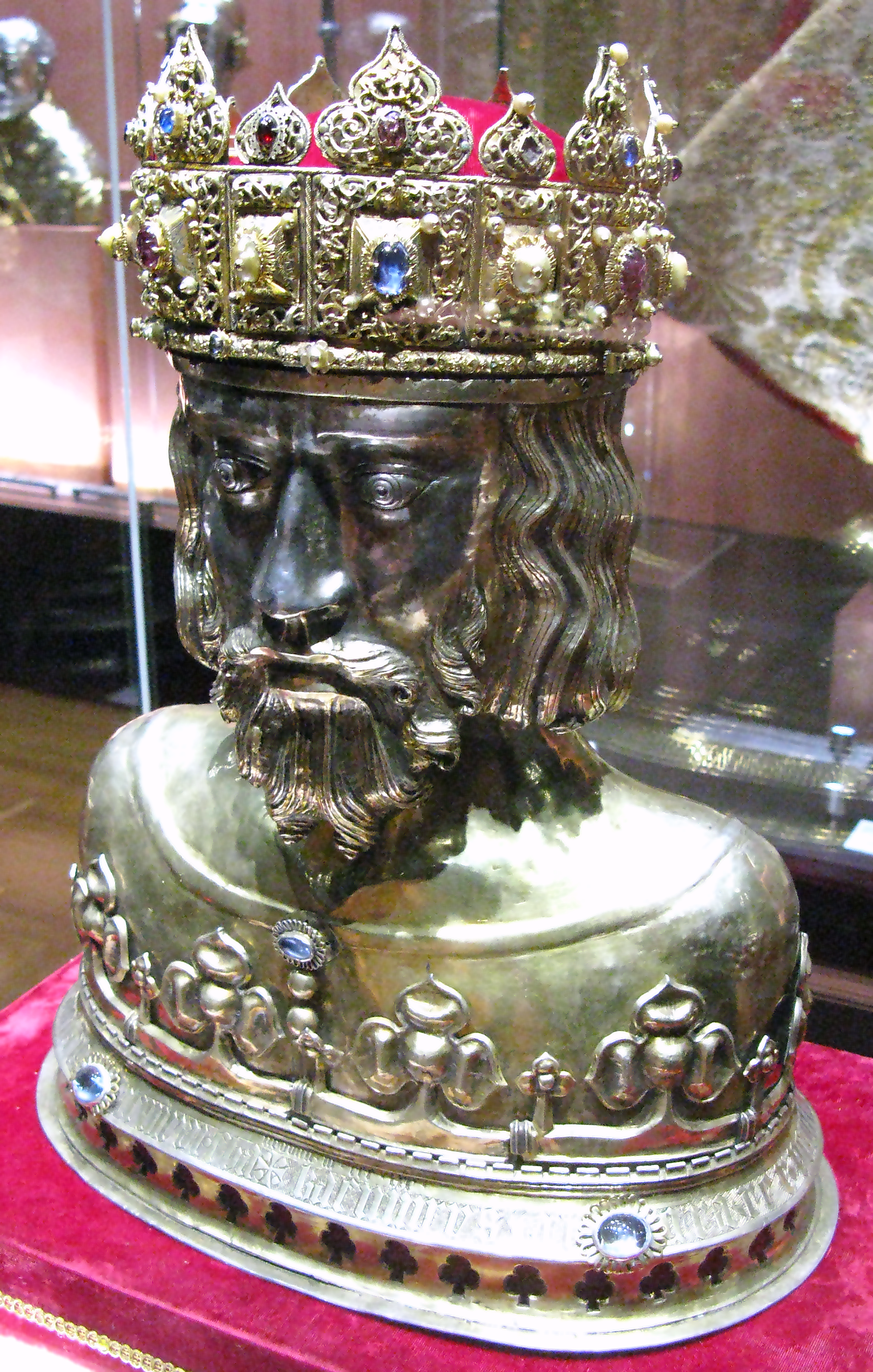
Gotycki relikwiarz św. Zygmunta (XIV w.) z późnoromańską koroną książęcą (XIII w.). Płock, Skarbiec katedralny
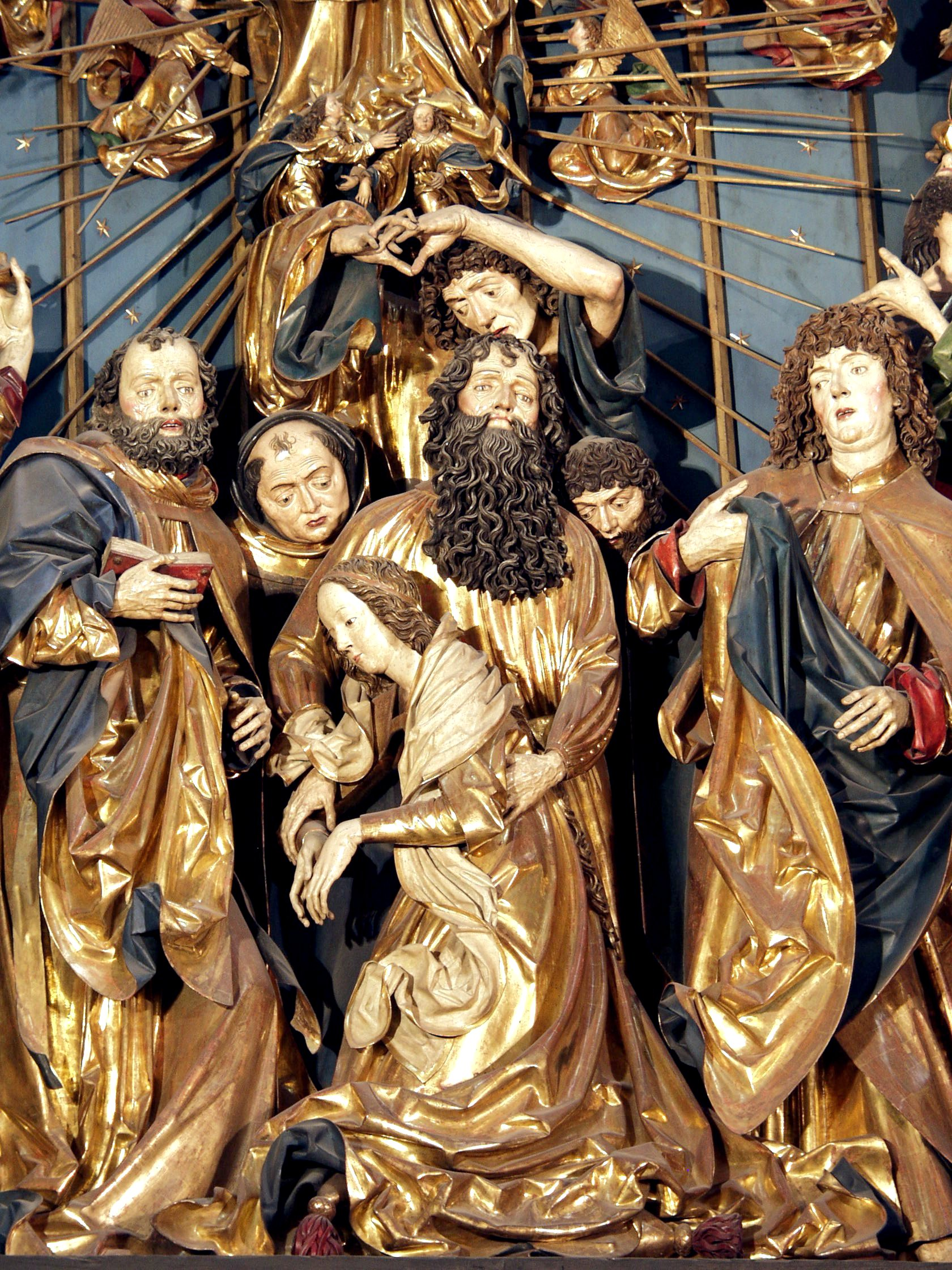
Zaśnięcie Marii – fragment ołtarza Mariackiego (1477–1489)
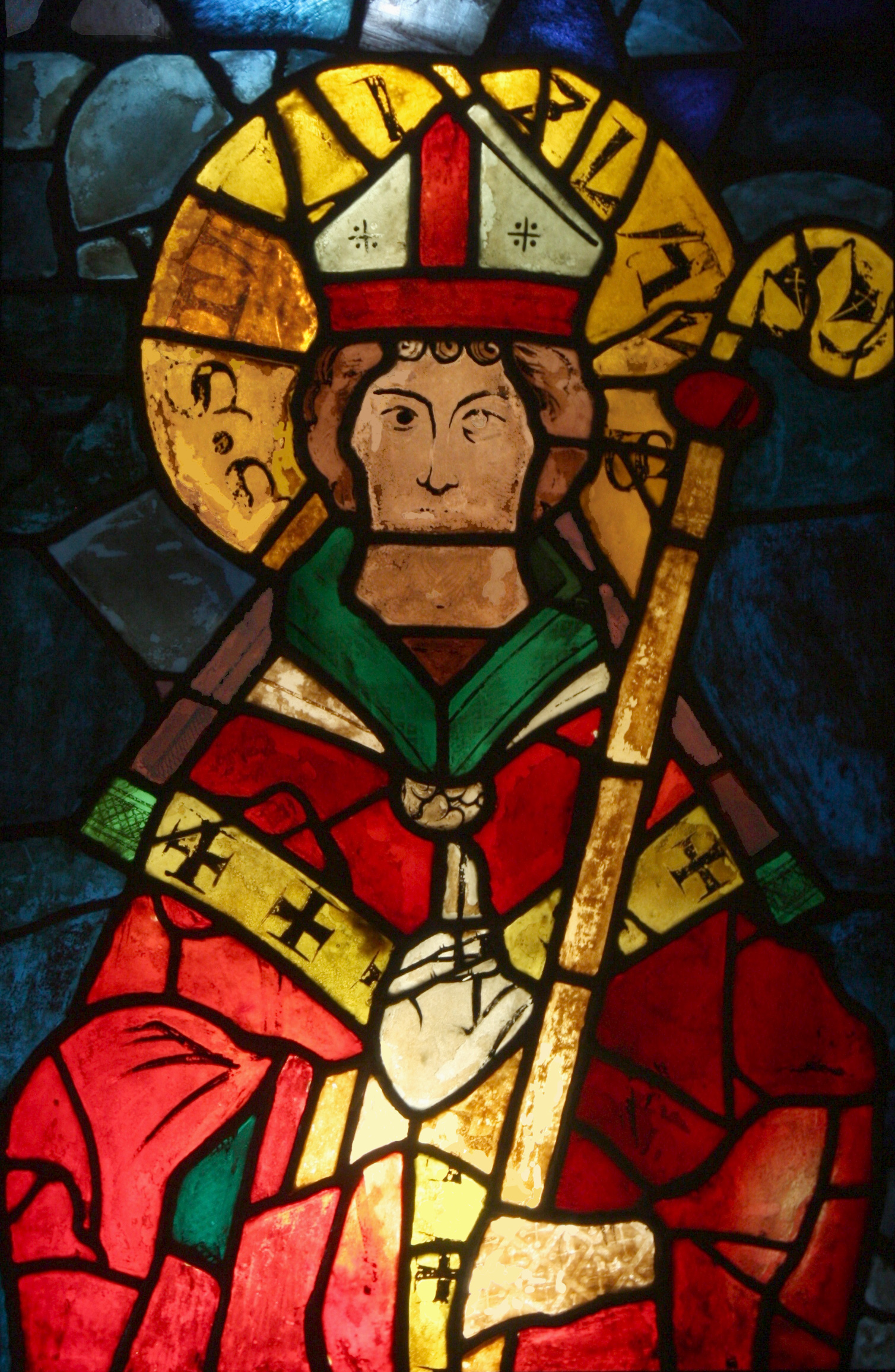
Święty Stanisław – XIII-wieczny witraż z kościoła Dominikanów w Krakowie
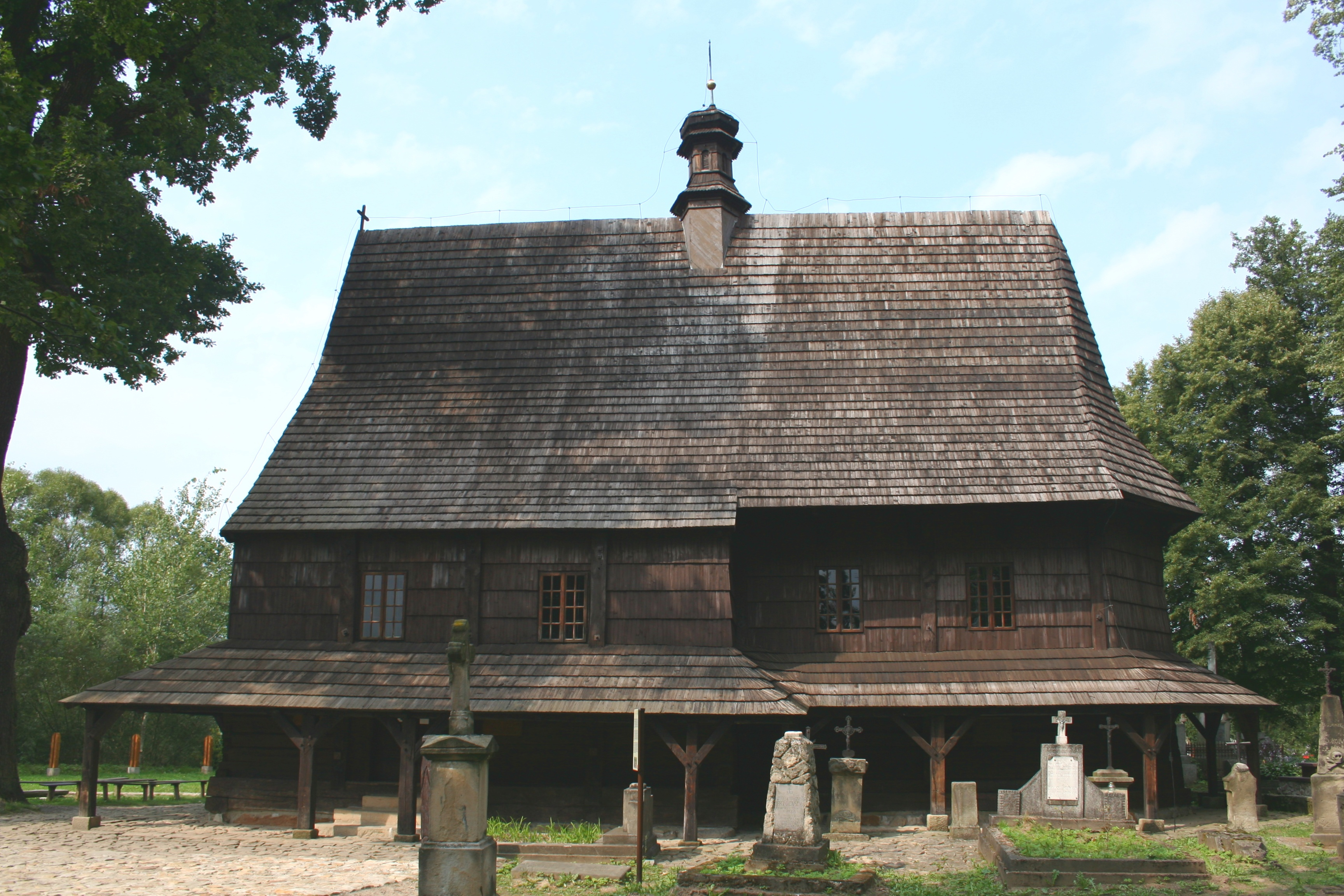
XV-wieczny kościół św. Leonarda w Lipnicy Murowanej
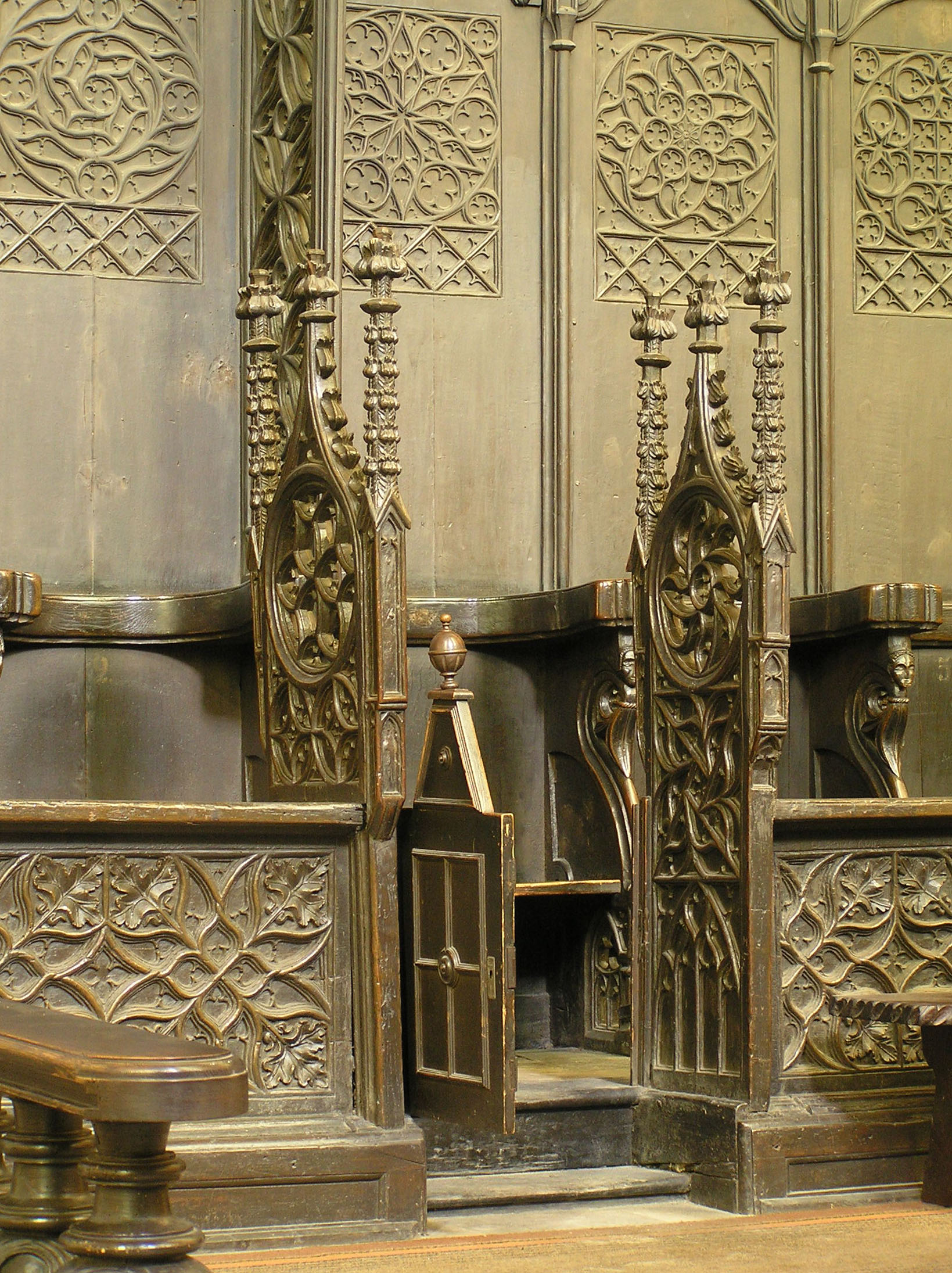
Stalle w kościele NMP w Toruniu, pocz. XV w.
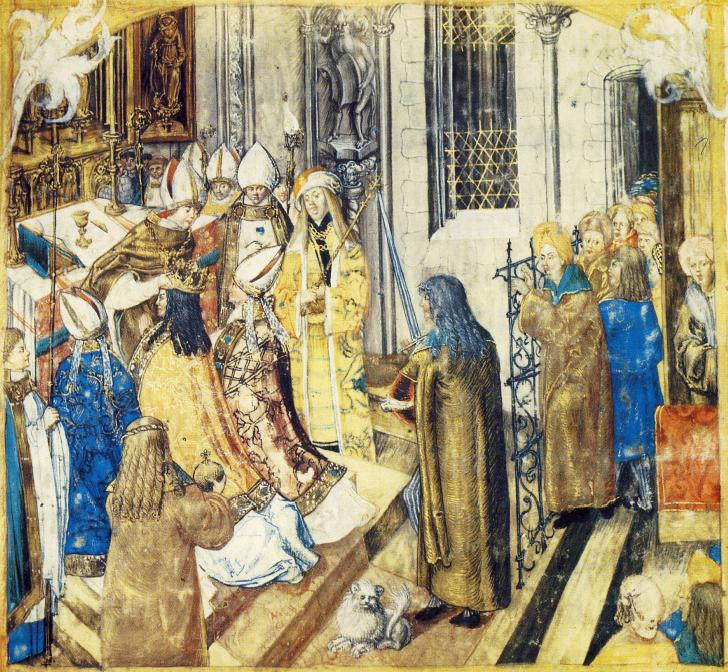
Koronacja króla – miniatura Pontyfikału Erazma Ciołka, ok. 1510 r.
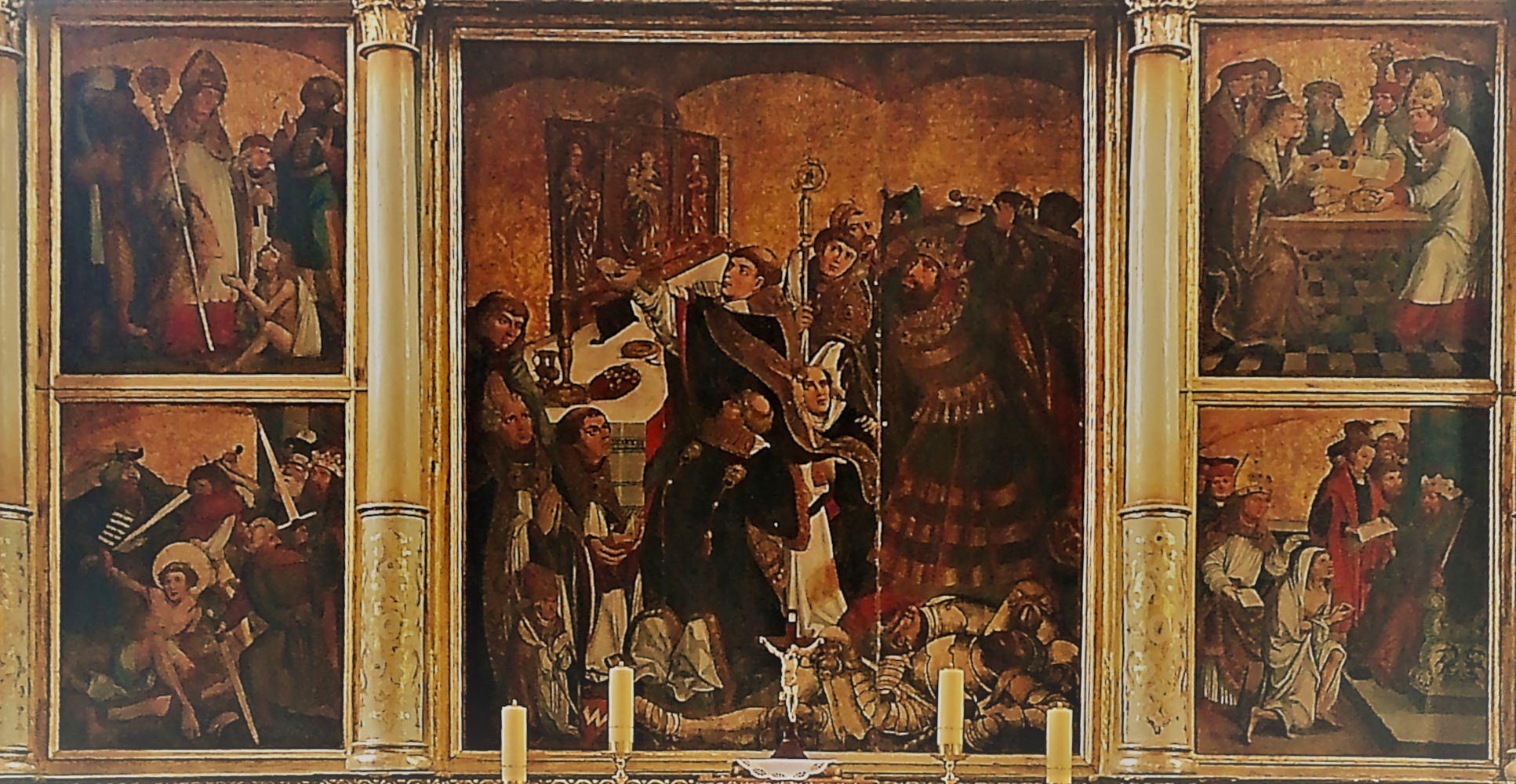
Tryptyk kobyliński, około 1518 r.

## Nowożytność

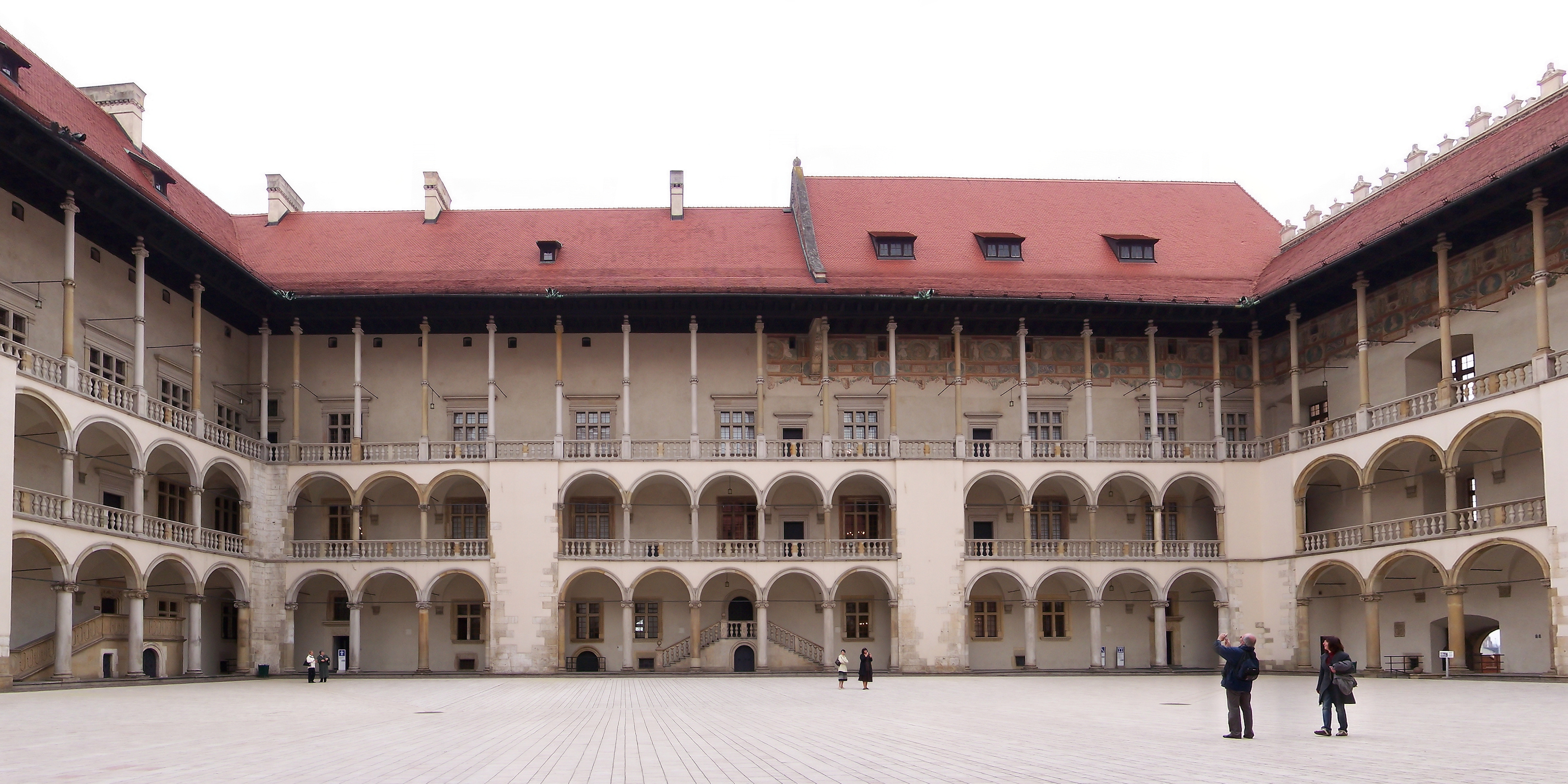
Dziedziniec arkadowy zamku królewskiego na Wawelu w Krakowie

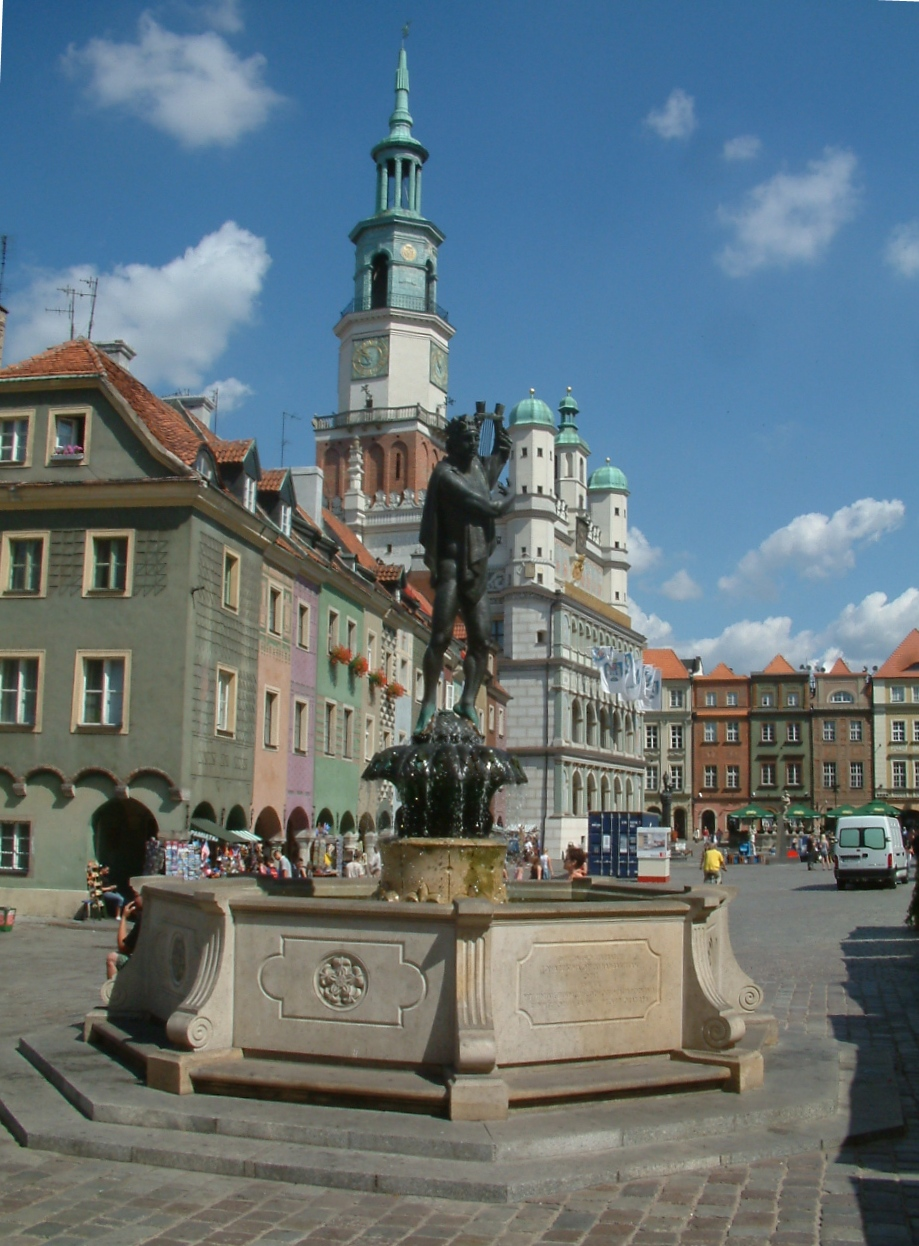
Stary Rynek w Poznaniu z ratuszem i domkami budniczymi.

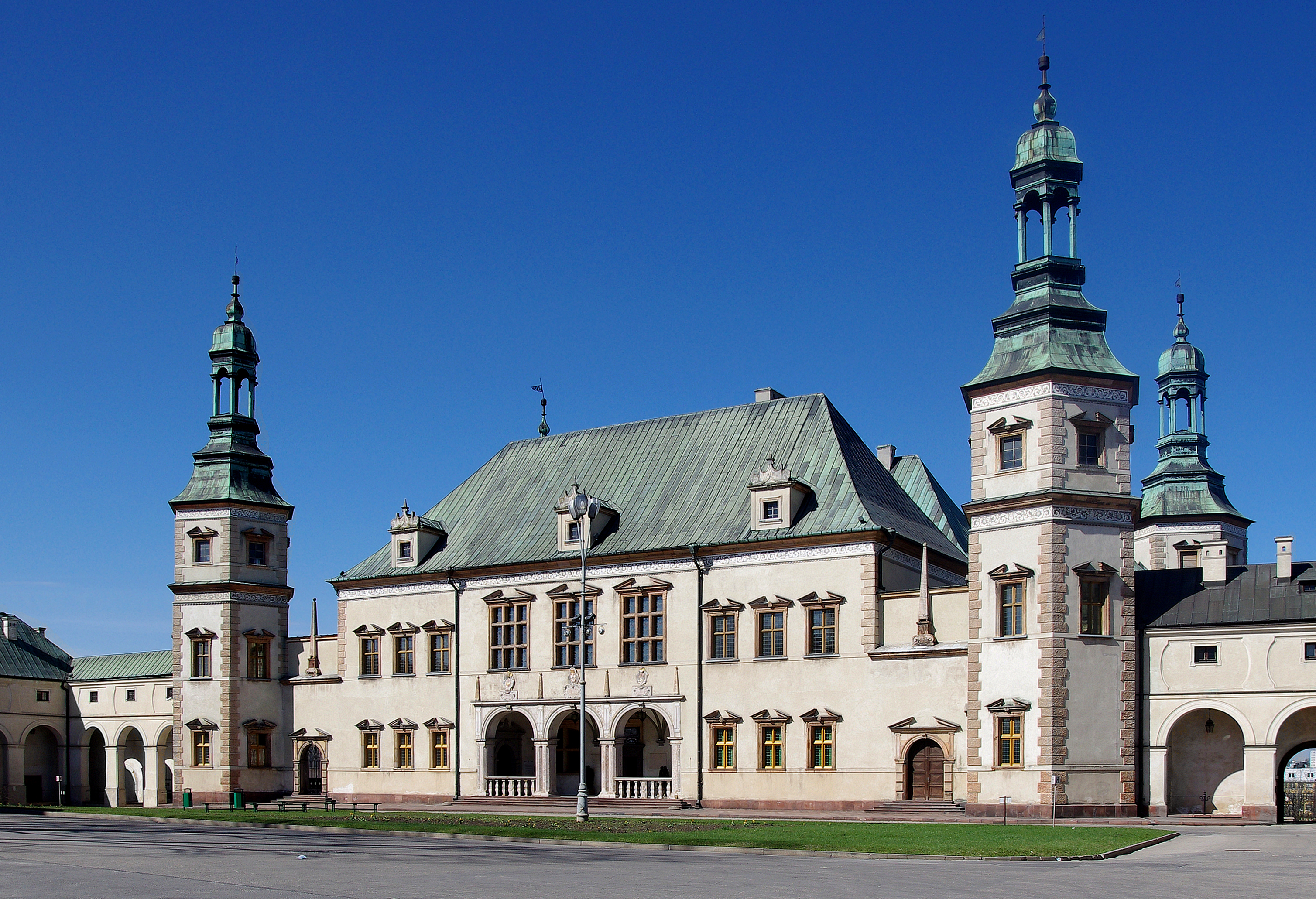
Jan Trevano, Tommaso Poncino: Pałac Biskupi w Kielcach

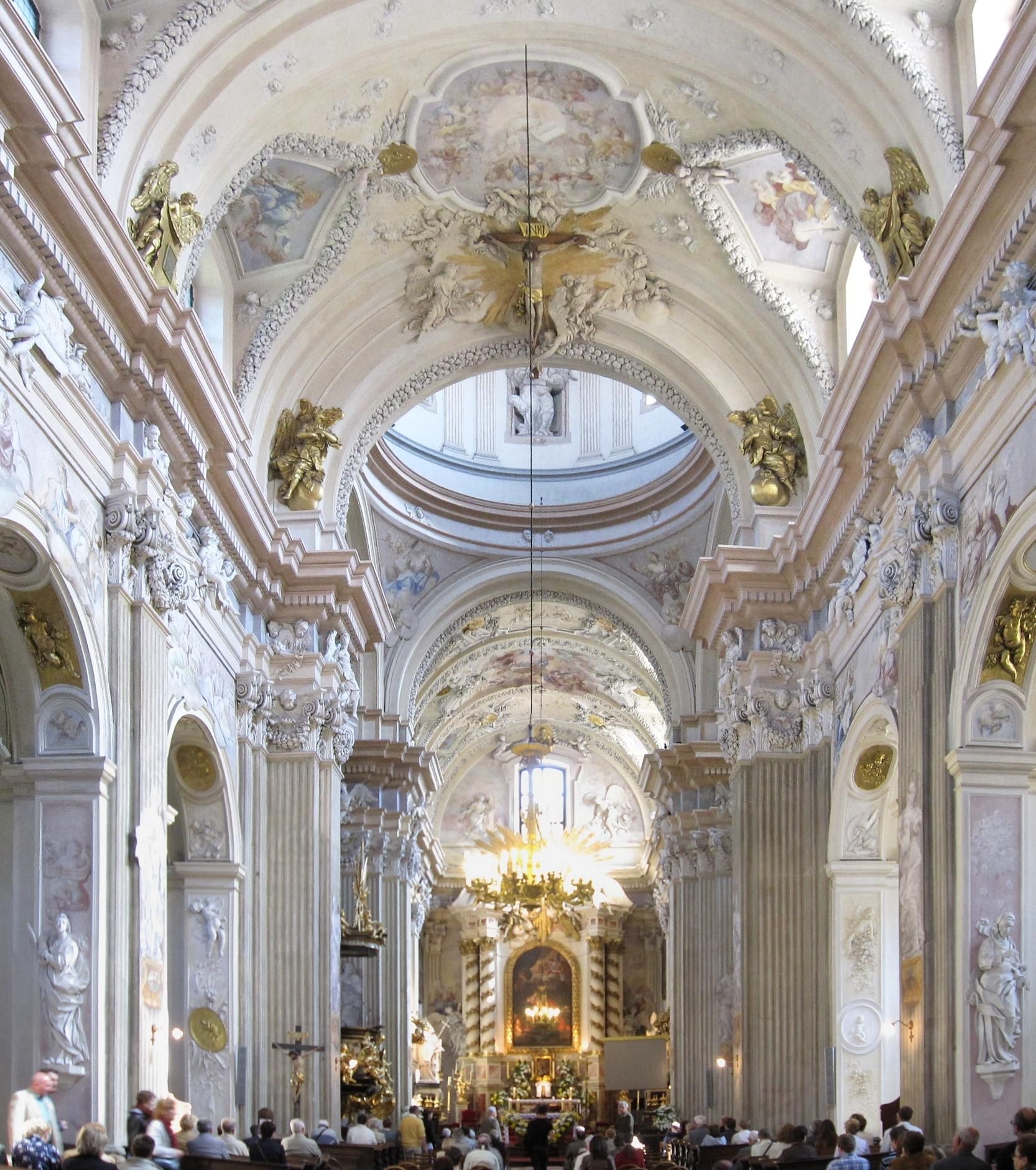
Wnętrze kościoła Św. Anny w Krakowie

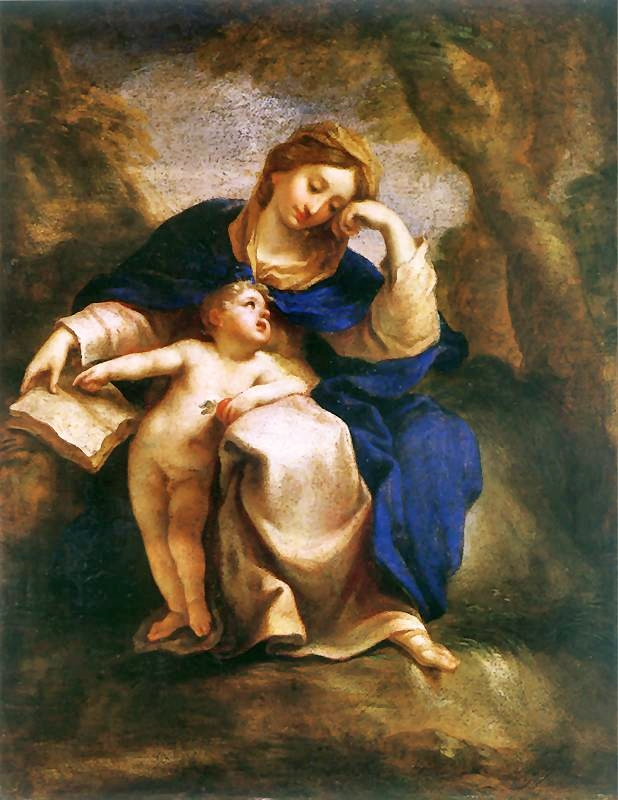
Jerzy Siemiginowski-Eleuter, ok. 1680, Muzeum Narodowe we Wrocławiu

### Renesans i manieryzm
Na początku XVI wieku dzięki działalności kulturalnej i artystycznej ostatnich Jagiellonów (Zygmunta Starego i Zygmunta Augusta) w Krakowie i znacznej części Królestwa upowszechnił się renesans, a jednocześnie przez długi czas preferowano formy późnogotyckie. Wkrótce, w II połowie XVI wieku pojawił się na ziemiach polskich manieryzm, a na początku XVII wieku wczesny barok. Renesans i wczesny barok są okresami silnej infiltracji italianizmów, zaś w manieryzmie głównymi źródłami inspiracji były sztuka niderlandzka i protestanckich krajów Świętego Cesarstwa Rzymskiego.
Okres „złotego wieku” sprzyjał rozwojowi budownictwa na terenie całego kraju. Głównym ośrodkiem był Kraków, gdzie po raz pierwszy na większą skalę w Królestwie pojawiły się formy renesansowe, czego przykładem jest dekoracja niszy nagrobka Jana Olbrachta w katedrze wawelskiej. Dokonano przebudowy zamku wawelskiego (udział m.in. Franciszka Florentczyka), zaś w pobliskiej katedrze wzniesiono Kaplicę Zygmuntowską, dzieło Bartolomeo Berrecciego, z wysublimowaną dekoracją rzeźbiarską, bogatym wystrojem m.in. nagrobkami Zygmunta Starego, Zygmunta Augusta i Anny Jagiellonki i zespołem paramentów liturgicznych, a ponadto dziełami artystów z Norymbergi: srebrnym ołtarzem z obrazami Georga Pencza, relikwiarzem św. Zygmunta, świecznikiem. Renesansowy charakter otrzymała część zabudowy ul. Kanoniczej prowadzącej z miasta na Wawel.
Kaplica Zygmuntowska stała się przykładem dla renesansowych i barokowych kaplic kopułowych, budowanych przy gotyckich kościołach, których wystarczająca ilość usprawiedliwia spadek inwestycji o charakterze sakralnym. Przykładami są kaplice Tenczyńskich w Staszowie, Boimów we Lwowie (Andrzej Bemer), Wazów przy katedrze wawelskiej czy Myszkowskich przy kościele Dominikanów w Krakowie (Santi Gucci). Oprócz monarchy i jego dworu i mieszczaństwa pieczę nad rozwojem sztuki objęły szlachta i magnateria, która w dobie złotego wieku wzniosła liczne swoje rezydencje – reprezentacyjne zamki i pałace. Przykładami są m.in. zamki i pałace w Baranowie Sandomierskim, Krasiczynie, Janowcu, Zamek Krzyżtopór w Ujeździe, Pieskowej Skale, Ogrodzieńcu, Książ Wielki. Wielką inwestycją było założenie przez Jana Zamoyskiego Zamościa. Działali tu m.in. Bernardo Morando, Jan Jaroszewicz i Jan Wolff. Ideowe miasto idealne ma zabudowę skupioną wokół rynku zabudowanego podcieniowymi kamienicami. Ponadto wyróżniają się tu ratusz, kolegiata i synagoga. Miasta otrzymały renesansowe i manierystyczne ratusze (m.in. w Poznaniu, dzieło Giovanniego B. di Quadro, Chełmnie, Tarnowie, Sandomierzu), patrycjuszowskie kamienice z attykami i podcieniami (kamienice Przybyłów i Celejowska w Kazimierzu nad Wisłą). Na Kresach Wschodnich wzrosło znaczenie Lwowa i Wilna. Główne miasta pomorskie stopniowo wzbogacały się o nowe budowle mieszkalne, czego przykładami są: zespół kamienic przy ul. Długiej, Mariackiej i przy Długim Targu w Gdańsku, pojedyncze kamienice w Elblągu czy kamienica Pod Gwiazdą w Toruniu. Główne miasto Pomorza otrzymało reprezentacyjne budowle takie jak m.in. Zbrojownię, Złotą i Zieloną Bramę, Lwi Zamek, Złotą Kamienicę. Wpływy niderlandzkie objęły w mniejszym stopniu pozostałe ziemie Korony, łącznie ze Lwowem (kościół Bernardynów). Manieryzm na Śląsku cechuje recepcja form powszechnych w protestanckich krajach Rzeszy i Niderlandach. Do dzieł zaliczają się m.in. dom Wagi Miejskiej w Nysie, kamienica Pod Gryfami na rynku wrocławskim, zamek oleśnicki, kościół Świętej Trójcy w Żórawinie.
Najcenniejszymi dziełami rzeźby renesansowej i manierystycznej są dzieła o charakterze sepulkralnym. Na ziemiach polskich utrwalił się motyw włoskiego nagrobka przyściennego, często z postacią w pozie sansovinowskiej np. w nagrobku Zygmunta Starego i Zygmunta Augusta w kaplicy Zygmuntowskiej. Podobne dzieła wykonywali artyści tacy jak m.in. Giovanni Maria Padovano, Jan Michałowicz, Santi Gucci. Rzadkim na skale europejską dziełem są rzeźbione głowy w stropach kasetonowych sali Poselskiej zamku na Wawelu (Sebastian Tauerbach z Wrocławia, ok. 1535). U schyłku renesansu i w dobie manieryzmu powstają monumentalne nastawy ołtarzowe (m.in. dawnego ołtarza katedry wawelskiej, obecnie w kolegiacie w Bodzentynie, fary w Bieczu, kościoła św. Jana w Gdańsku).
Malarstwo w dobie renesansu opierało się na tradycji gotyckiej, co egzemplifikują liczne dzieła malarstwa książkowego, w tym dzieła Stanisława Samostrzelnika, który działał także w zakresie malarstwa ściennego i tablicowego. Rozwinęło się też malarstwo portretowe (twórczość Marcina Kobera, portrety biskupów krakowskich w krużgankach klasztoru franciszkańskiego).
Na Pomorzu i Śląsku rozwija się intensywnie sztuka silnie związana z reformacją, której przykładem są ambony typu baldachimowego. Przykładem jest ambona w kościele Marii Magdaleny we Wrocławiu. Nobilitowani przedstawiciele mieszczaństwa kontynuują sięgającą późnego gotyku tradycję uposażania świątyń epitafiami z dekoracją rzeźbiarską i malarską (np. zespoły epitafiów we wrocławskich kościołach Marii Magdaleny i św. Elżbiety, w kościele Mariackim w Gdańsku).

### Barok i rokoko
Na początkowe lata XVII wieku przypada początek baroku na ziemiach Rzeczypospolitej. Z budowli jezuickich wzniesiono m.in. krakowski kościół Świętych Piotra i Pawła. Rody szlacheckie wznoszą kolejne rezydencje m.in. zamki w Łańcucie i Wiśniczu, zaś biskupi krakowscy zlecili wzniesienie dla siebie warownej rezydencji w Kielcach. Poza miastami powstały monumentalne założenia klasztorne (Karmelitów w Czernej, Kamedułów na Bielanach), sanktuaria i kalwarie (m.in. w Kalwarii Zebrzydowskiej, Wejherowie na Pomorzu i Wambierzycach na Śląsku). W sztukach plastycznych doby kontrreformacji w miejsce humanizmu pojawiła się problematyka przemijalności ludzkiego życia (m.in. obrazy Taniec Śmierci w kościele Bernardynów i Koło Śmierci w kościele Św. Katarzyny oba w Krakowie). Powstały monumentalne obrazy głównie o tematyce religijnej (twórczość Tomasza Dolabelli). Owocem wczesnej barokizacji wnętrz jest szereg monumentalnych nastaw ołtarzowych z bogatą dekoracją rzeźbiarską i malarską, czego przykładami są dzieła tego typu m.in. w kościołach Św. Katarzyny i Bożego Ciała w Krakowie, katedrze w Pelplinie.
Po potopie szwedzkim miała miejsce intensywna barokizacja, która objęła nie tylko nowe przedsięwzięcia budowlane, lecz także odbudowę wielu zniszczonych dawnych obiektów. Kulminacją był okres panowania Jana III Sobieskiego, dla którego wzniesiono pałac w Wilanowie. Niezrealizowaną ambicją monarchy było założenie w Warszawie szkoły artystycznej. Na jego dworze działał m.in. malarz Jerzy Siemiginowski-Eleuter wykształcony w rzymskiej Akademii Św. Łukasza. W Warszawie działał m.in. Tylman z Gameren (kościół Sakramentek, pałace Krasińskich, Gnińskich (Ostrogskich), oba w Warszawie, pałac Radziwiłłów w Nieborowie). Powstają liczne kościoły m.in. przy Krakowskim Przedmieściu w Warszawie, kościół Filipinów w Gostyniu, kościoły pielgrzymkowe na Warmii (m.in. w Świętej Lipce), liczne zabytki sakralne na ziemiach kaliskiej i lubelskiej. W malarstwie na szeroką skalę obok tematyki religijnej kontynuowana jest tradycja portretu staropolskiego, wzbogacona m.in. o portret trumienny. Do głównych przedstawicieli barokowego malarstwa w Polsce zalicza się Franciszka Lekszyckiego, Szymona Czechowicza, Tadeusza Konicza. Na Pomorzu Gdańskim działali m.in. Herman Han, Bartłomiej Strobel, Daniel Schultz i Andrzej Stech.
W dobie dojrzałego i późnego baroku kontynuuje się intensywną barokizację średniowiecznych kościołów (np. kościół Bożogrobców w Miechowie), dotyczyło to zmiany wystroju wnętrz lub akcentów architektonicznych (hełmy wież itp.). Wiele dzieł gotyckich zostało przeniesionych do kościołów wiejskich (m.in. poliptyk Rozesłania Apostołów z katedry wawelskiej do kościoła w Mikuszowicach). Wnętrza nowo powstałych kościołów wzbogacano o barokowe sztukaterie oraz iluzjonistyczne malowidła na sklepieniach które wraz z wyposażeniem tworzyły jednolity wystrój (gesamtkunstwerk), będący ideową ilustracją Niebiańskiego Jeruzalem. Przykładami są wnętrza kościołów Bernardynów, Św. Anny w Krakowie, Jezuitów w Poznaniu, Świętych Piotra i Pawła na Antokolu w Wilnie na Litwie, NMP Łaskawej w Krzeszowie na Śląsku.
Powstaje wiele dzieł zdobiących wnętrza kościelne, w tym ambony baldachimowe, czasem zestawiane z antyambonami (m.in. w kościele Karmelitów Trzewiczkowych w Krakowie) i ambony typu navis ecclesiae (w kościołach św. Andrzeja i Bożego Ciała w Krakowie, Opatrzności Bożej w Białej Krakowskiej), stalle (np. w kościele Bożego Ciała w Krakowie), monumentalne prospekty organowe m.in. w kościele Bernardynów w Leżajsku, w kościele farnym w Kazimierzu Dolnym, Świętej Lipce, kościele Św. Jana w Gdańsku, w katedrze oliwskiej. Rzeźbę reprezentuje m.in. Antoni Frączkiewicz.
Unia personalna Polski z Saksonią przyczyniła się do sprowadzenia do Warszawy takich artystów jak Karl F. Pöppelmann, Matthias D. Pöppelmann, Gaetano Chiaveri. Owi architekci pracowali przy odnowieniu zamku warszawskiego. W stolicy założono Oś Saską wzbogaconą rzeźbami Jana Jerzego Plerscha, który wykonał także elementy wyposażenia warszawskich kościołów Wizytek i Karmelitów. Jego syn Jan Bogumił rozpoczynał swoją działalność w okresie saskim, wsławił się jako malarz na dworze Stanisława Augusta Poniatowskiego. Malarzem okresu saskiego był także Johann Samuel Mock. Okazałe zespoły pałacowe wzniesiono m.in. dla Branickich w Białymstoku, Dembińskich w Szczekocinach (Jan Ferdynand Nax) czy Potockich w Radzyniu Podlaskim (Jakub Fontana).
Wielokulturowe dziedzictwo na terenach Mazowsza, Podlasia i wschodniej Małopolski poświadczają liczne cerkwie (m.in. Jarosław) i synagogi (m.in. Tykocin, Szczebrzeszyn, Włodawa), a także meczety (Kruszyniany).
Na terenie całej Polski wznoszono pałace i dwory szlacheckie o wysokich dachach, głównym pawilonie i z czterema narożnymi alkierzami (m.in. Czyżew, Koszuty, Świdnik, Osówiec, Ożarów). Budownictwo drewniane reprezentują liczne pojedyncze mennonickie domy podcieniowe na Pomorzu i Żuławach Wiślanych (Lwi Dwór w Lipcach, Miłocin, Trutnowy), kościoły drewniane (m.in. w Mnichowie, Szalowej, Tomaszowie Lubelskim, Oleśnie na Śląsku) cerkwie typu łemkowskiego (Kwiatoń, Skwirtne Owczary, Turzańsk) bojkowskiego (Hrebenne, Chotyniec, Ulucz) i wiatraki typu holenderskiego (głównie na Pomorzu i Wielkopolsce). Formy barokowe w budownictwie drewnianym preferowane były jeszcze w XIX w.
Na Wileńszczyźnie działał m.in. Jan Krzysztof Glaubitz (kościoły Św. Janów, Św. Katarzyny, Misjonarzy w Wilnie), a w środowisku lwowskim Bernard Meretyn twórca cerkwi katedralnej Św. Jura, kościoła Misjonarzy w Horodence i ratusza w Buczaczu. Rzeźbiarzami związanymi ze Lwowem byli Maciej Polejowski (dekoracja ołtarzy katedry sandomierskiej), Sebastian Fesinger, Antoni Osiński (ołtarze kościoła Bernardynów w Leżajsku), Jan Jerzy Pinzel (m.in. rzeźby cerkwi katedralnej Św. Jura we Lwowie). Ich dzieła cechuje silny ekspresyjny zarys zarówno ciała jak kostiumologii.
Śląsk był w orbicie wpływu sztuki czeskiej, niemieckiej i austriackiej. Architekturę reprezentują gmach główny Uniwersytetu Wrocławskiego z Aulą Leopoldina i kościołem Jezuitów, przebudowane dawne zespoły klasztorne w Henrykowie, Krzeszowie i Lubiążu. Swoje dzieła wznieśli znani architekci m.in. Johann Bernhard Fischer von Erlach (kaplica Elektorska przy katedrze wrocławskiej), Johann Lucas von Hildebrandt (Dom Rycerski we Wrocławiu), Christoph Dientzenhofer (kościół z Mauzoleum Piastów i kolegium Jezuitów w Legnicy) i jego syn Kilian (kościół opacki w Legnickim Polu) Jean Baptiste Mathey (dawny klasztor Krzyżowców z Czerwoną Gwiazdą we Wrocławiu). Wyjątkowymi dziełami są kościoły Pokoju (Jawor i Świdnica) oraz kościoły łaski (Jelenia Góra). Na terenie całego Śląska wznosi się zamki i rezydencje pałacowe (Głogówek, Książ, Gorzanów, Żyrowa). Wśród malarzy Śląska wyróżnia się Michael Willmann.

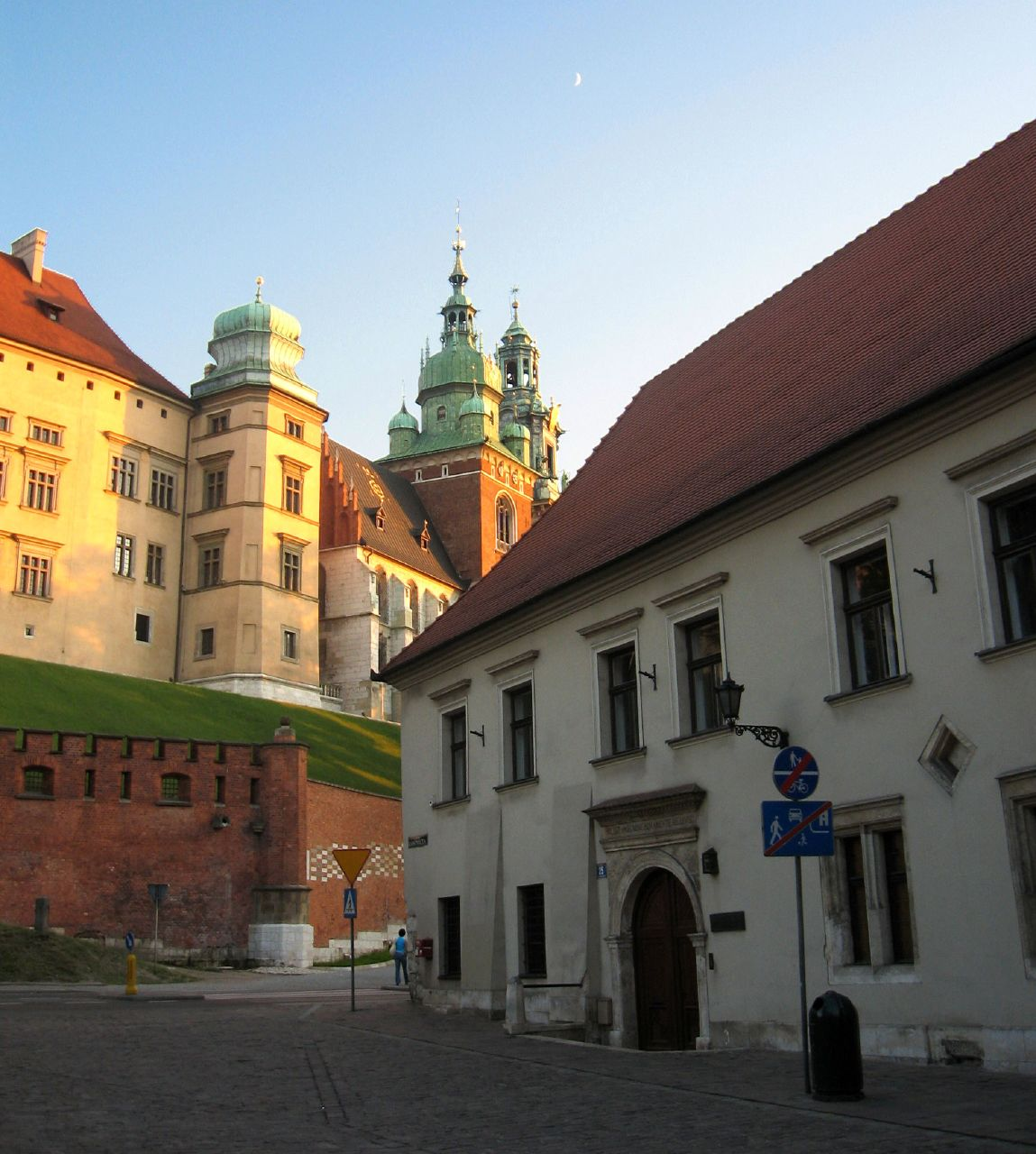
Ulica Kanonicza w Krakowie z renesansową zabudową
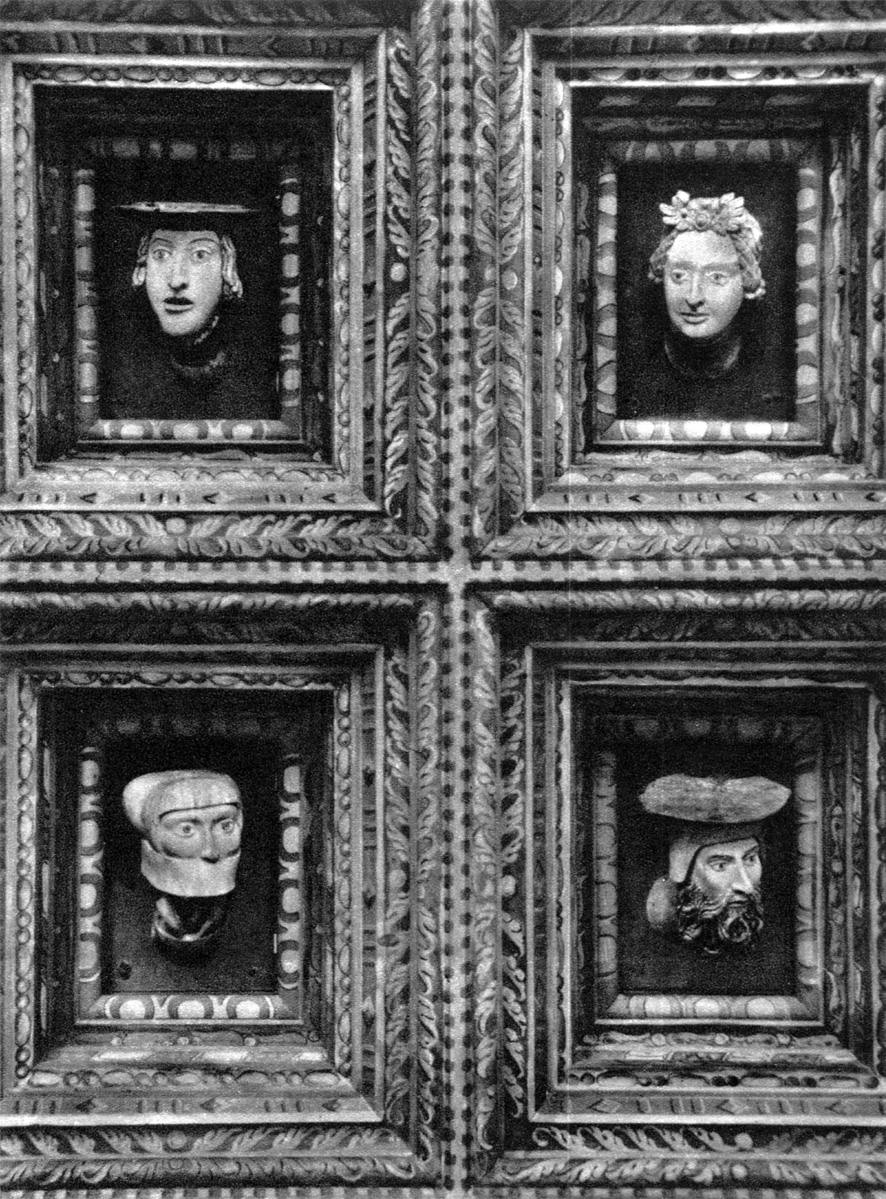
Renesansowe głowy wawelskie
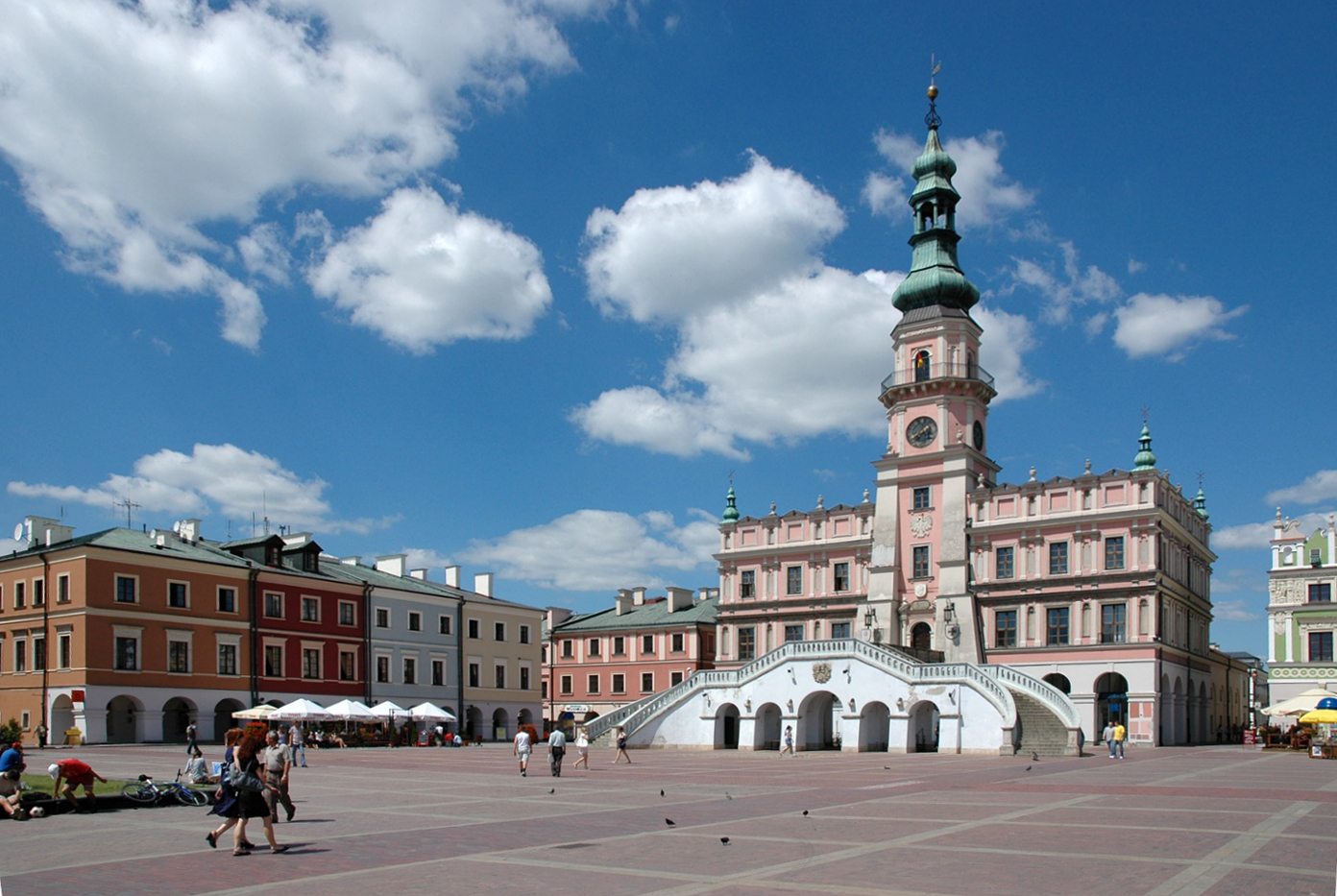
Rynek Wielki w Zamościu z ratuszem
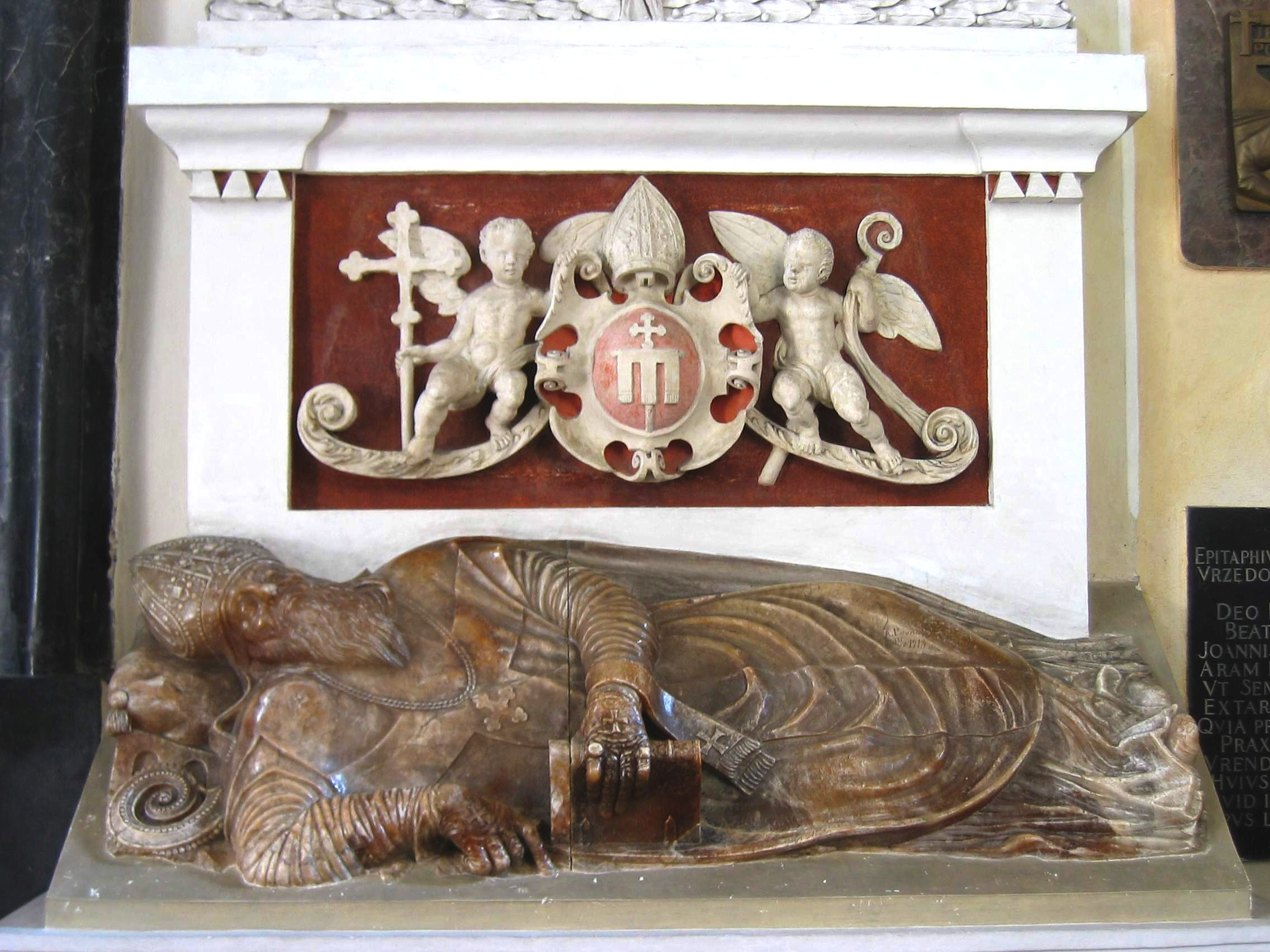
Jan Michałowicz z Urzędowa, nagrobek prymasa Jakuba Uchańskiego w katedrze łowickiej
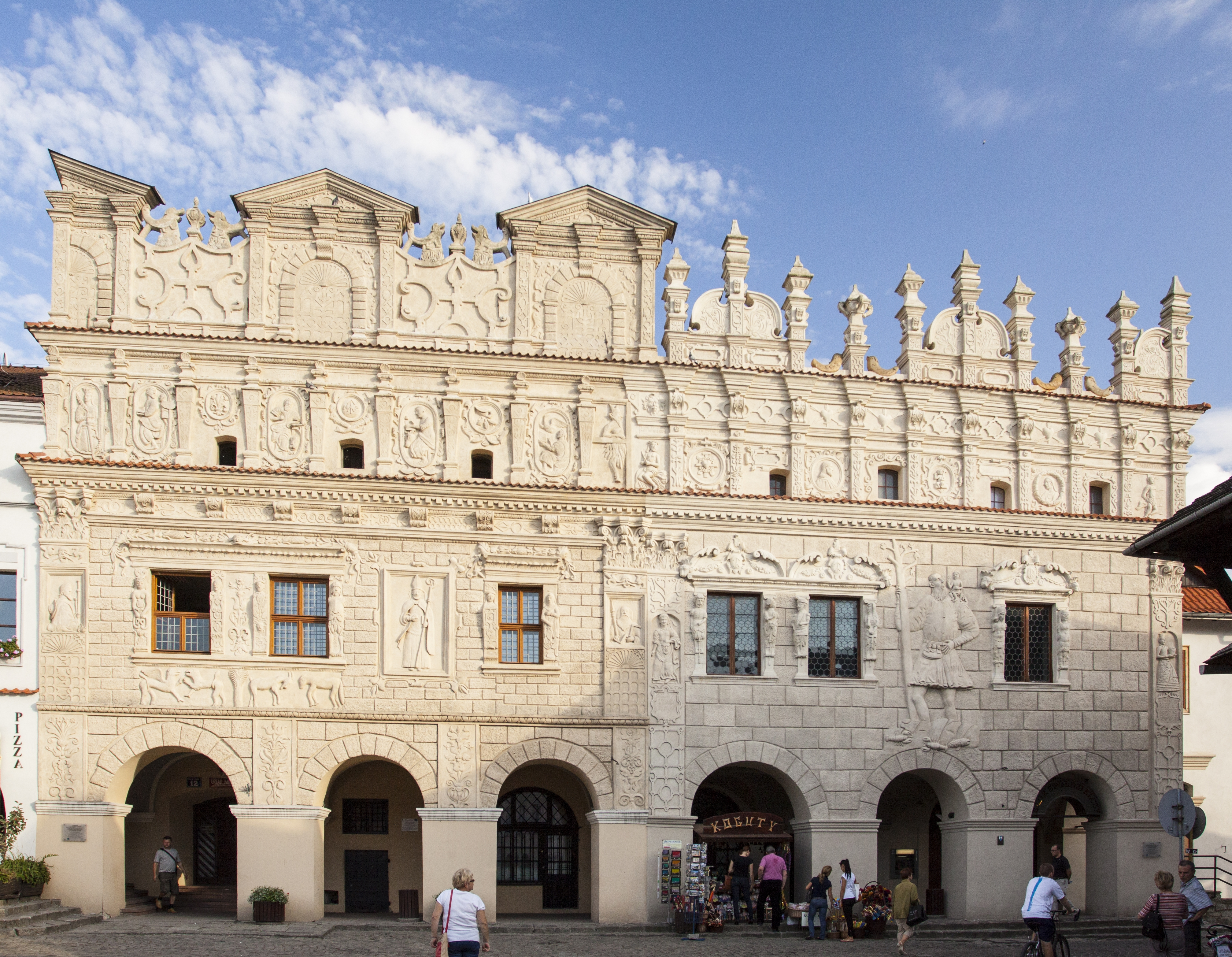
Kamienice Przybyłów w Kazimierzu Dolnym
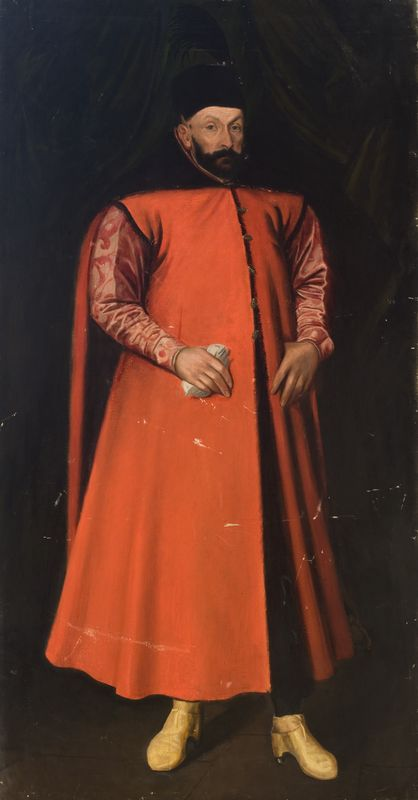
Marcin Kober, Król Stefan Batory
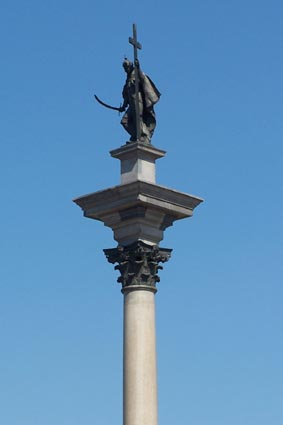
Kolumna Zygmunta w Warszawie
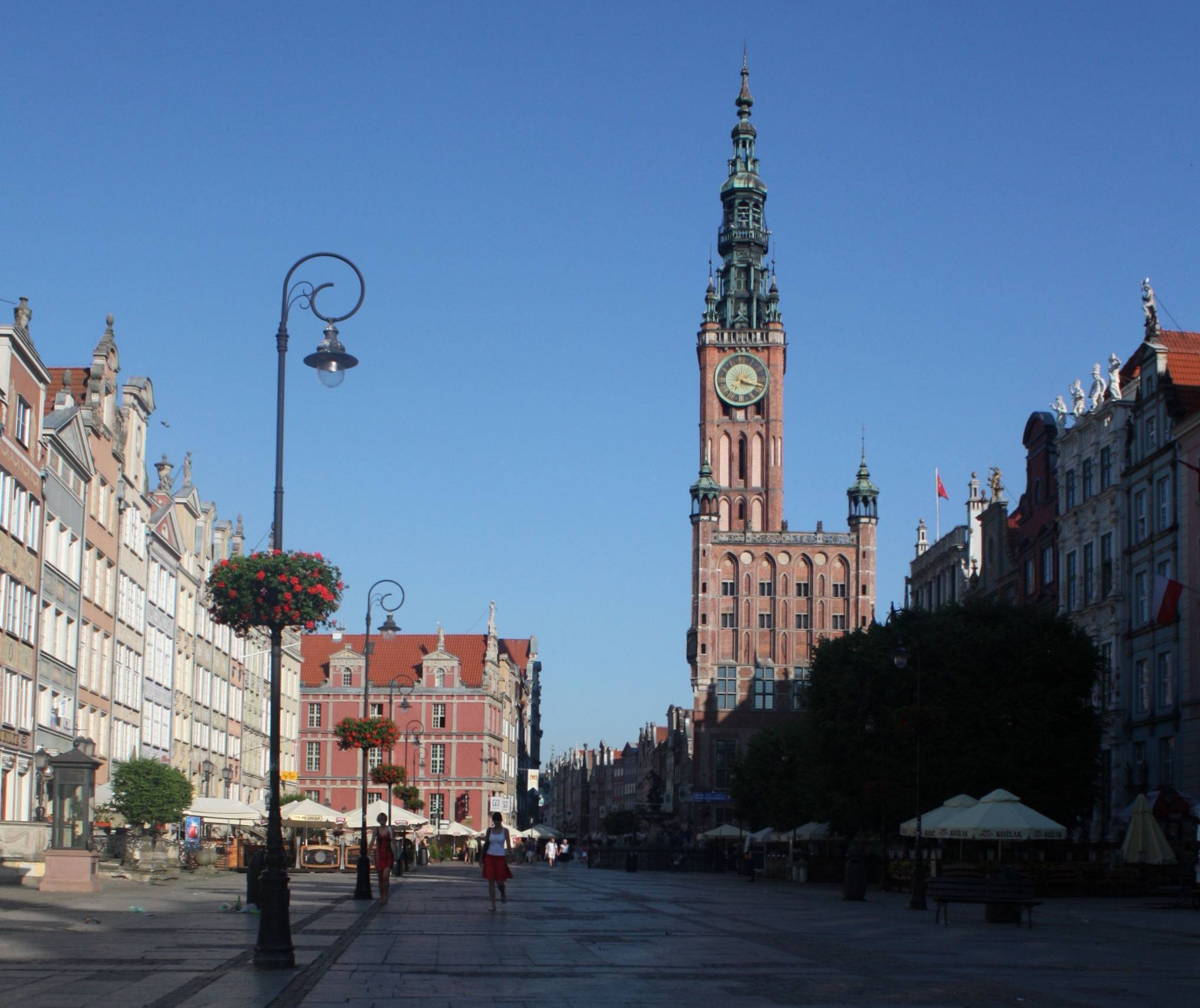
Długi Targ i Ratusz Głównego Miasta w Gdańsku
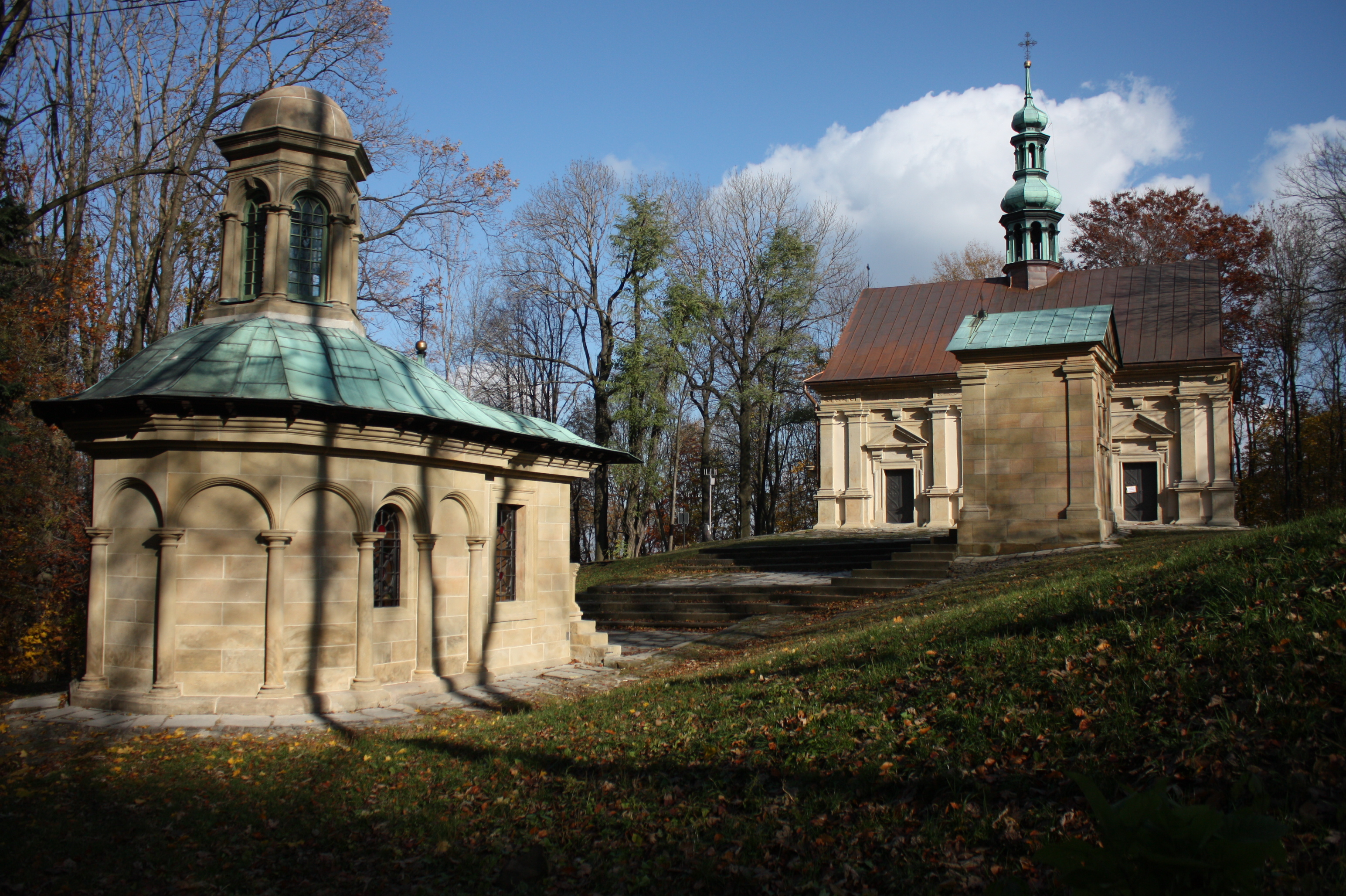
Kapliczki sanktuarium pasyjno-maryjnego w Kalwarii Zebrzydowskiej, I połowa XVII wieku
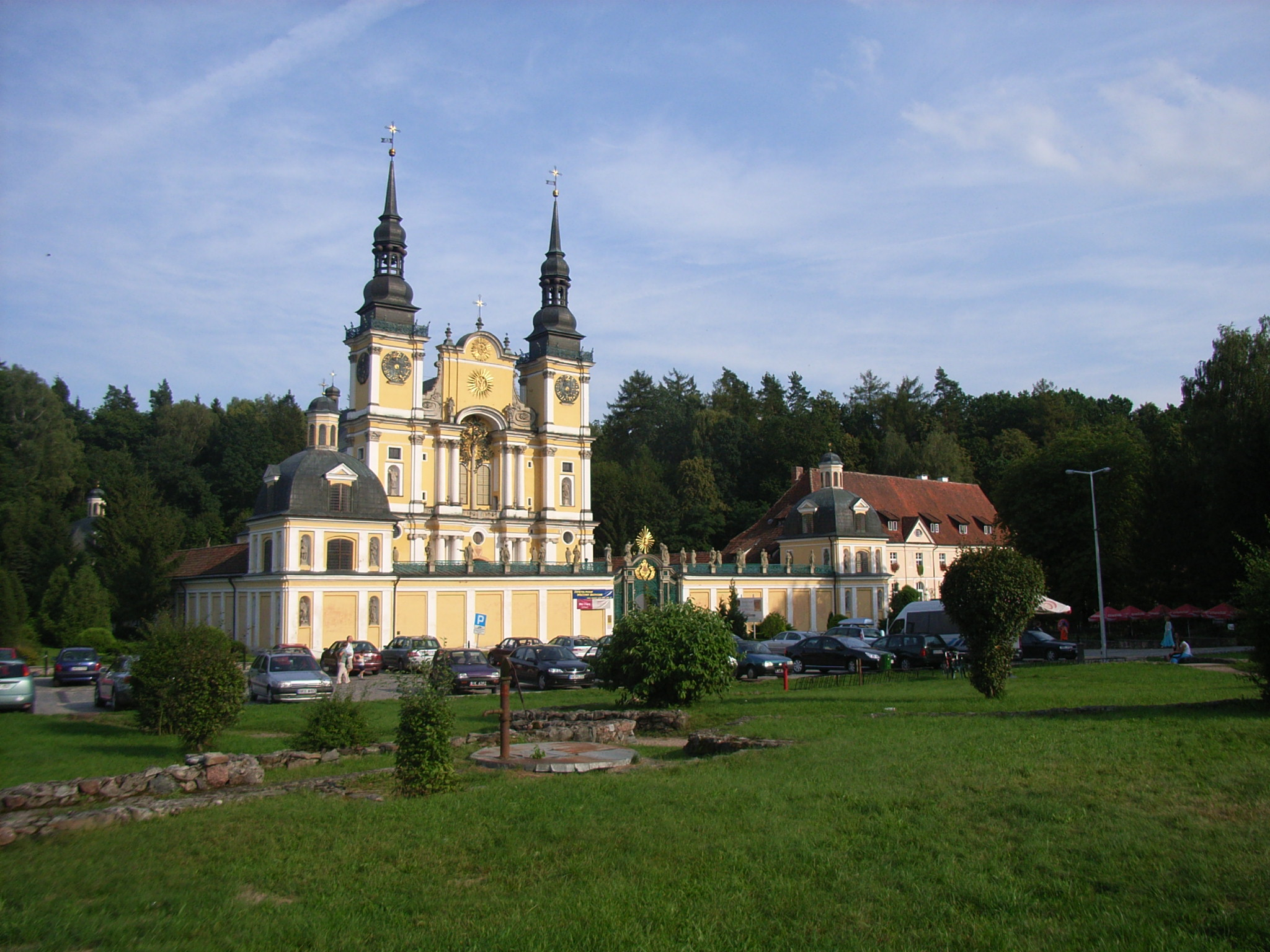
Kościół pielgrzymkowy w Świętej Lipce
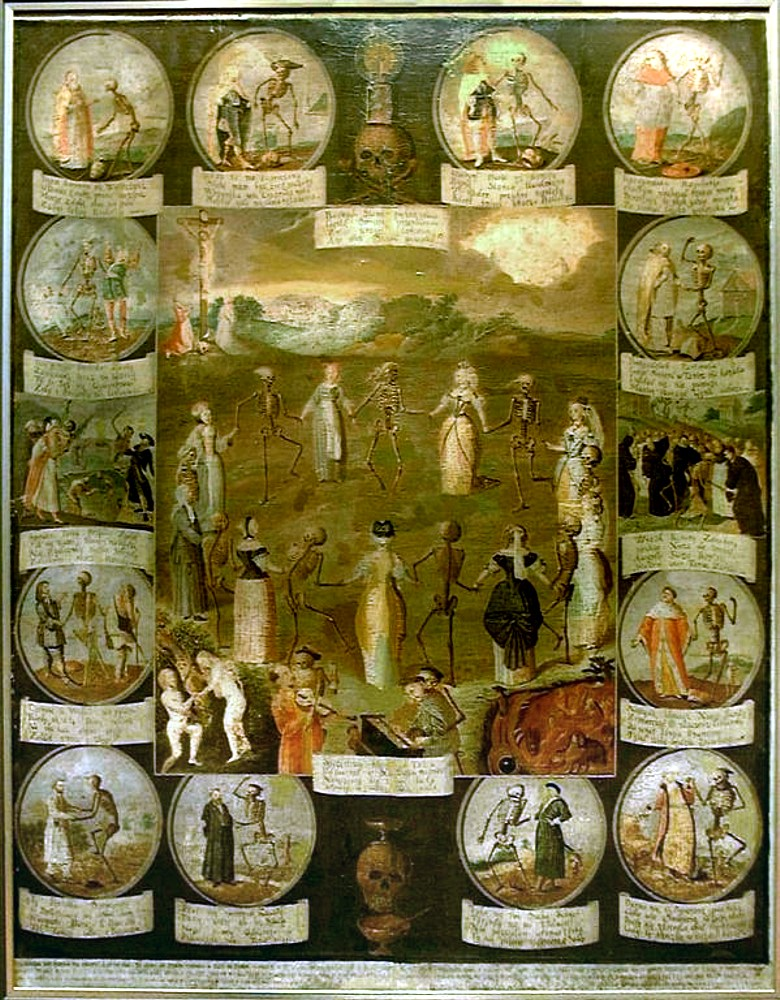
„Taniec Śmierci” w kościele Bernardynów w Krakowie
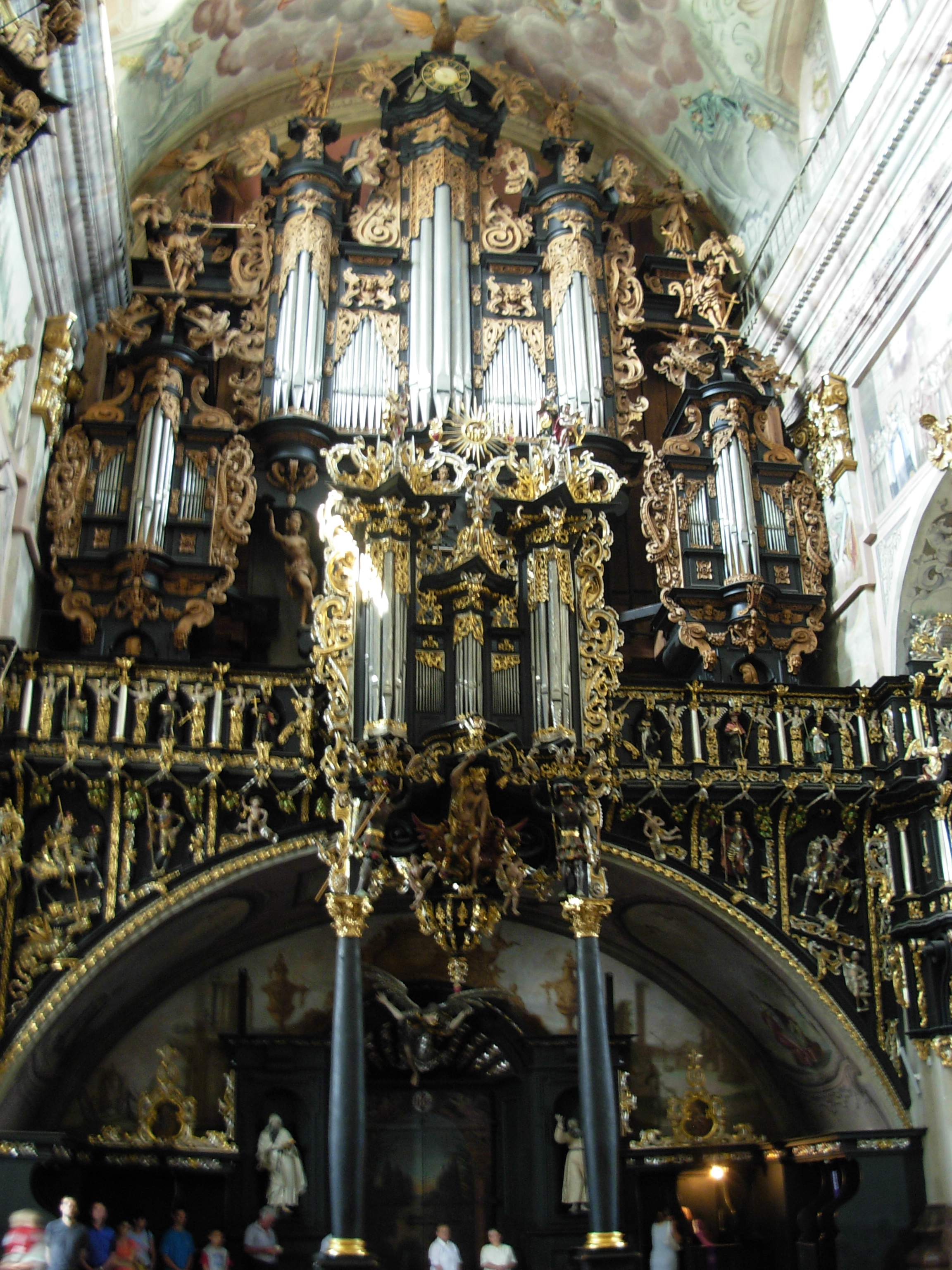
Organy w kościele Bernardynów w Leżajsku, 1680–1693 r.
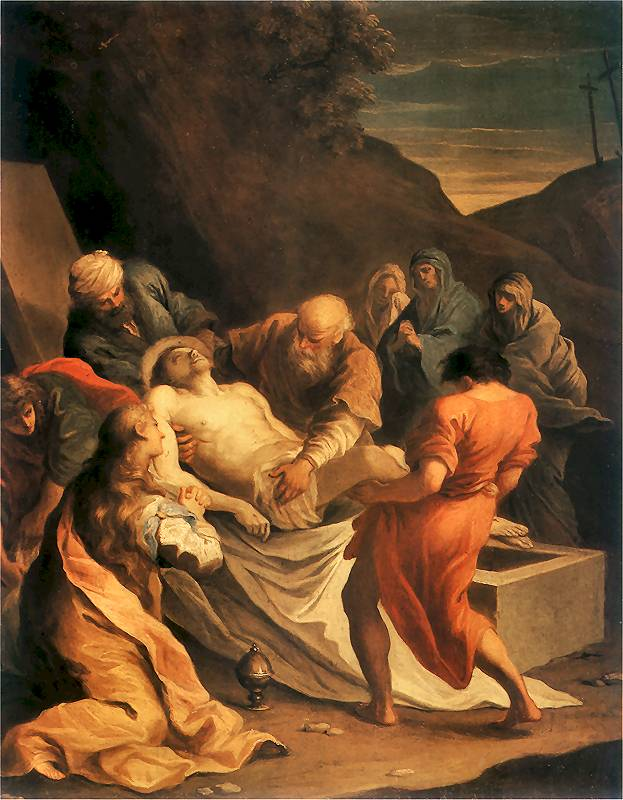
Szymon Czechowicz, Złożenie do grobu, 1731 r.
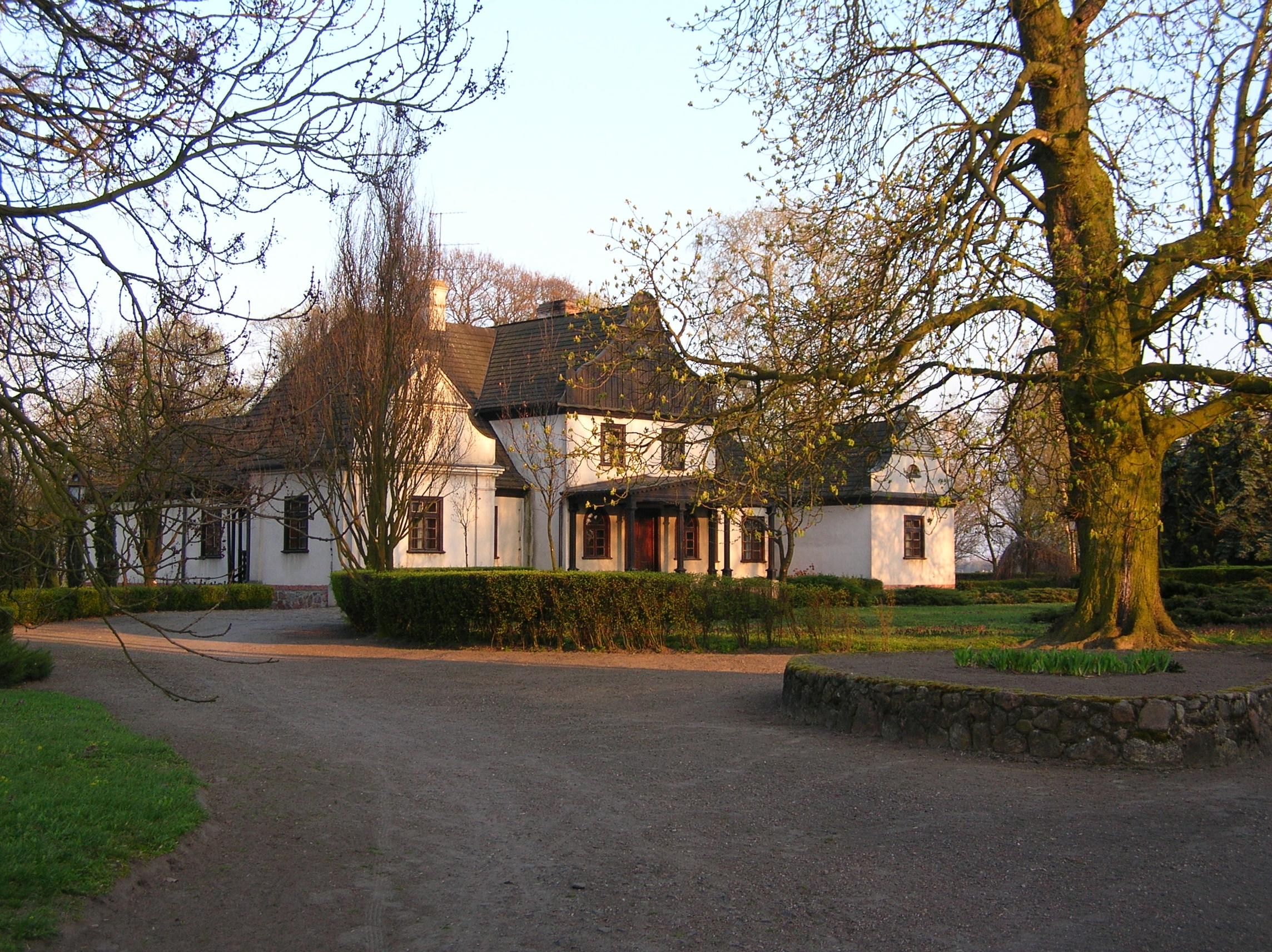
Dwór szlachecki z XVIII w. Osowcu w Wielkopolsce
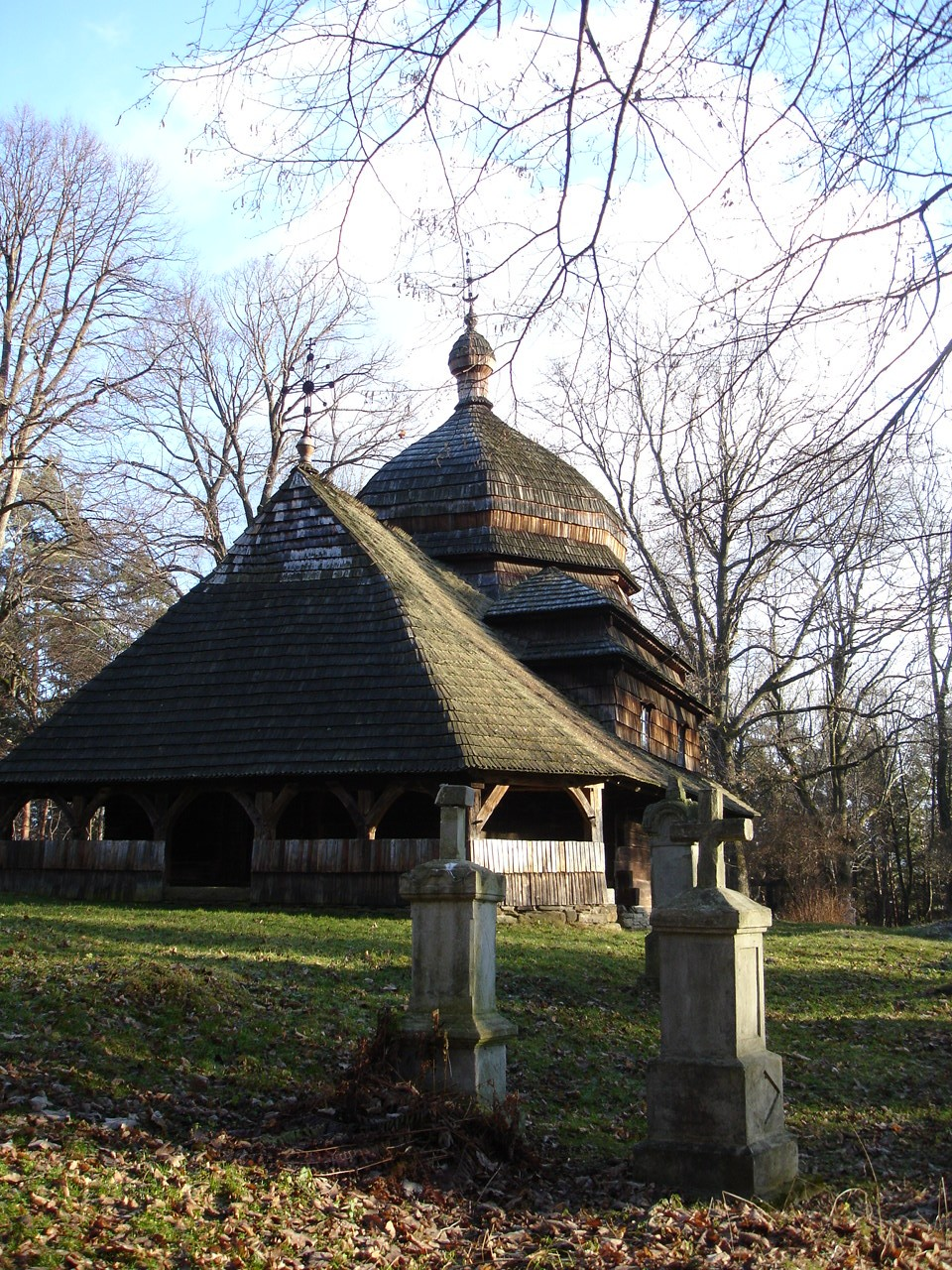
Cerkiew w Uluczu
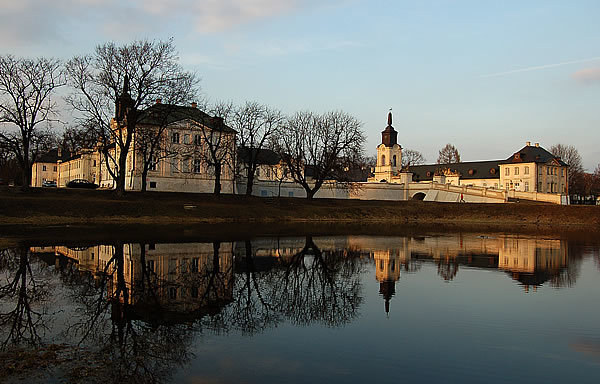
Jakub Fontana – Pałac w Radzyniu Podlaskim XVIII w.
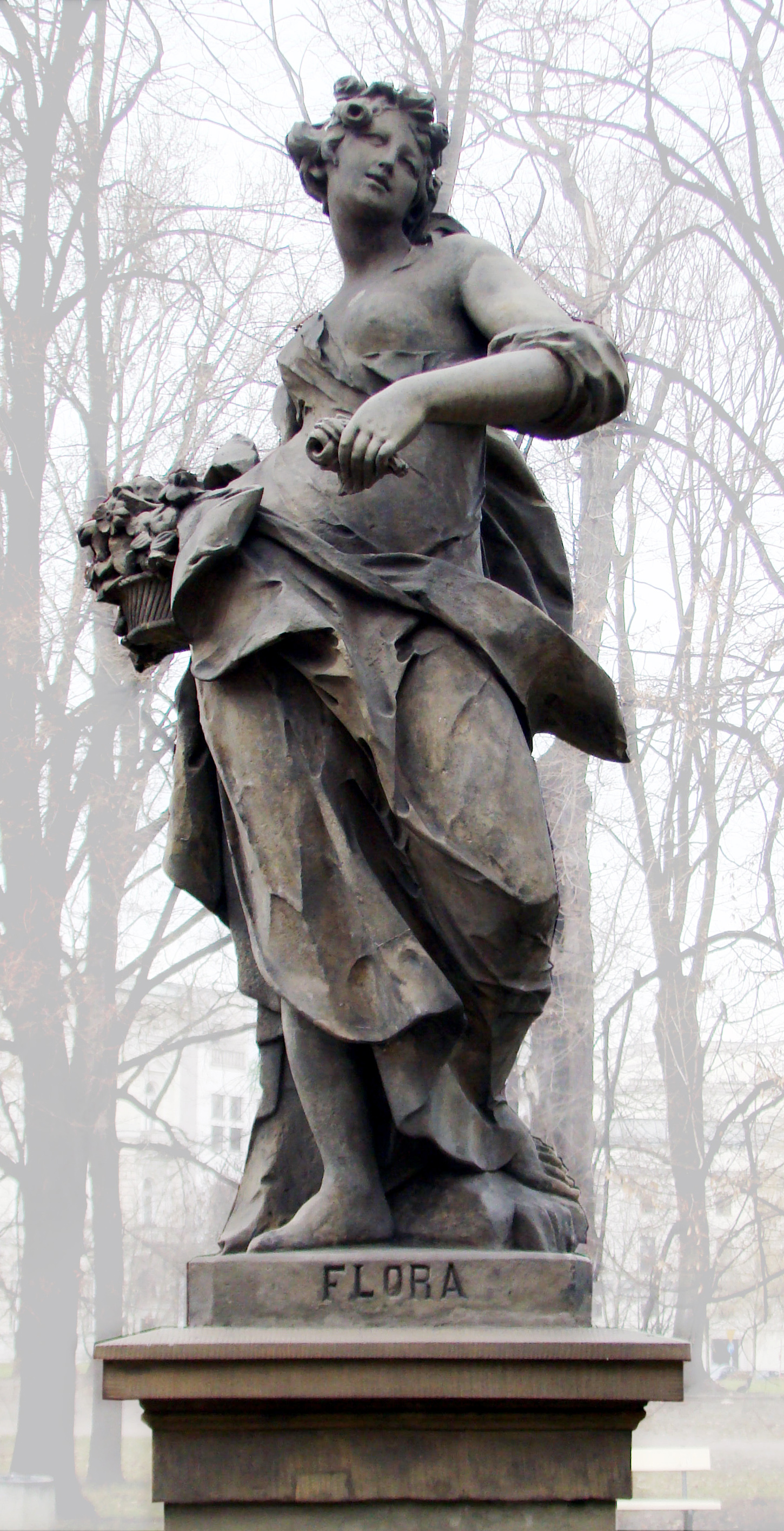
Jan Jerzy Plersch, Flora – rzeźba z Ogrodu Saskiego.
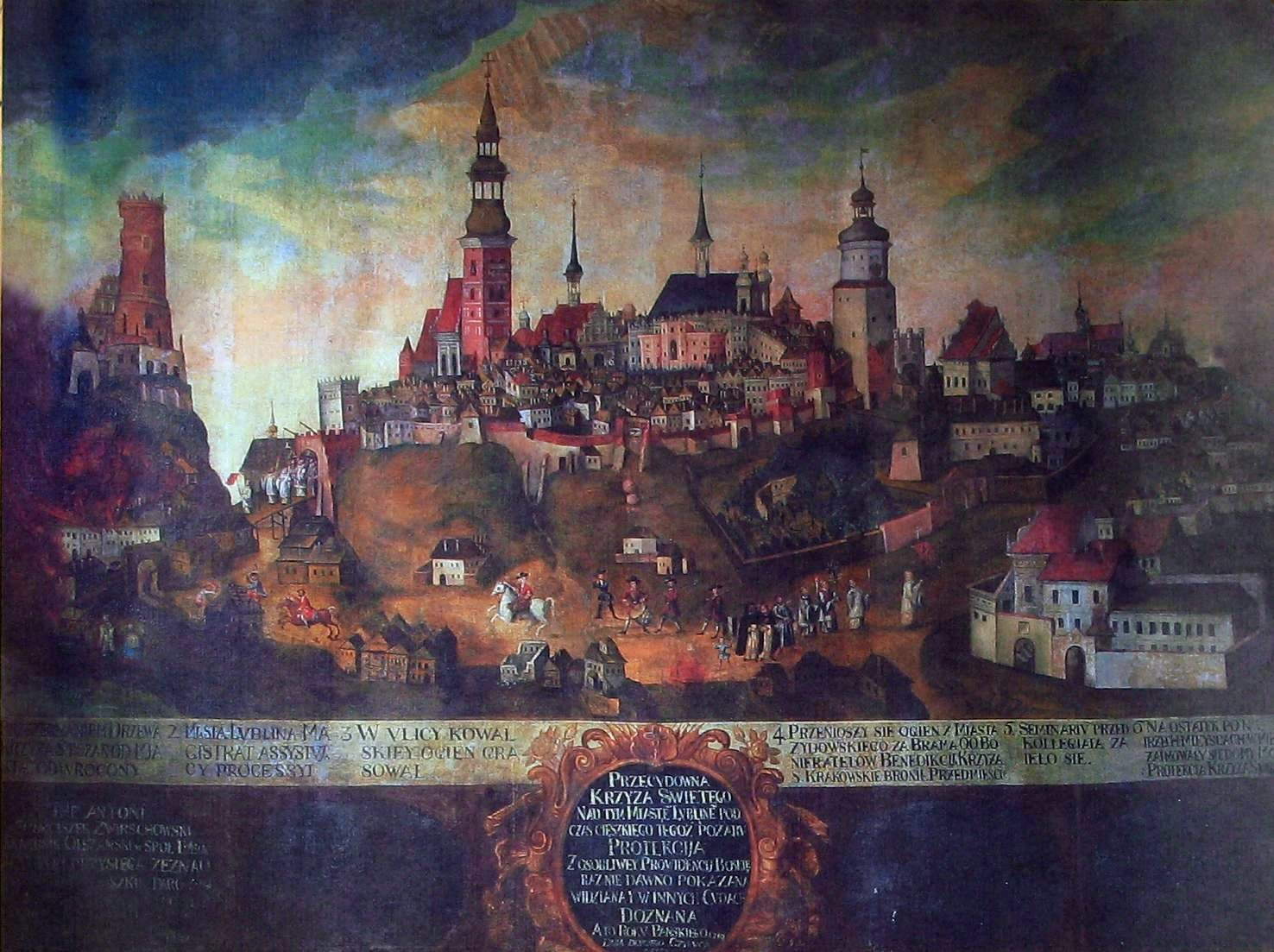
Pożar Lublina,  anonimowe dzieło z 2 ćw. XVIII w.
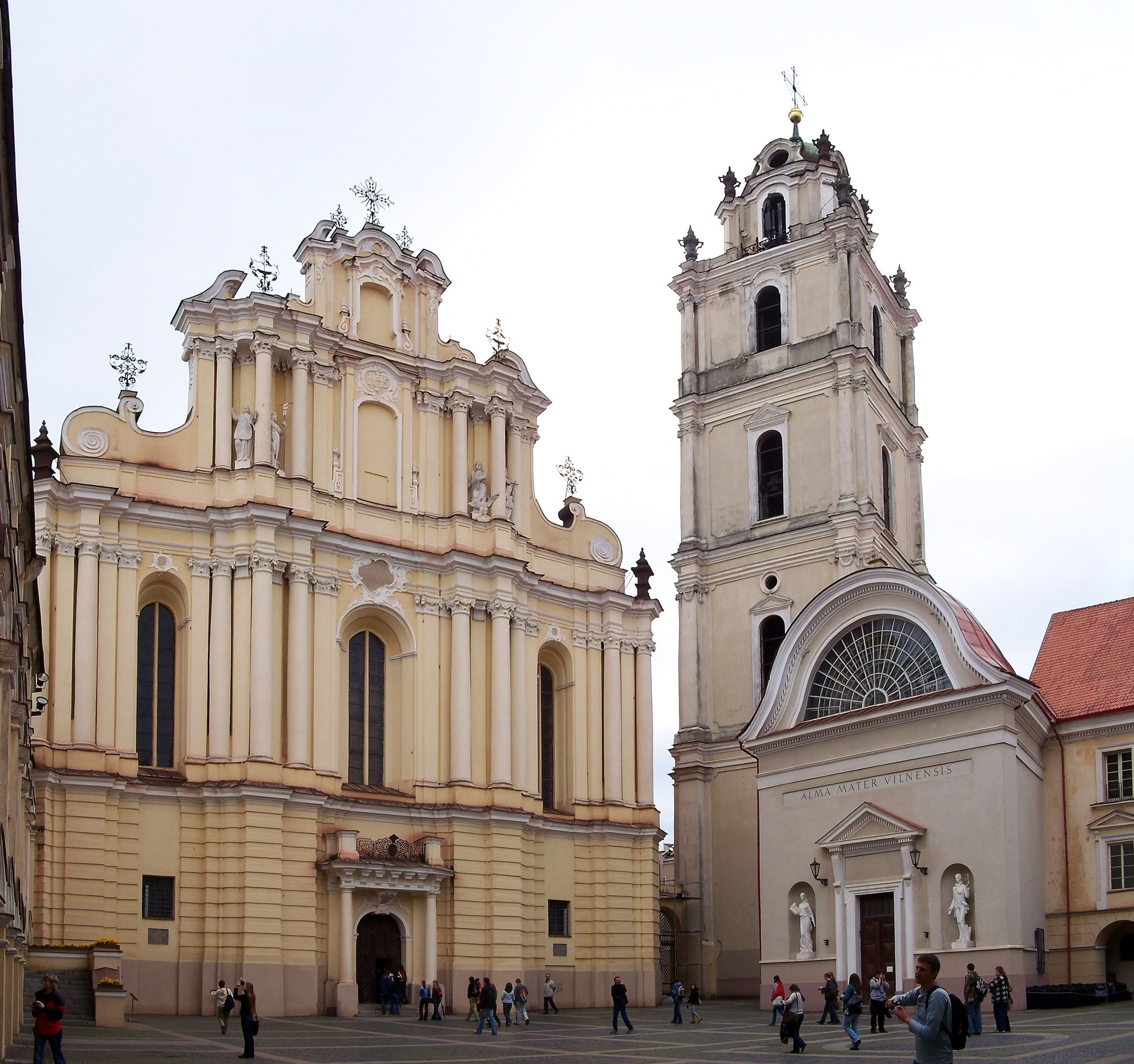
Jan Krzysztof Glaubitz, Kościół św. Janów w Wilnie
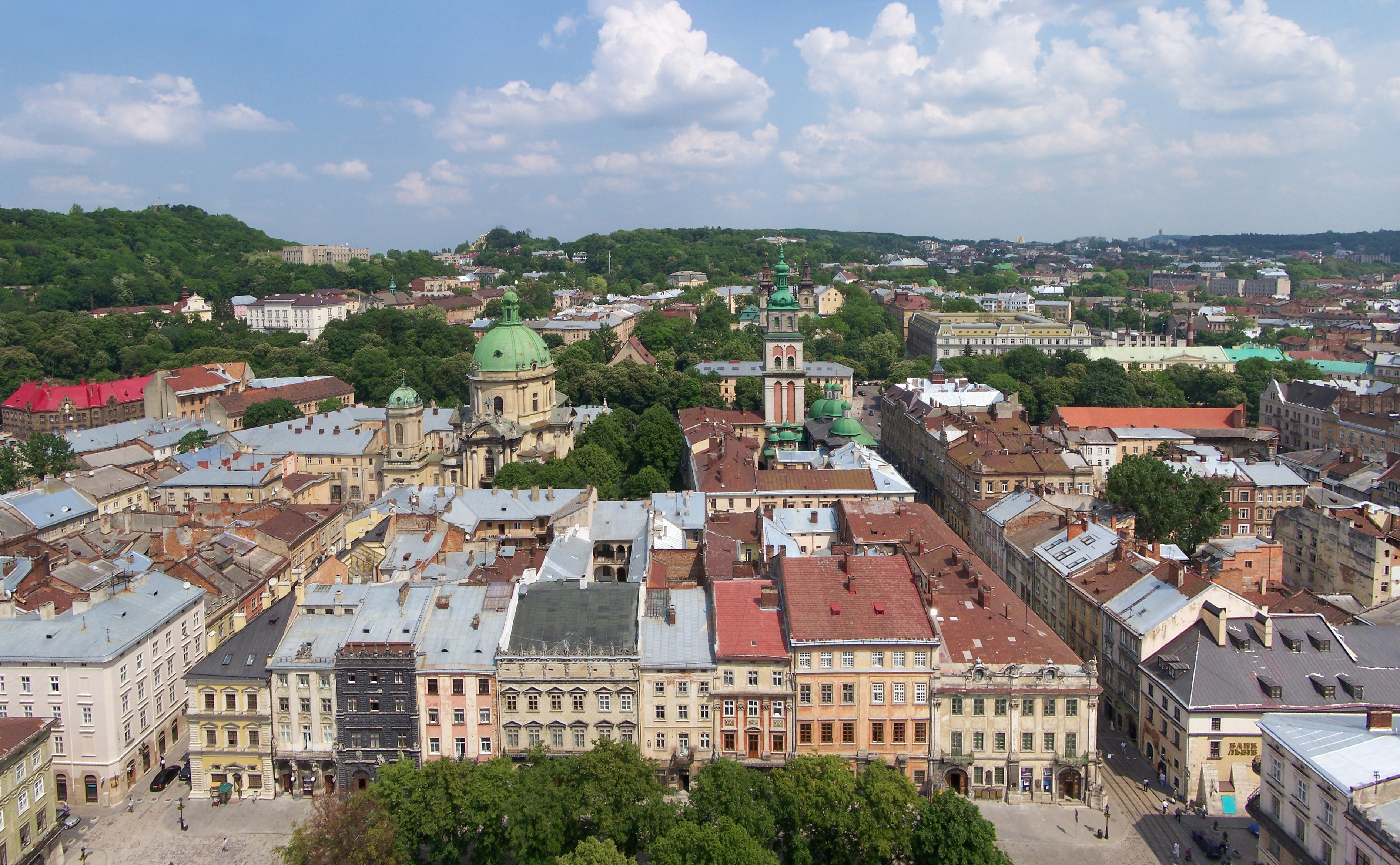
Panorama Lwowa
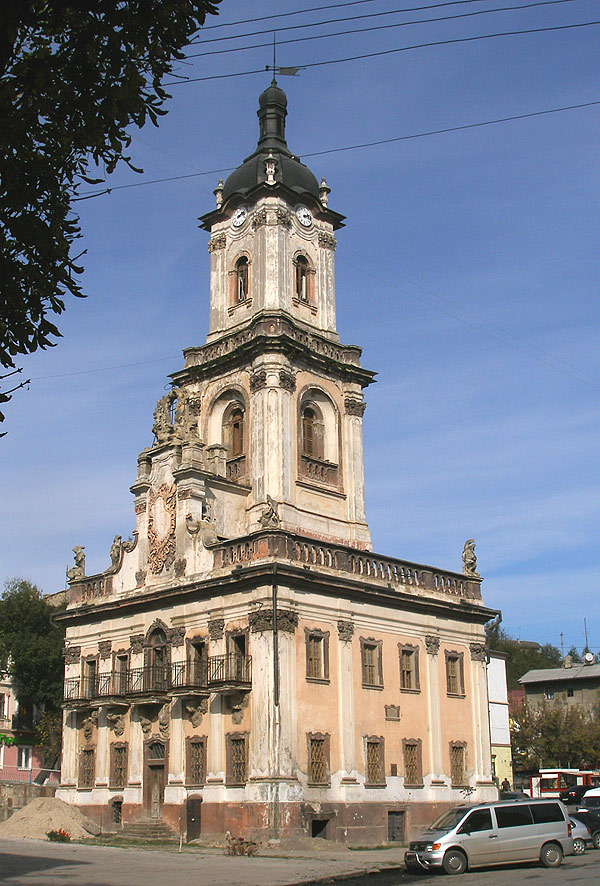
Bernard Meretyn, Ratusz w Buczaczu.
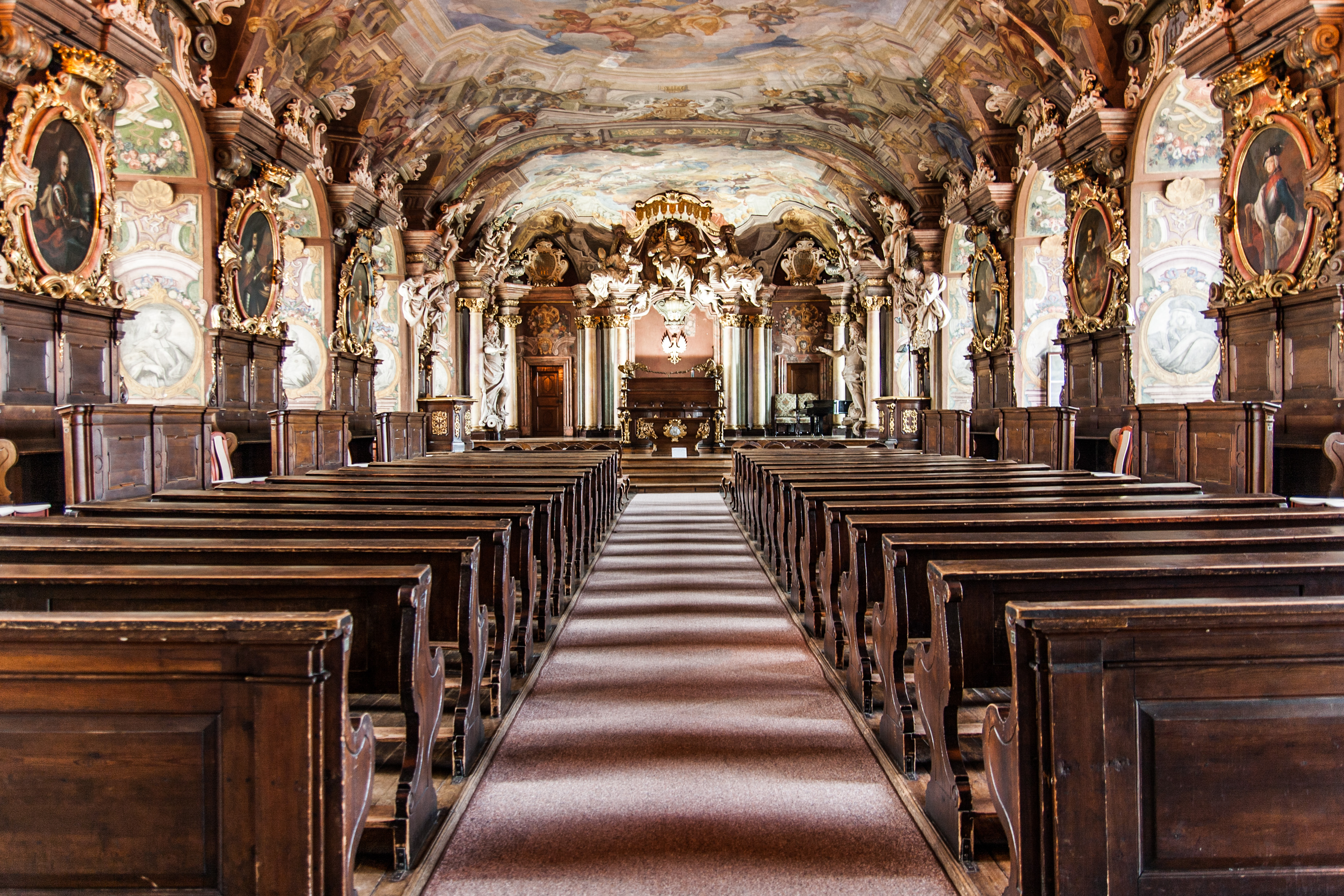
Aula Leopoldina uniwersytetu Wrocławskiego
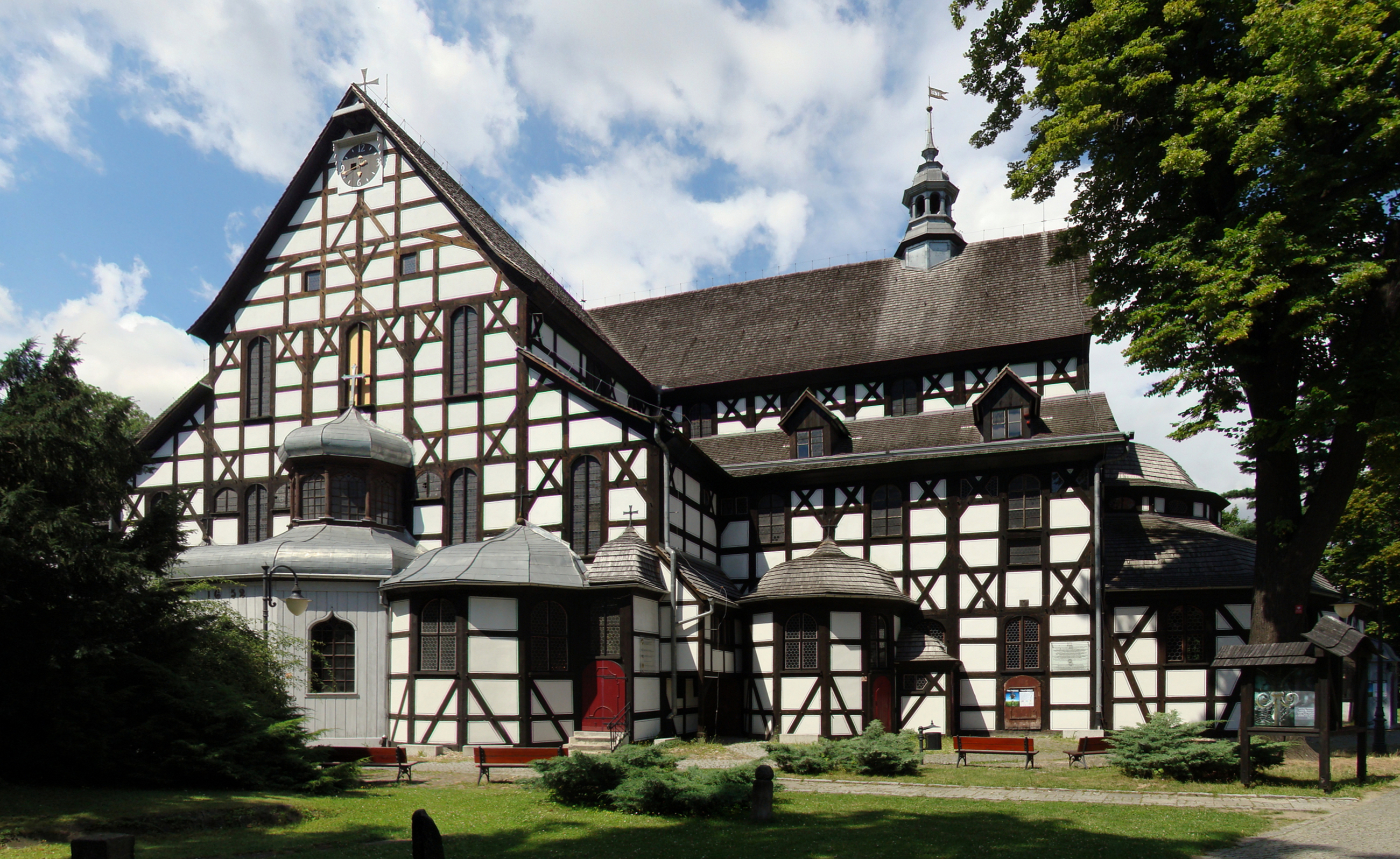
Kościół Pokoju w Świdnicy
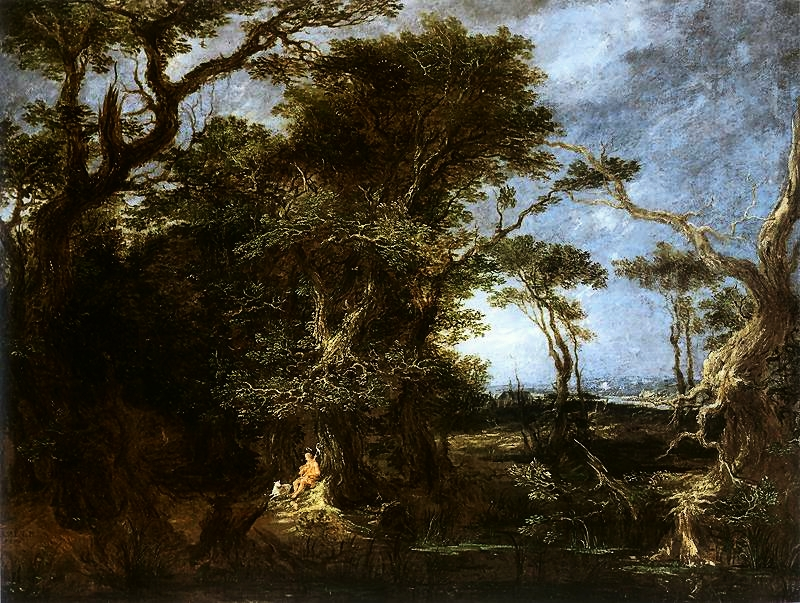
Michael Willmann, Krajobraz ze świętym Janem, 1656 r.

## XIX–XXI w.

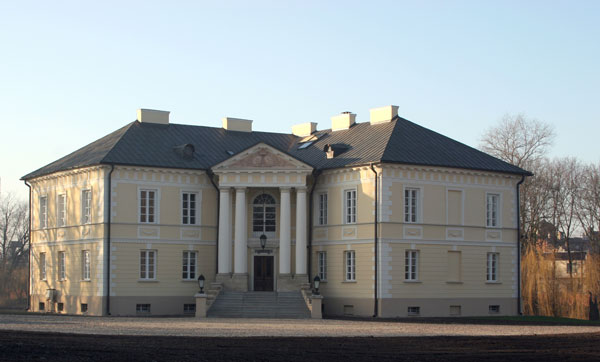
Stanisław Zawadzki, Pałac Górzeńskich w Dobrzycy

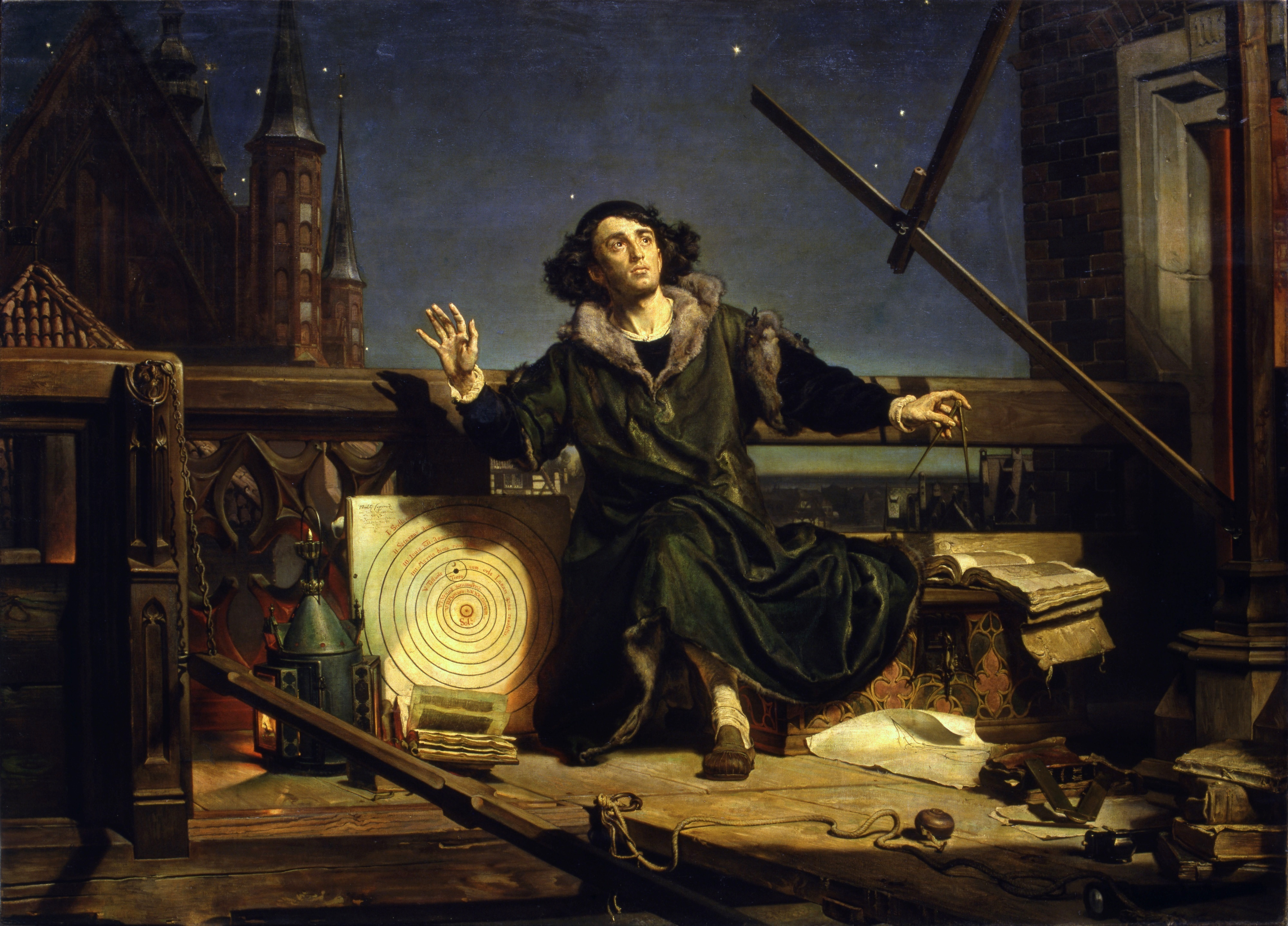
Jan Matejko, Astronom Kopernik, czyli rozmowa z Bogiem, 1878 r. Kraków, Collegium Novum UJ

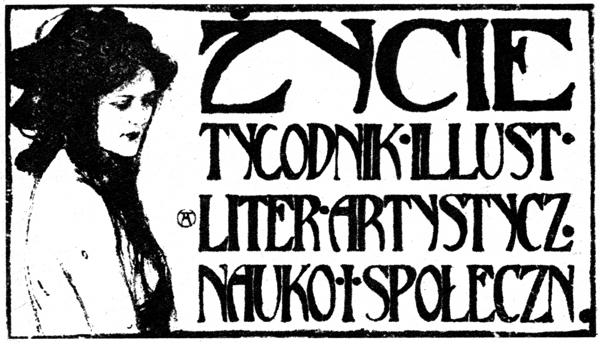
Teodor Axentowicz, fragment okładki tygodnika „Życie”

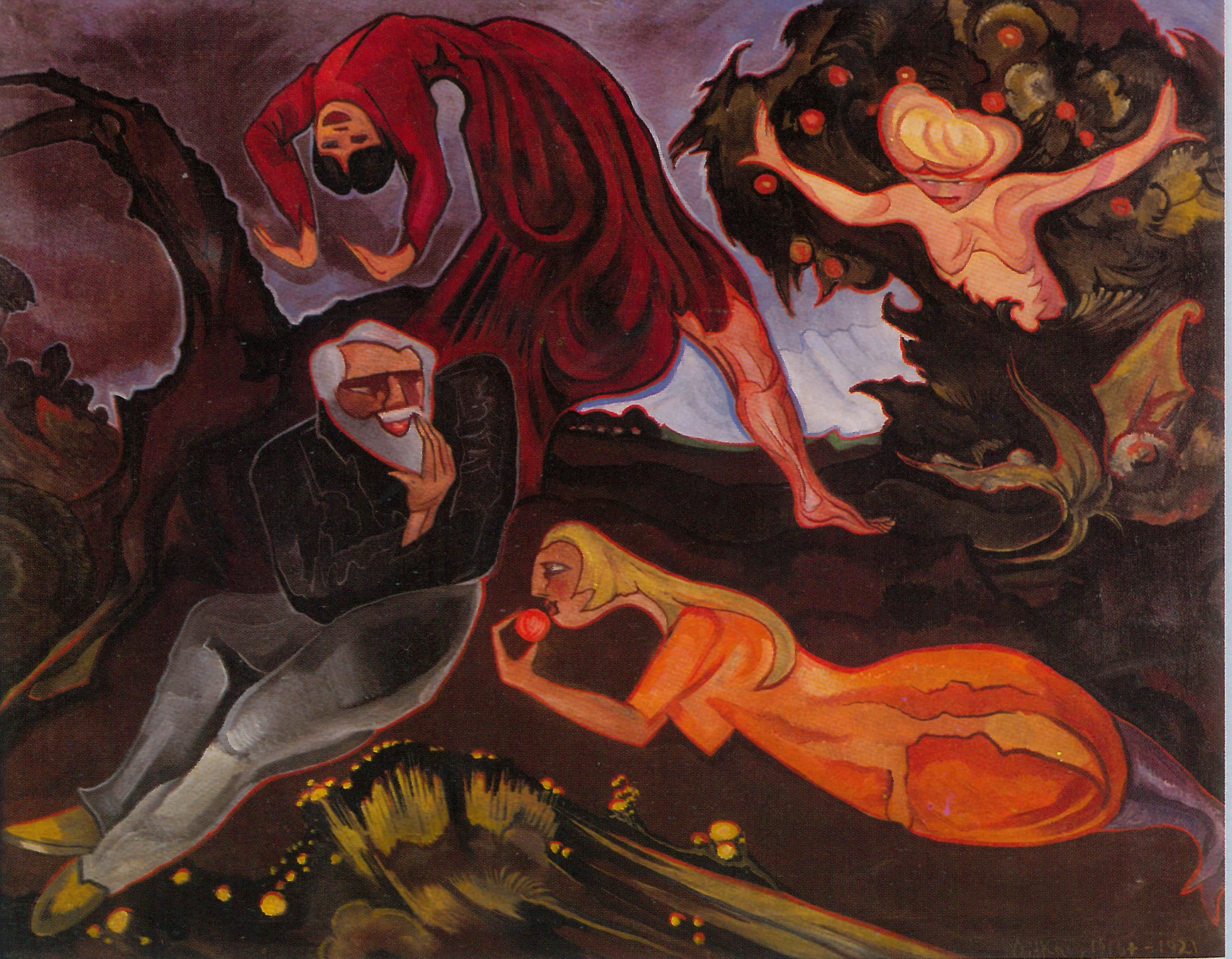
Stanisław Ignacy Witkiewicz – Kuszenie św. Antoniego, 1921 r.

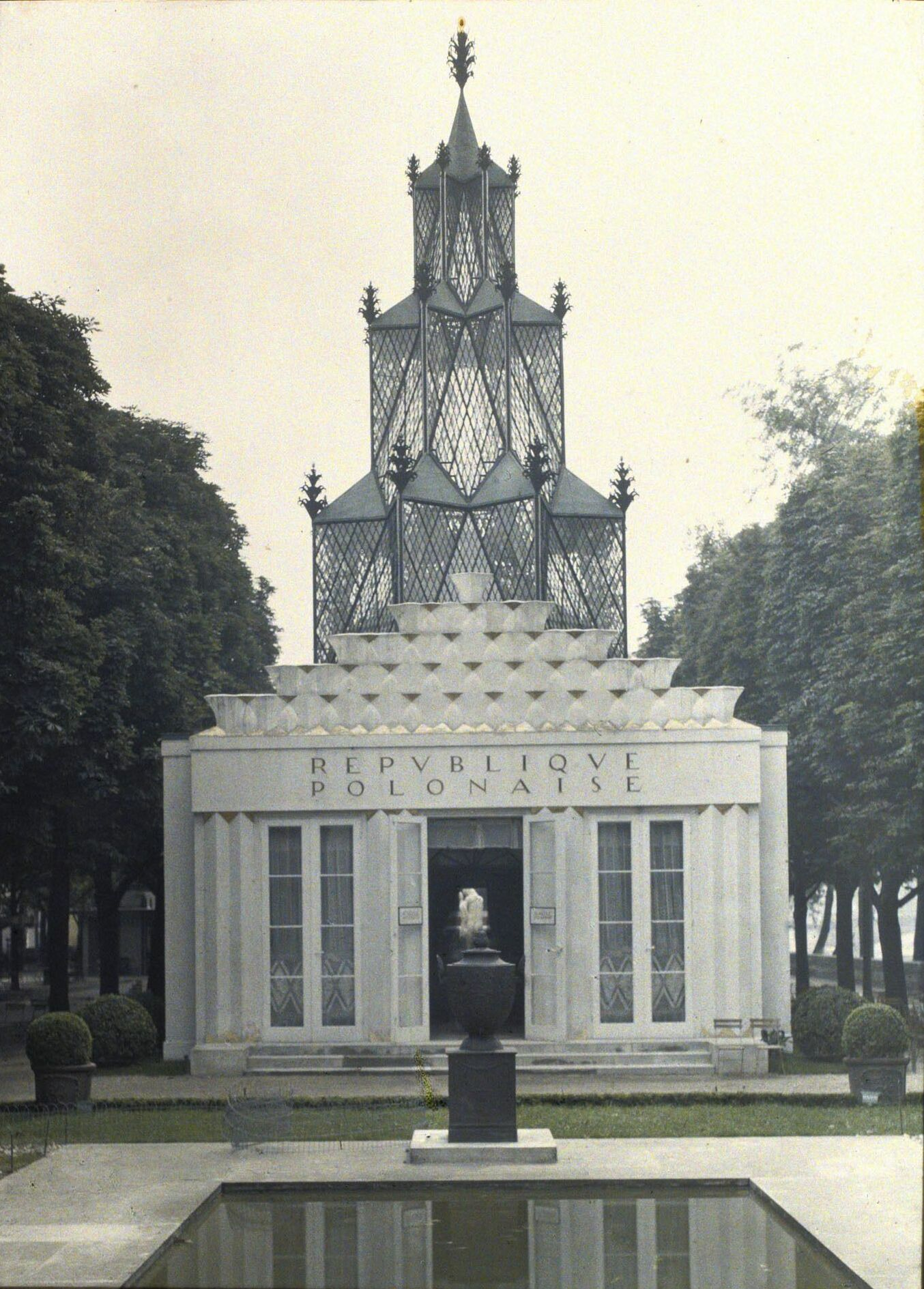
Pawilon Polski na Wystawie Światowej w Paryżu w 1925 r. Polscy architekci i artyści zdobyli wtedy najwięcej nagród wśród wszystkich państw uczestniczących w wystawie

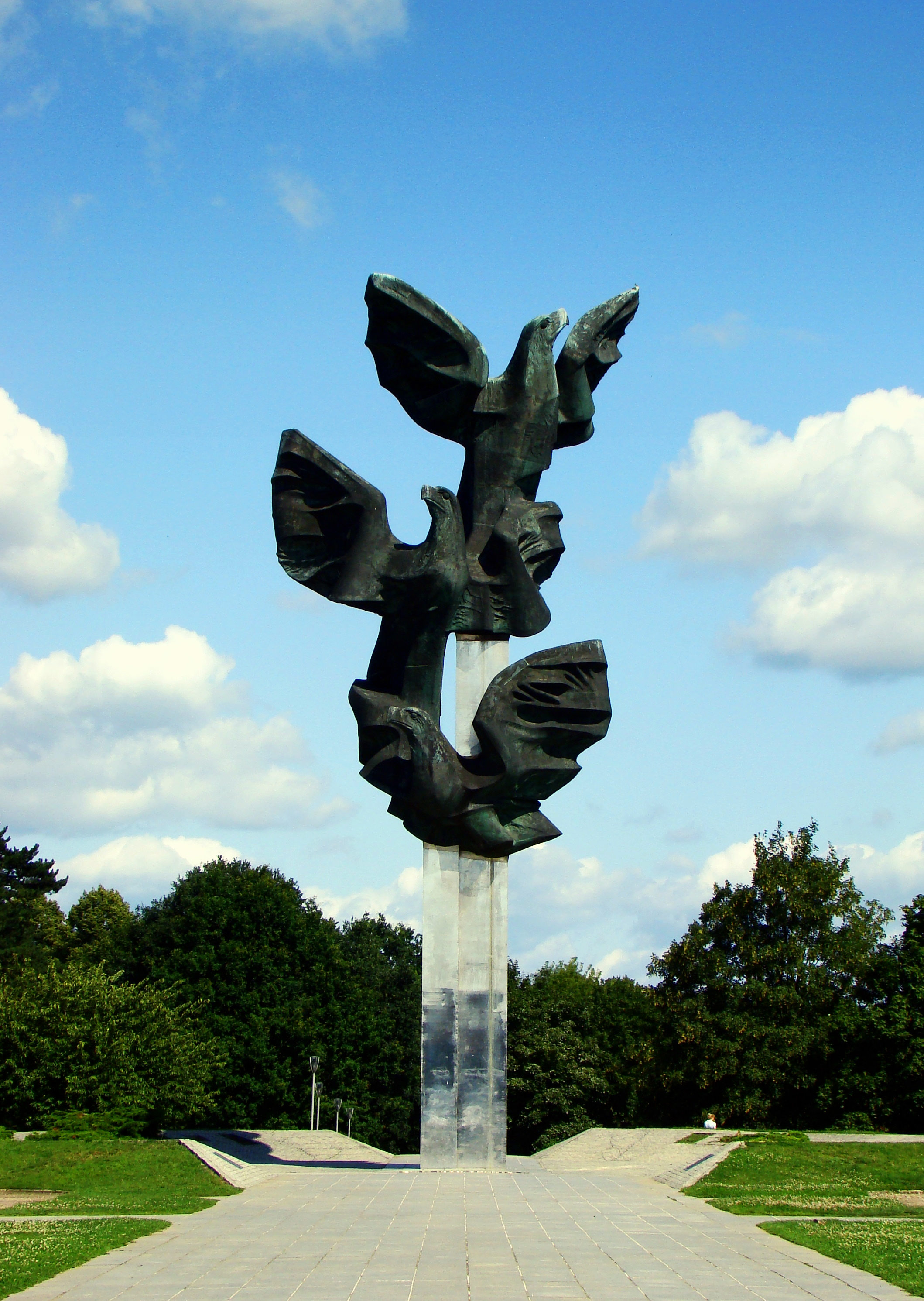
Gustaw Zemła, Pomnik Czynu Polaków w Szczecinie

### Klasycyzm
Przejście z form barokowych i rokokowych na klasyczne trwa na ziemiach polskich krótko w stosunku do wcześniejszych przemian. Za ostatniego króla Polski Stanisława Augusta Poniatowskiego, znamienitego opiekuna polskiej nauki, kultury i sztuki głównym ośrodkiem artystycznym pozostaje Warszawa, którą uwiecznił jeszcze w duchu późnego baroku nadworny malarz monarchy Bernardo Bellotto. Styl stanisławowski rozpoczyna rozwój architektury klasycystycznej. W tym okresie wzniesiono zespół Łazienek królewskich, pod stolicą w Jabłonnie powstał pałac prymasa Michała Poniatowskiego.
W dobie wczesnego klasycyzmu swoje dzieła pozostawili artyści obcy, tacy jak architekci Dominik Merlini (twórca Królikarni, zespołu pałacowo-parkowego na Łazienkach), Jan Chrystian Kamsetzer, malarze Jan Piotr Norblin, Marcello Bacciarelli (poczet królów Polski w Gabinecie Marmurowym i dekoracja Sali Rycerskiej Zamku Królewskiego). Tenże kilkakrotnie portretował ostatniego króla Polski. Jednocześnie działają polscy architekci, m.in. Szymon Bogumił Zug (m.in. zespół pałacowo-parkowy w Natolinie), Wawrzyniec Gucewicz i Stanisław Zawadzki (pałace w Siedlcach, Śmiełowie, Dobrzycy i Lubostroniu). Malarstwo reprezentują m.in. Franciszek Smuglewicz, Zygmunt Vogel, Józef Peszka. W dobie Królestwa Polskiego styl klasycystyczny kontynuują architekci Antonio Corazzi (gmach Teatru Wielkiego, zabudowa placu Bankowego w Warszawie), oraz Jakub Kubicki twórca m.in. warszawskiego Belwederu. Swoje dziedzictwo na ziemiach polskich pozostawił Bertel Thorvaldsen (pomniki Kopernika i księcia Józefa Poniatowskiego).

### Sztuka w czasach romantyzmu i pozytywizmu
Paradoksalnie, w okresie zaborów na terenach Polski w dawnym i obecnym kształcie znaczenie sztuki obcej maleje, albowiem główne nurty rozwijały się w głównych ośrodkach artystycznych państw zaborczych (Berlin, Wiedeń, Petersburg), aczkolwiek wielu polskich artystów kształciło się na Zachodzie m.in. w Paryżu, Monachium i Rzymie. Wzrasta natomiast pozycja polskich artystów, szczególnie w II połowie XIX wieku, głównie na terenach zaborów rosyjskiego i austriackiego, w okresie autonomii galicyjskiej Kraków stał się swoistym centrum sztuki. W architekturze, po zmierzchu klasycyzmu około lat 30. XIX w. dominuje historyzm, a następnie wraz z nim eklektyzm i secesja. We wszystkich trzech zaborach przyjął się podział stylów historyzujących dostosowanych do funkcji budowli. Nawrót do form średniowiecznych (neoromanizm i neogotyk) widoczny jest głównie w architekturze sakralnej, której podporządkowane są elementy rzeźby i malarstwa. W przypadku budowli świeckich przyjmowano formy neorenesansowe głównie w szkołach, budynkach urzędowych (ratusz w Opolu) i ośrodkach naukowych (gmach PAN-u w Krakowie), co miało być odniesieniem do humanizmu epoki Odrodzenia. W stylu neobarokowym wznoszono często budowle rezydencjonalne (m.in. Pałac Kronenbergów w Warszawie) i wille rentierów i przedsiębiorców (willa Fritza Heroldta w Bydgoszczy, willa Rosta w Bielsku-Białej). Przykładem neoklasycyzmu jest Teatr Wielki w Poznaniu. W dobie kapitalizmu powstaje wiele willi i pałaców fabrykantów oraz liczne osiedla robotnicze (m.in. Biskupice, Kaufhaus, Giszowiec Nikiszowiec na Śląsku), a ponadto artyzm obejmuje architekturę przemysłową i budowli użyteczności publicznej. Wskutek industrializacji następuje gwałtowna urbanizacja nie tylko miast dawnych (Bytom), lecz także powstają nowe ośrodki miejskie z zabudową o charakterze robotniczym (Łódź, Żyrardów, Katowice). Ponadto rozwinęła się architektura sakralna. Na terenach wschodnich Niemiec, w tym zaboru pruskiego swoją twórczość realizowali architekci m.in. Karl Friedrich Schinkel, Friedrich August Stüler (Wielkopolska), Alexis Langer, Ludwig Schneider (Śląsk). W zaborze rosyjskim prym wiedli Józef Pius Dziekoński, Konstanty Wojciechowski, zaś austriackim Feliks Księżarski, Teodor Talowski, Jan Sas-Zubrzycki. Wraz z postępem romantyzmu i historyzmu architekci kreowali nowe kierunki stylistyczne (gotyk wiślano-bałtycki, styl nadwiślański) które miały związek z poszukiwaniem stylu narodowego.
Romantyzm objął głównie malarstwo, którego głównymi przedstawicielami byli Piotr Michałowski, Henryk Rodakowski i Artur Grottger, podejmując często wątki narodowowyzwoleńcze. Artystami łączącymi wątki romantyczne z realistycznymi byli Maksymilian Gierymski i przede wszystkim Jan Matejko. Tenże ostatni, przyjmując historiozoficzną myśl, w swoim bogatym oeuvre zilustrował wszystkie najważniejsze wątki z historii Polski, obrazując często potęgę narodu polskiego i jego znanych bohaterów. Przedstawicielem akademizmu był Henryk Siemiradzki ilustrujący epizody ze starożytnego Rzymu zwłaszcza w okresie trudnym dla rozwoju chrześcijaństwa. Realistyczny pejzaż preferował m.in. Józef Szermentowski malujący głównie krajobrazy wiejskie i małomiasteczkowe Kieleczczyzny i Ziemi Sandomierskiej, zaś wątki z życia codziennego malował Aleksander Gierymski. Jego tematyka oscylowała wokół prozy codziennego życia osób różnych warstw społecznych, w tym życia chłopów, żydów i warszawskiej biedoty. Artyści dość powściągliwie przyjęli nurt impresjonistyczny, ograniczając go do pojedynczych dzieł (Józef Pankiewicz, Władysław Podkowiński), lub subiektywnej percepcji tego stylu (Olga Boznańska).

### Młoda Polska
Autonomia galicyjska przywróciła najwyższą rolę Krakowa w kulturze, nauce i sztuce, co zbiegło się z okresem Młodej Polski, której głównymi przedstawicielami byli tworzący w duchu secesji Stanisław Wyspiański, Józef Mehoffer i symbolizmu Jacek Malczewski czy Witold Wojtkiewicz. Okres ten sprzyjał rozwojowi indywidualistów takich jak m.in. portrecistka Olga Boznańska, poruszający tzw. problem kultu żywiołów pejzażyści Ferdynand Ruszczyc, Julian Fałat, Jan Stanisławski i jego uczniowie czy rzeźbiarz Xawery Dunikowski. Szczególnie przyjął się wątek narodowowyzwoleńczy, czego dobrym przykładem jest rzeźbiony Pochód na Wawel Wacława Szymanowskiego. W architekturze przełomu stuleci historyzm i eklektyzm ustąpiły modernizmowi, którego pierwszym przejawem była secesja. Oprócz Krakowa powstawały dzieła w Poznaniu, Lwowie, Bielsku, Katowicach, Łodzi (kamienice przy ul. Piotrkowskiej). Czołowymi architektami byli m.in. Teodor Talowski, Franciszek Mączyński, Mikołaj Tołwiński. Preferowano budownictwo świeckie, głównie obiekty użyteczności publicznej i kamienice czynszowe. Wzrosła pozycja rzemiosła artystycznego. Propagatorem nowego podejścia do wzornictwa przemysłowego, architektury wnętrz i sztuki użytkowej było m.in. założone w 1887 r. towarzystwo Polska Sztuka Stosowana. Oprócz Stanisława Wyspiańskiego na tym polu działali m.in. Jan Szczepkowski i Karol Frycz. Na przełom XIX i XX wieku przypada progres malarstwa witrażowego. Produkcją ich zajmował się m.in. „Krakowski Zakład Witrażów S.G. Żeleński”. Większość malarzy Młodej Polski preferowała także rysunek, grafikę i plakat. Podhale zdominował lansowany przez Stanisława Witkiewicza styl zakopiański.

### Dwudziestolecie międzywojenne
Odzyskanie przez Polskę niepodległości wyznaczyło nową cezurę w sztuce, kiedy pojawiło się „polskie art déco”, a następnie na wielką skalę rozwinął się modernizm, łączący często zdobycze nowoczesnego funkcjonalizmu z elementami polskiego renesansu czy sztuki ludowej. Polska sztuka – styl narodowy będący polskim ludowym stylem dekoracyjnym – reprezentowana przez Józefa Czajkowskiego i Zofię Stryjeńską została zaprezentowana na Wystawie Światowej w Paryżu w 1925. Geometryzacja, uproszczenie form architektonicznych i czysty funkcjonalizm zdominowały lata 30. Przejęto m.in. idee konstruktywizmu i stylu międzynarodowego, realizując zespoły osiedlowe (Barbara i Stanisław Brukalscy) i nowoczesne domy mieszkalne (Józef Szanajca, Helena i Szymon Syrkusowie, Bohdan Lachert).
Rodzima architektura modernistyczna zyskała uznanie na świecie, między innymi na Wystawie Światowej w Paryżu w 1937, gdzie nagrodzono dom Stanisława Brukalskiego na warszawskim Żoliborzu (1929).
W całej Polsce miały miejsce inwestycje budowlane, na wielką skalę (budowa miast Gdyni w 1926 i Stalowej Woli w 1938, zabudowanie warszawskiego Żoliborza) i mniejsze (np. gmach Biblioteki Jagiellońskiej).
Wszystkie dzieła architektury modernizmu tamtej epoki wyróżniają się formą wynikającą z funkcji. Architektoniczna awangarda międzywojenna w tradycyjnie profrancuskiej Polsce była bardziej pod wpływem Le Corbusiera niż niemieckiego Bauhausu. Czołowymi postaciami polskiej awangardy byli przedstawiciele formizmu (Zbigniew Pronaszko, Stanisław Ignacy Witkiewicz), unizmu (Władysław Strzemiński), ugrupowania „Rytm” (Eugeniusz Żak) oraz Władysław Skoczylas, Henryk Stażewski, Tadeusz Makowski, Mieczysław Szczuka i inni jak Tamara Łempicka.
Na Śląsku i Pomorzu, które do 1945 leżały w granicach Niemiec, konsekwentnie przyjmowano założenia niemieckiej awangardy (Bauhaus); znaczącym ośrodkiem artystyczny był Wrocław, gdzie powstały osiedla mieszkaniowe (m.in. Sępolno) i budynki użyteczności publicznej z Halą Stulecia Maxa Berga na czele. Przemiana form miała miejsce także w sztukach plastycznych.

### Po 1945
Po tragedii II wojny światowej w Polsce rozwój awangardy został przerwany przez socrealizm, który rozwinął się głównie w zakresie malarstwa i grafiki (plakat, filatelistyka), a głównymi tematami były wątki z życia codziennego, z afirmacją pracy na czele, co miało wymowę czysto propagandową. Pojawiały się także wątki narodowe i antywojenne. Czołowym artystą socrealizmu początkowo był malarz Andrzej Wróblewski, lansujący społeczne zaangażowanie sztuki; ukazywał jednak także brutalność wojny i codzienności w serii obrazów „Rozstrzelania”, która jest hołdem dla ofiar II wojny światowej. Malarz Bronisław Linke w cyklu „Kamienie krzyczą” upamiętnił ofiary Holokaustu oraz powstania warszawskiego. Wojciech Fangor i Stefan Knapp zasłynęli jako światowej sławy artyści malarze wizualizmu.
Odbudowa miast i zabytków miała różnorodny charakter, począwszy od odbudowy ważniejszych zabytków i otoczeniem ich nieadekwatną do historycznego charakteru miast współczesną zabudową (m.in. Szczecin, Stargard, Nysa, Kołobrzeg, częściowo Wrocław). Miały miejsce także skrajne przypadki (Legnica), gdzie burzono XIX-wieczną zabudowę na rzecz nowej. Ewenementem na skalę europejską były dzieła odbudowy i rekonstrukcji historycznej zabudowy Poznania, Gdańska i Warszawy, gdzie symbolicznym zwieńczeniem była restytucja Zamku Królewskiego. Cennym przykładem restytucji jest odbudowa historycznej zabudowy placu Teatralnego w Warszawie z Pałacem Jabłonowskich. Architektka Eleonora Sekrecka po zbudowaniu na obszarze zniszczonym w czasie wojny osiedla Latawiec w Warszawie (1955), które jest wzorowane na placu Wogezów w Paryżu, została odsunięta od projektowania przez komunistów za sprzeniewierzenie się socrealistycznej stylistyce. Na wielką skalę od lat 50., a szczególnie w latach 70. i 80. powstawały osiedla mieszkaniowe o blokowej zabudowie m.in. warszawski Mariensztat, Nowa Huta czy Nowe Tychy (osiedla, A, B, C, D) w stylu socrealizmu. Podczas urbanizacji miast preferowano oszczędnościowe budownictwo wielkopłytowe w stylu modernizmu.

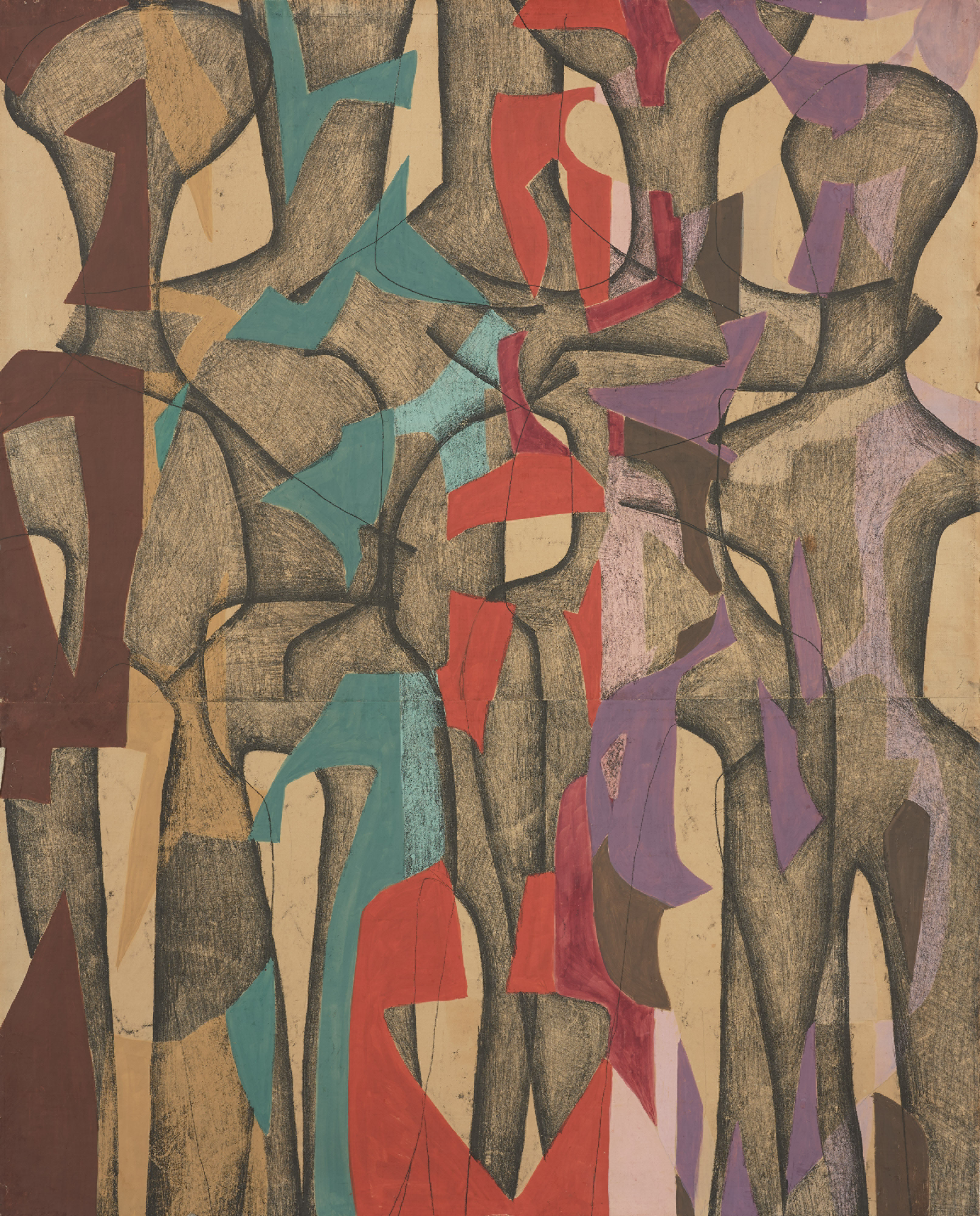
Maria Jarema, Wyrazy. Kompozycja abstrakcyjna, 1956

Spośród wielu inwestycji nie wyróżniających się niczym z architektury krajów socjalistycznych tylko nieliczne zaskakują klasą artystyczną, pomysłowym założeniem jest m.in. architektura mieszkaniowa Jerzego Gieysztora dekady lat 60. XX wieku w Warszawie zapewniająca w blokach mieszkalnych wyjątkowe warunki mieszkaniowe takie jak duże lokale mieszkalne z oknami na kilka stron świata (na dwie, trzy lub cztery strony na ostatnim piętrze) i z wieloma przeszklonymi balkonami w każdym mieszkaniu, tarasy dachowe z basenami znane z modernistycznej architektury najbogatszych krajów Europy Zachodniej, ponadto w architekturze Gieysztora można znaleźć inspiracje paryską Wystawą Światową roku 1937 w detalu architektonicznym. Gieysztor realizował swoje budynki mieszkalne w konstrukcji mieszanej, żelbetowo-murowanej z cegły, które ozdabiał piaskowcem oraz ceramiką artystyczną, a nie budował ich z oszczędnościowej i monotonnej wielkiej płyty, która dominowała wówczas w krajach socjalistycznych. Przykładem architektury Jerzego Gieysztora jest modernistyczny blok mieszkalny Polskiej Akademii Nauk unoszący się w powietrzu nad ziemią na smukłych, antropomorficznych słupach z żelazobetonu (fr. pilotis) przy ulicy Wiejskiej 20 w Warszawie (1964), który stanowi przykład architektury humanistycznej, a nie masowej i równocześnie jest to jeden z niewielu polskich przykładów prawdziwej, a nie pozornej inspiracji blokiem marsylskim (fr. Unité d’habitation) Le Corbusiera. Pozostałe obiekty wyróżniające się z racji formy architektonicznej to katowickie osiedle 1000-lecia (1961) i Sady Żoliborskie w Warszawie (1958–1972).

Magdalena Abakanowicz, Klatka i plecy, 1982, kolekcja Muzeum Sztuki w Łodzi

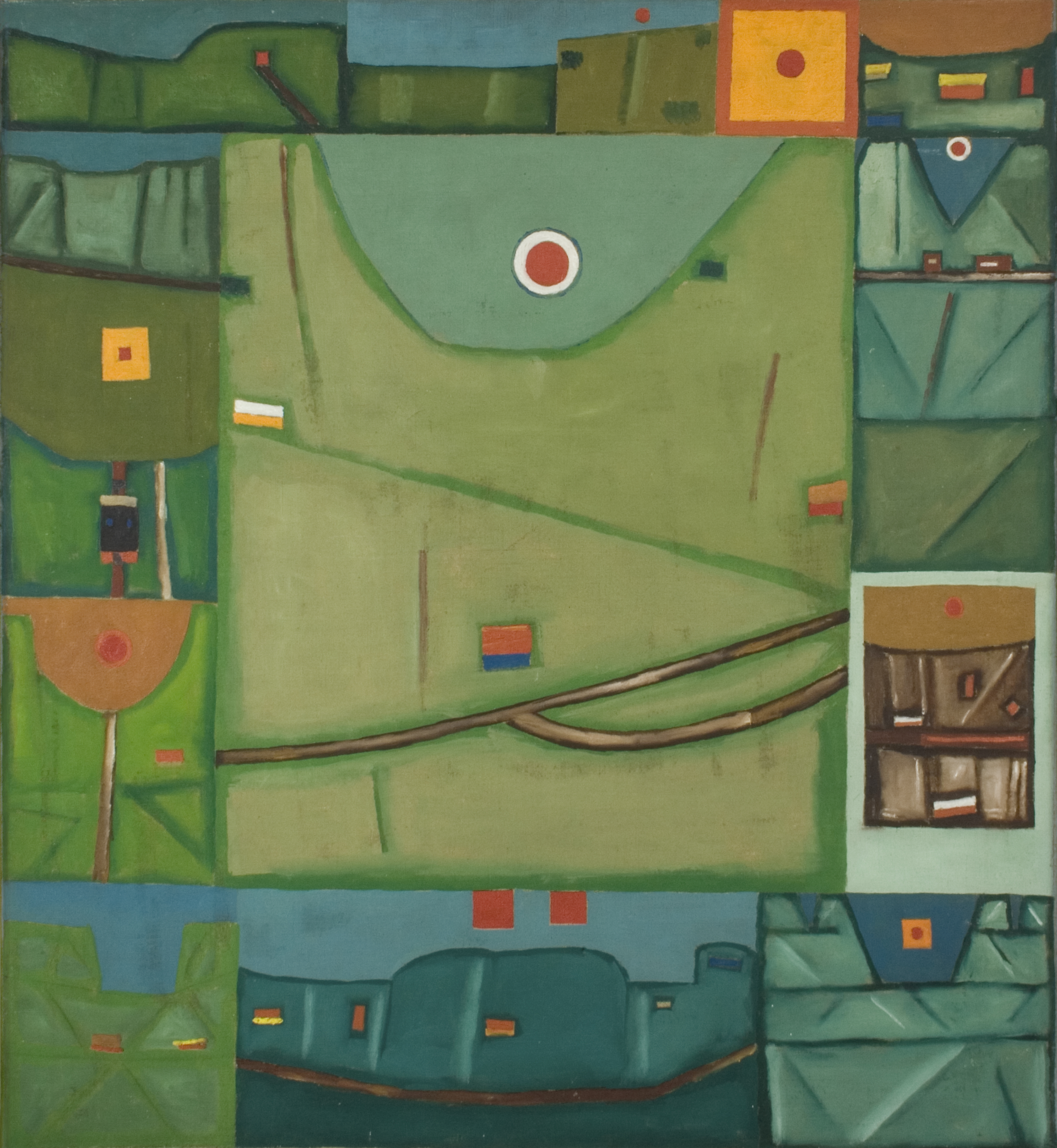
Jerzy Nowosielski, Wschód słońca w Bieszczadach (Wschód słońca w górach), 1963

Świadectwem obchodów jubileuszu Tysiąclecia Państwa Polskiego (1960–1966) są szkoły tysiąclecia, o prostej lecz funkcjonalnej architekturze mogące pełnić rolę szpitali (np. SP nr 71 we Wrocławiu o nietypowej architekturze proj. Jadwigi Grabowskiej-Hawrylak). Wyjątkiem wśród architektury szkół typowych jest także liceum im. Jose Marti przy ulicy Leopolda Staffa 111 w Warszawie autorstwa Jana Zdanowicza (1961), które jest jedyną szkołą z okresu Polski Ludowej o całkowicie przeszklonych elewacjach i z tarasami rekreacyjnymi na dachach co było nieznane w polskich szkołach. Budynek cechuje wyraźna inspiracja Bauhausem. Większość szkół była jednak realizacjami typowymi dla państwa socjalistycznego, o skromnym i prostym wyrazie. Dopiero w dekadzie lat 70. XX w. zbudowano oryginalną szkołę podstawową nr. 81 na warszawskim Ursynowie przy ul. Puszczyka 6 autorstwa architekta Jana Mrozińskiego, wzorowaną na architekturze zachodniej Europy, udany przykład architektury humanistycznej, a nie masowej. Szkoła dzięki swojej oryginalnej architekturze wyposażonej w podcień wejściową, wewnętrzne forum z antresolą zwieńczone świetlikiem, okrągłe okna w środku forum, przeszklone ogrody zimowe w klasach, ciekawej kolorystyce (jako jedyna w Warszawie miała stolarkę okienną w kolorze czerwonym, zielonym, granatowym i brązowym), miała też w klasach drzwi wielkości ściany (jak w przedszkolu Le Corbusiera w bloku marsylskim) i nietypowym, bo dużym przeszkleniom oraz dzięki ustawieniu ławek w kształt podkowy, co sprzyja swobodnej komunikacji, zapewniała według architekta „klimat ciepła i przytulności”, czego nie udało się wcześniej osiągnąć w większości ówczesnych nowych szkół. Ursynowska szkoła została wyposażona także w miejsce do lekcji plenerowych w postaci betonowo-drewnianego labiryntu (jak w bloku marsylskim) na trawiastym pagórku przed budynkiem.
Architekt Jacek Damięcki zasłynął jako twórca konstruktywizmu. Spośród wielu dzieł architektonicznych wyróżniają się Warszawski Dworzec Centralny, autorstwa  architekta Arseniusza Romanowicza (1975), hala widowiskowo-sportowa „Spodek” w Katowicach, kino „Kijów” i hotel „Cracovia” w Krakowie, warszawska Ściana Wschodnia i in.
Sztukę sakralną prezentują m.in. zaprojektowana przez Stanisława Pietrzyka Arka Pana w Bieńczycach w Krakowie, kościół Św. Ducha we Wrocławiu. Wraz z utworzeniem III Rzeczypospolitej, wprowadzeniem gospodarki rynkowej i rozwojem zagranicznego kapitału w kraju swój udział w budownictwie mieli m.in. Arata Isozaki, Norman Foster, Daniel Libeskind. Nastąpił wielki boom budowlany i rozwinął się m.in. postmodernizm. Sakralną architekturę reprezentuje m.in. związany z Tychami Stanisław Niemczyk, twórca kościołów m.in. Św. Ducha w Tychach, Miłosierdzia Bożego w Krakowie czy Jezusa Odkupiciela w Czechowicach-Dziedzicach.
Rzeźbę reprezentują indywidualności takie jak m.in. Marian Konieczny, Magdalena Abakanowicz, Alina Szapocznikow, Bronisław Chromy. W latach 50. i 60. dominowała rzeźba pomnikowa, brutalistyczna, często upamiętniająca walkę i męczeństwo narodu polskiego m.in. warszawski Pomnik Bohaterów Getta, Pomnik Bohaterów Warszawy, pomniki na terenie miejsc martyrologii (Płaszów, Treblinka, Majdanek) i cmentarzach wojskowych. Elementy awangardy ze sztuką ludową łączył w swoim oeuvre Władysław Hasior. W oparciu o tkaninę, kamienne i metalowe materiały Magdalena Abakanowicz tworzyła liczne wielopostaciowe kompozycje figuratywne często umieszczane w otwartej przestrzeni. Symboliczną, egzystencjalną, feministyczną tematykę podejmowały Maria Pinińska-Bereś czy Alina Szapocznikow. Ekspresyjny ładunek cechuje Chrystusa w Arce Pana Bronisława Chromego. Wiatr i ruch są środkami wyrazu w sakralnych i pomnikowych dziełach Kazimierza Gustawa Zemły (Pomnik Powstańców Śląskich w Katowicach, Pomnik Czynu Polaków w Szczecinie, dekoracja kościoła Św. Maksymiliana Kolbego w Krakowie-Mistrzejowicach).
Głównymi przedstawicielami malarstwa są m.in. grupa kolorystów (Jan Cybis, Jan Szancenbach, Artur Nacht-Samborski, Hanna Rudzka-Cybisowa), Andrzej Wróblewski, Grupa Krakowska (Tadeusz Kantor, Maria Jarema, Jerzy Nowosielski) oraz indywidualiści tacy jak Piotr Potworowski, Władysław Hasior, Ludwik Konarzewski (junior), Jerzy Duda-Gracz, Zdzisław Beksiński i inni. Silną pozycję ugruntowały sobie polska grafika i plakat, których przedstawicielami są m.in. Józef Gielniak, Jerzy Panek, Stanisław Kluska, Mieczysław Wejman oraz Henryk Tomaszewski, Roman Cieślewicz, Jan Młodożeniec, Waldemar Świerzy, Jan Lenica, Roman Kalarus i wielu innych.

### Od 1989

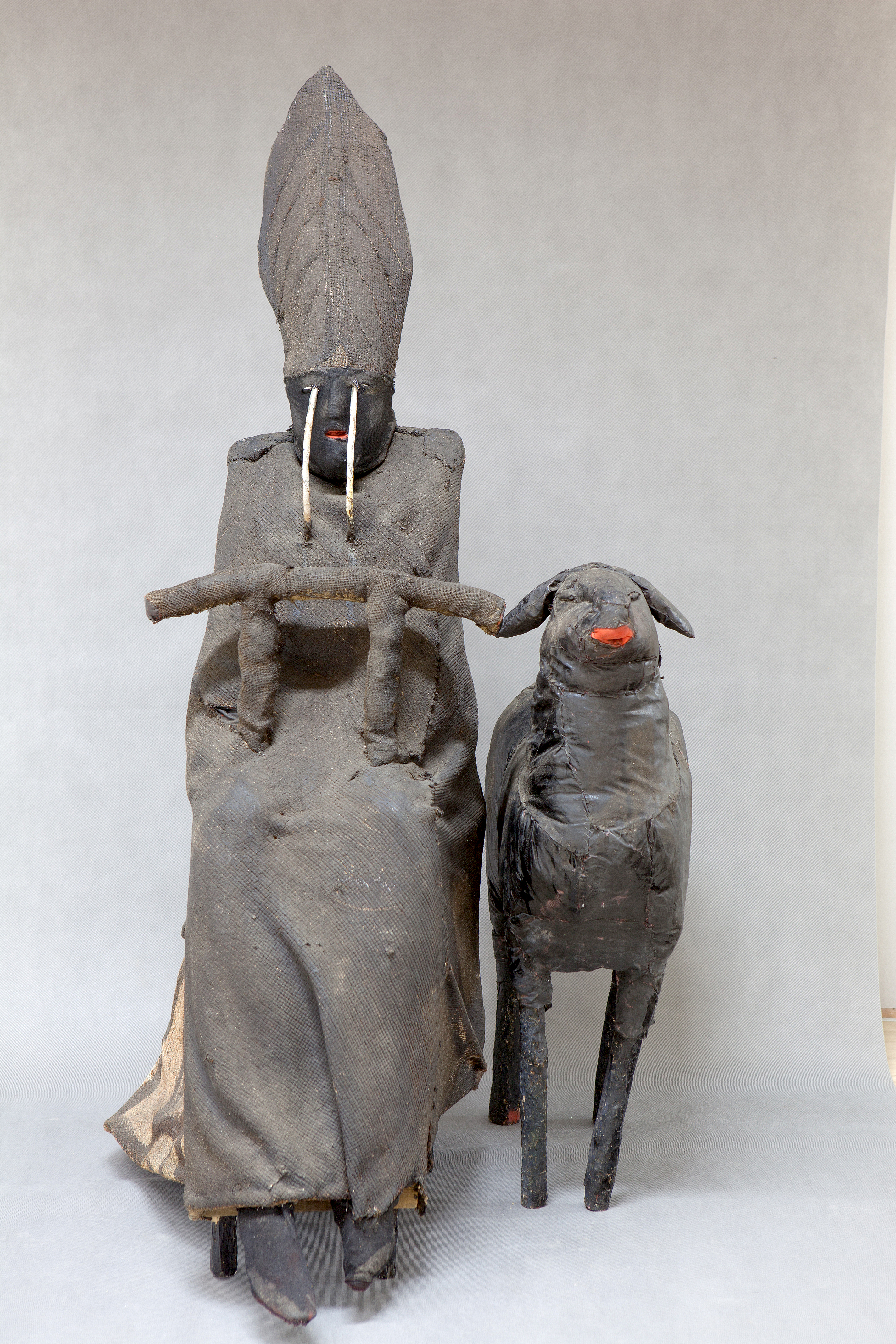
Mirosław Bałka, Czarny papież i czarna owca, 1987

W nowych warunkach systemowych sztuka polska w szybkim tempie została zauważona przez międzynarodową krytykę, zdobywając uznanie na całym świecie. Artyści swobodnie poruszają się w wielu mediach, tworząc malarstwo, graffiti, wideo, instalację, rzeźbę czy obiekty. Najważniejszymi przedstawicielami sztuki współczesnej są m.in. Ewa Juszkiewicz, Wilhelm Sasnal, Rafał Bujnowski, Józef Robakowski, Paweł Althamer, Artur Żmijewski, Mirosław Bałka, Leszek Knaflewski, Robert Kuśmirowski, Zuzanna Janin, Krzysztof Wodiczko, Paulina Ołowska, Katarzyna Kozyra, Joanna Rajkowska, Gruppa Azorro i wielu innych. W tym czasie udaje się przywrócić i ulokować w kontekście międzynarodowym zmarłych artystów okresu powojennego, m.in. Alinę Szapocznikow, Jerzego Nowosielskiego, Edwarda Krasińskiego.
W pracy artystów znaczną rolę zaczynają odgrywać galerie niezależne, powstające głównie na terenach Warszawy, Krakowa i Poznania, promujące sztukę polską w obszarze międzynarodowym. Powstają coroczne spotkania wokół sztuki współczesnej, m.in. Warsaw Gallery Weekend w Warszawie.
W wielu miastach budowane są muzea sztuki nowoczesnej, gromadzące nie tylko krajowe, ale i międzynarodowe zbiory (Kraków, Wrocław, Toruń). W Warszawie trwają prace nad zbudowaniem Muzeum Sztuki Nowoczesnej, które działa w tymczasowej siedzibie, tworząc międzynarodową kolekcję sztuki współczesnej otwartą dla publiczności od 2013 roku.

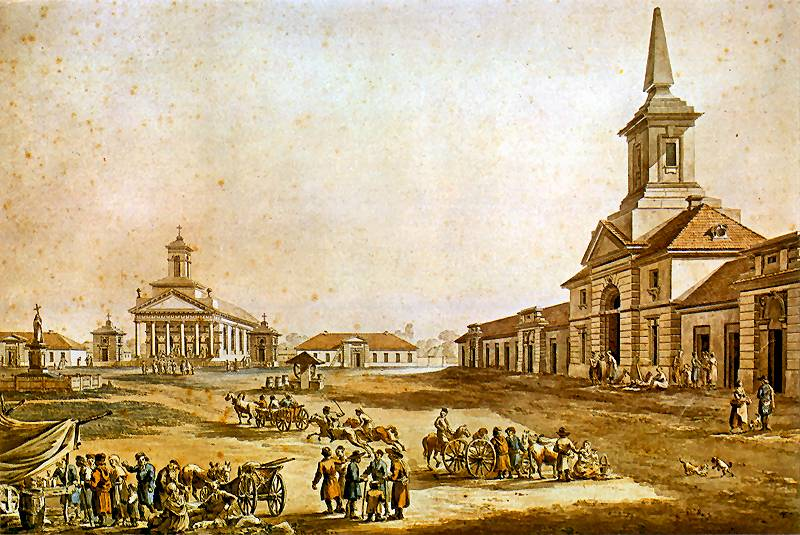
Zygmunt Vogel, Widok na rynek w Kocku
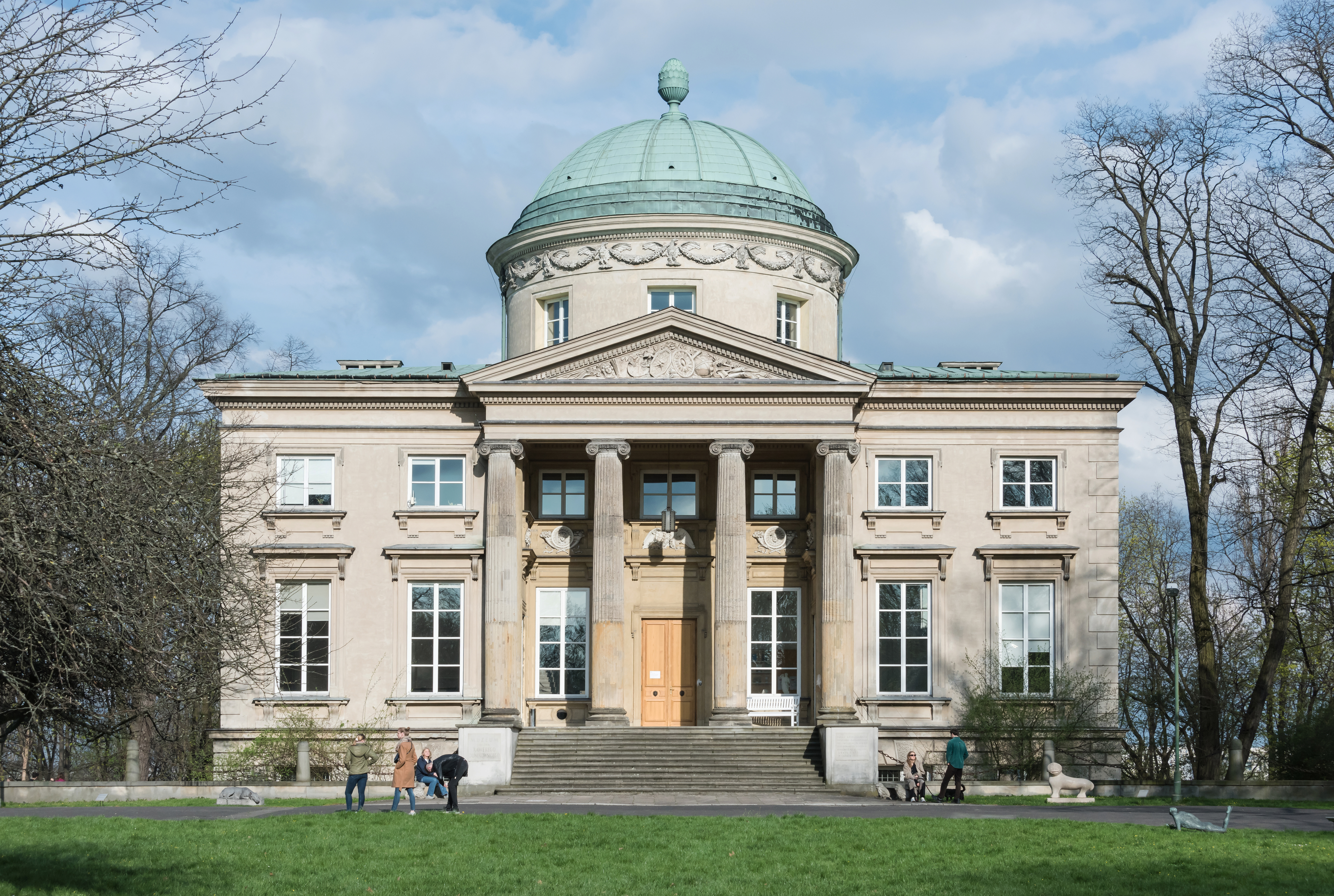
Dominik Merlini, Królikarnia w Warszawie
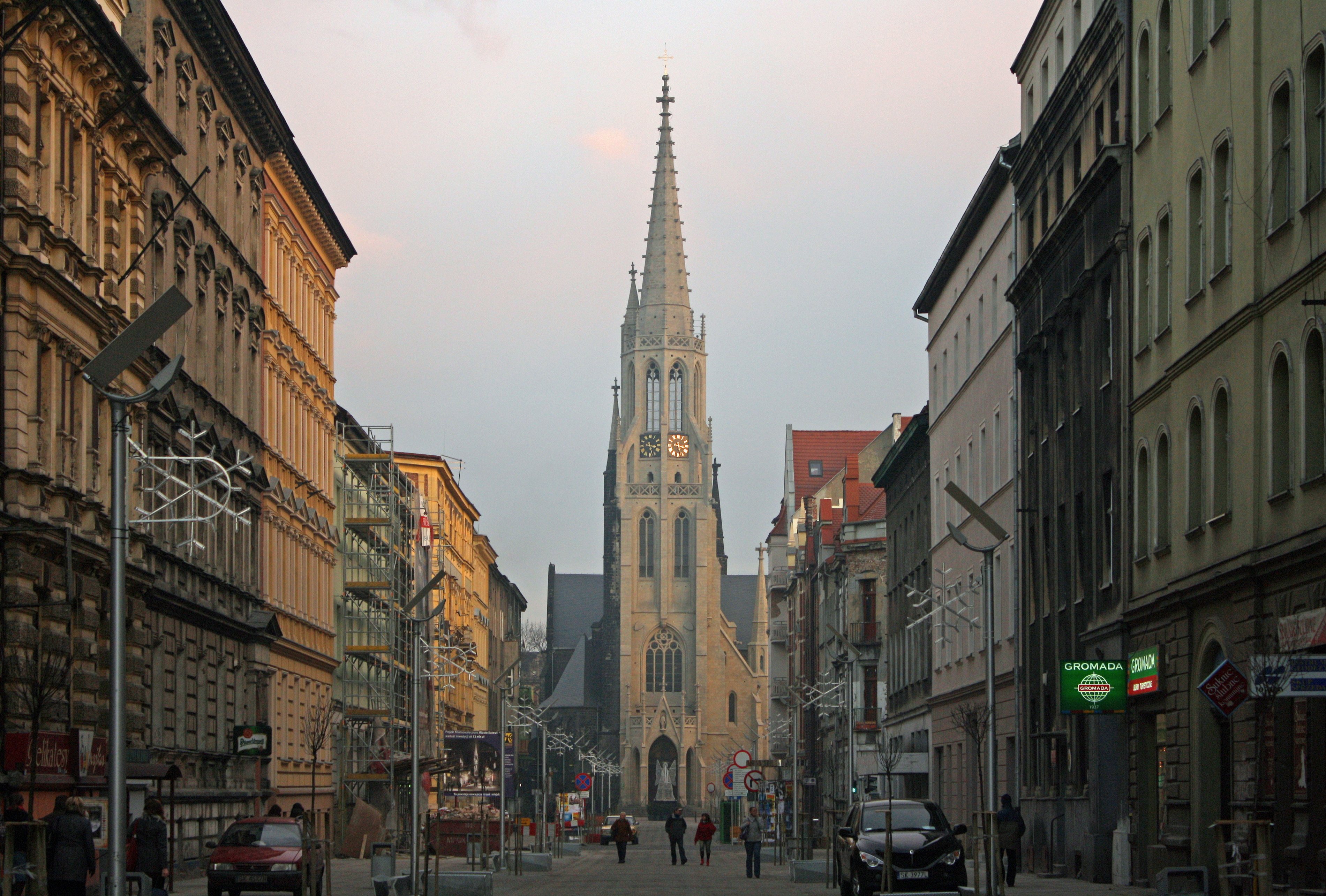
Ul. Mariacka w Katowicach, z kościołem NMP (proj. Alexis Langer)
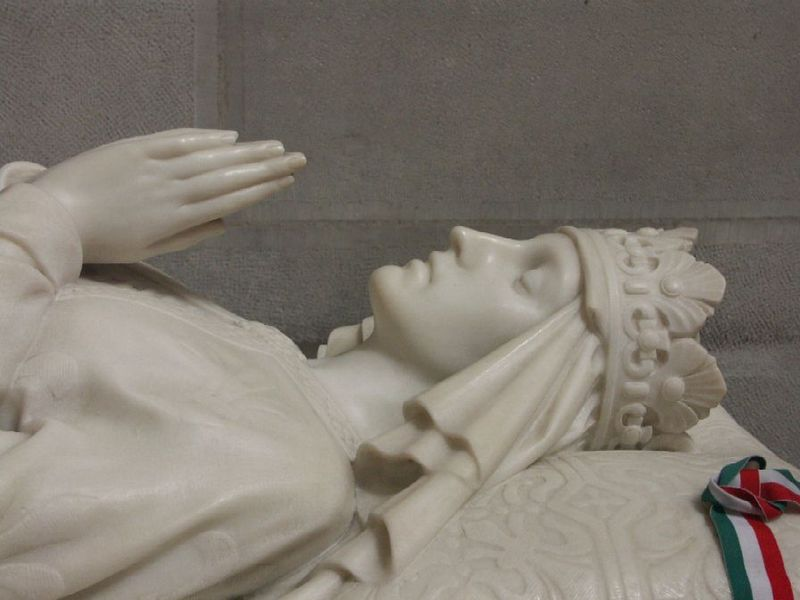
Antoni Madeyski, sarkofag królowej Jadwigi
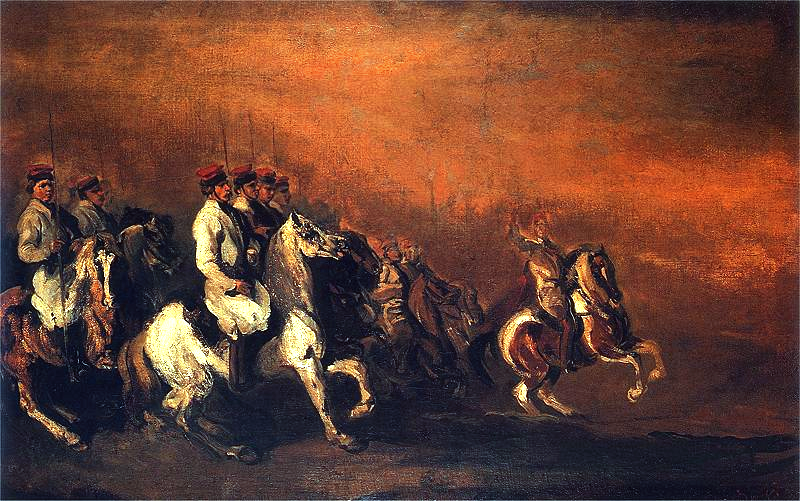
Piotr Michałowski, Krakusi, 1855
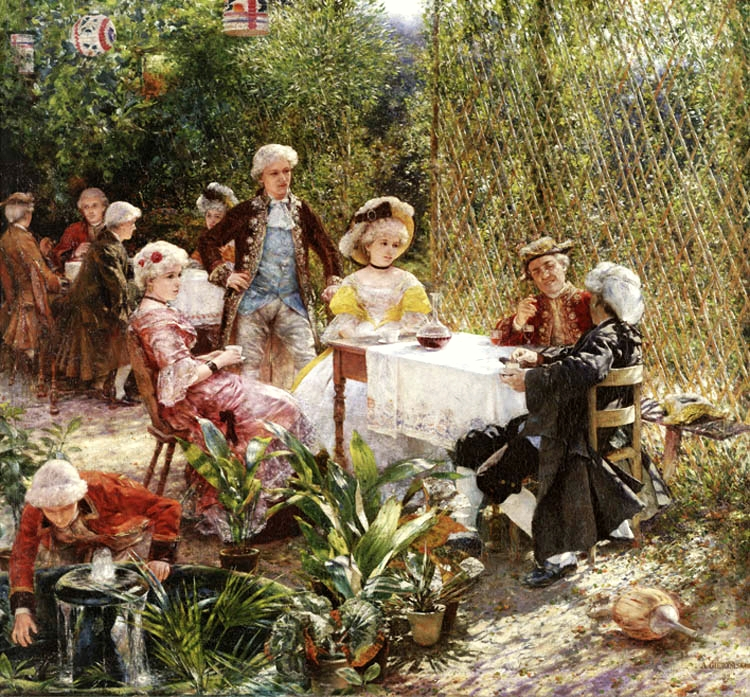
Aleksander Gierymski, W altanie, 1882
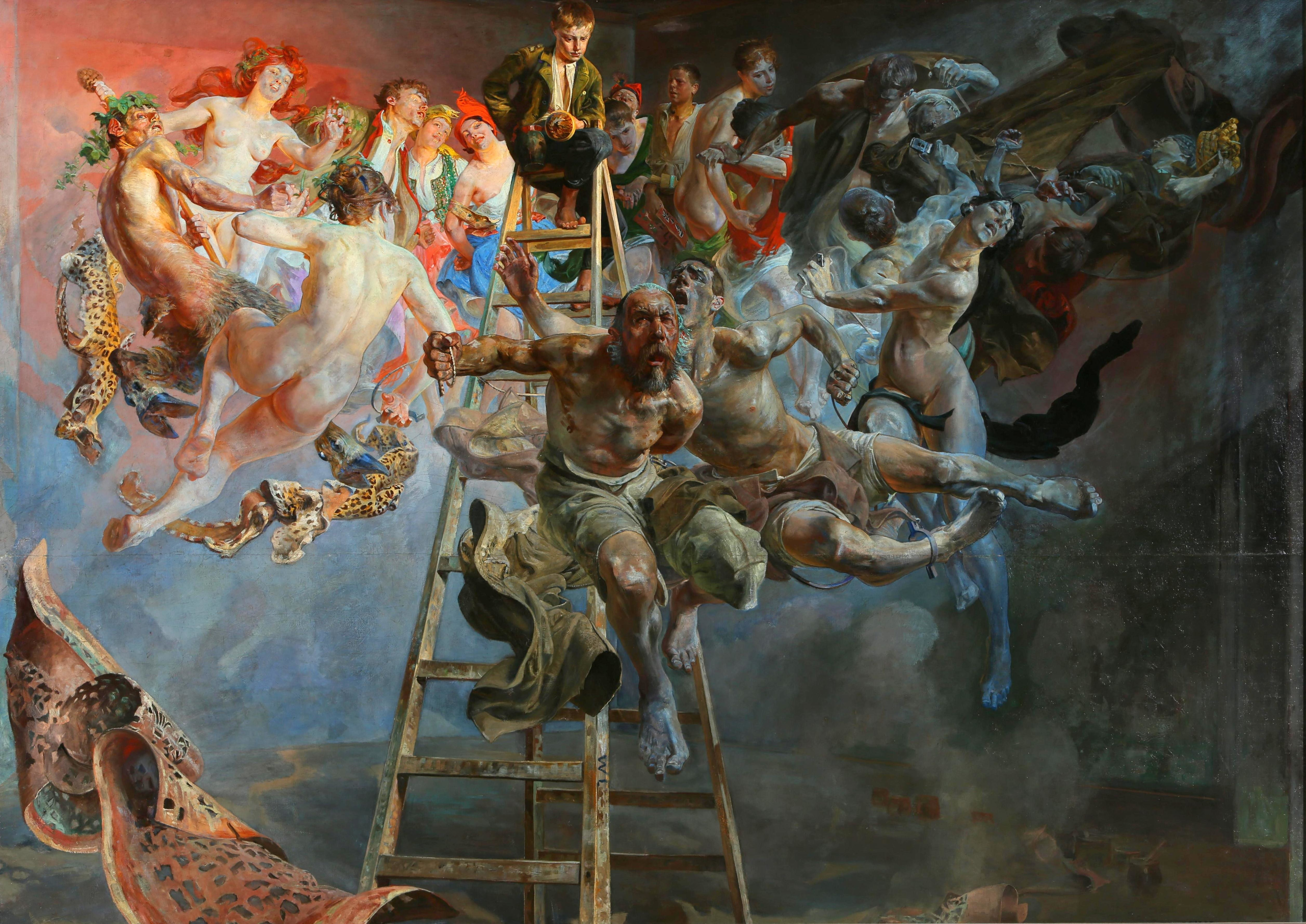
Jacek Malczewski, Błędne koło, 1897
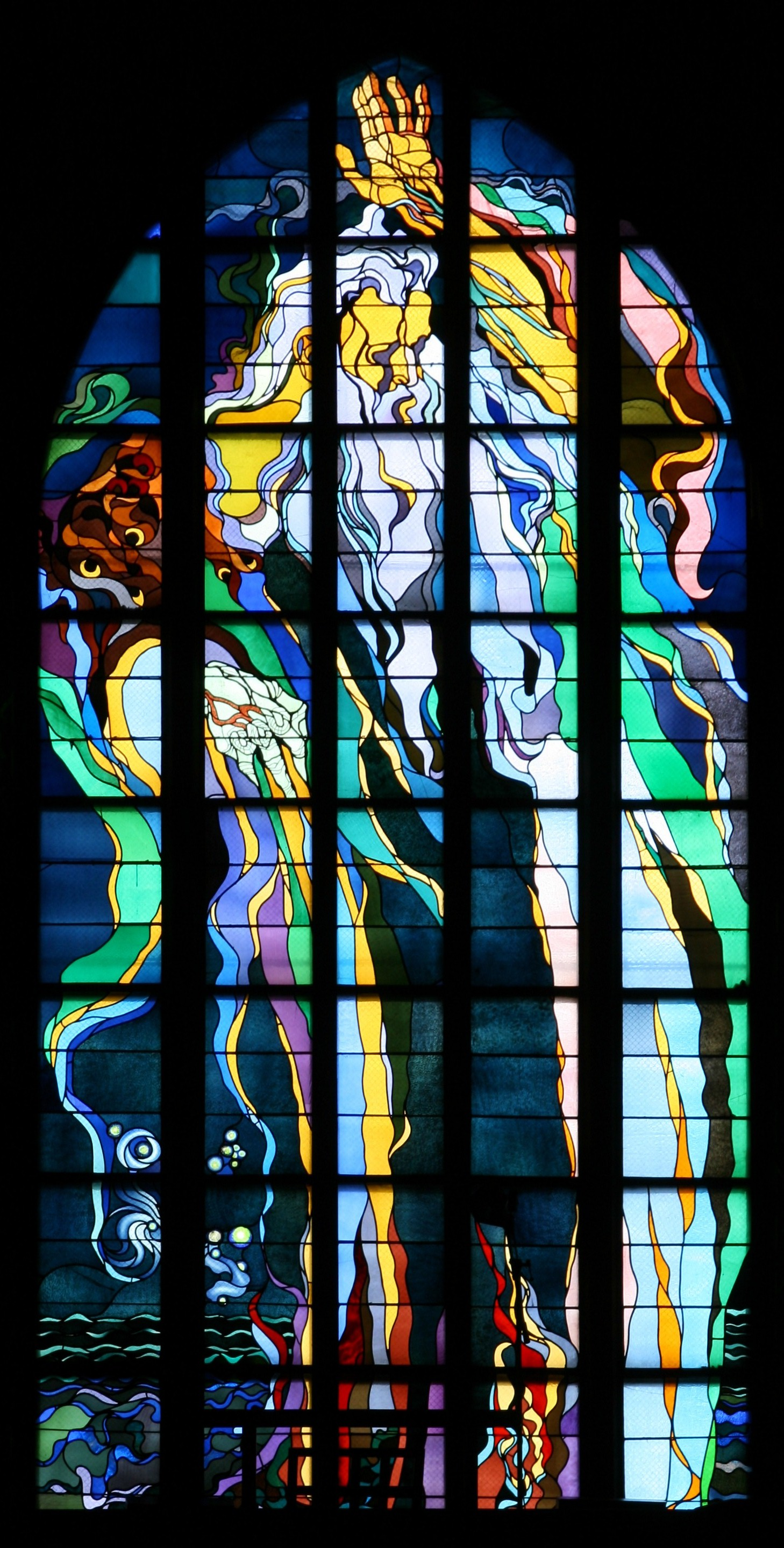
Stanisław Wyspiański, Bóg Ojciec, witraż w kościele Franciszkanów w Krakowie
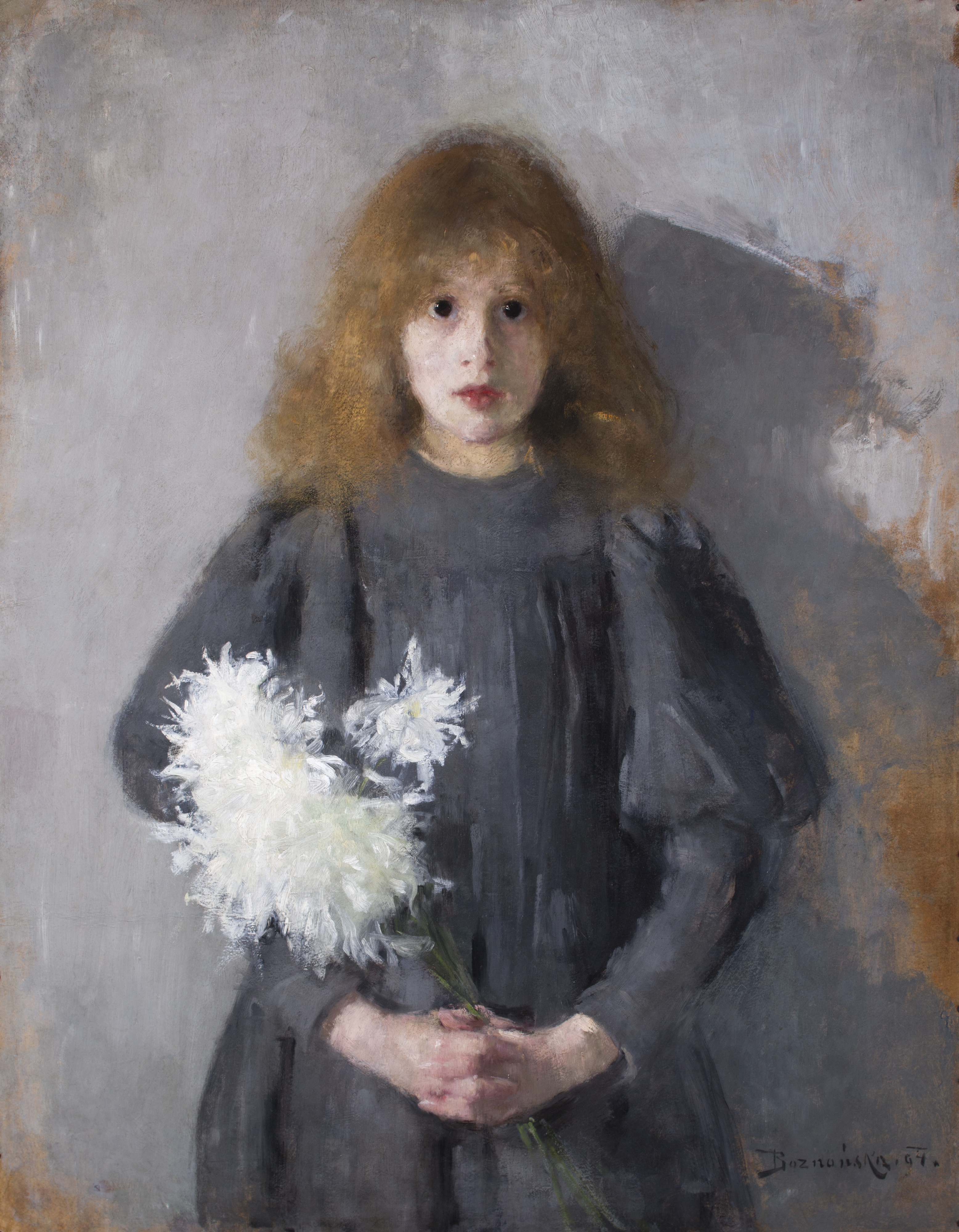
Olga Boznańska, Dziewczynka z chryzantemami, 1894
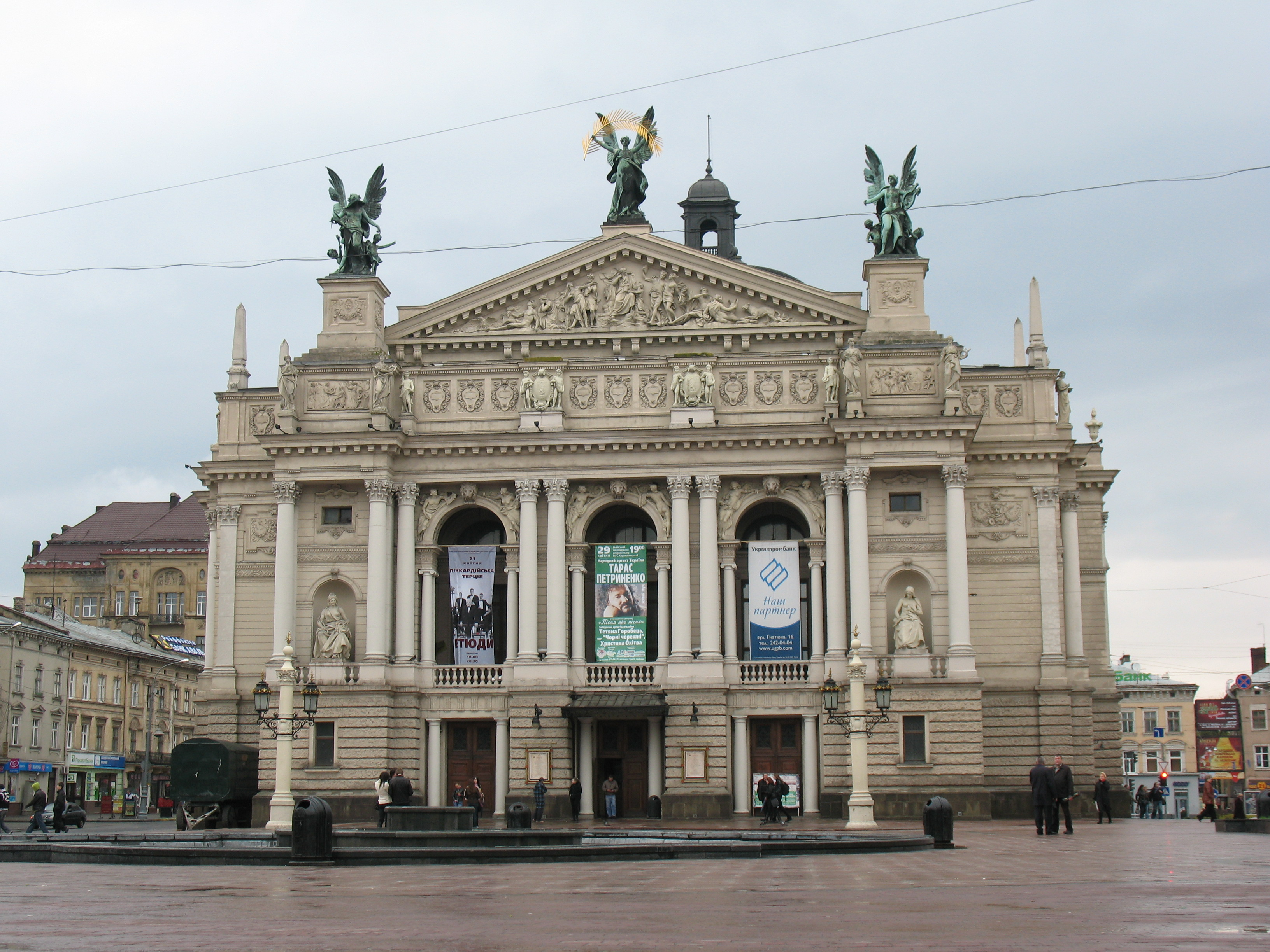
Zygmunt Gorgolewski, Teatr Miejski we Lwowie, 1895
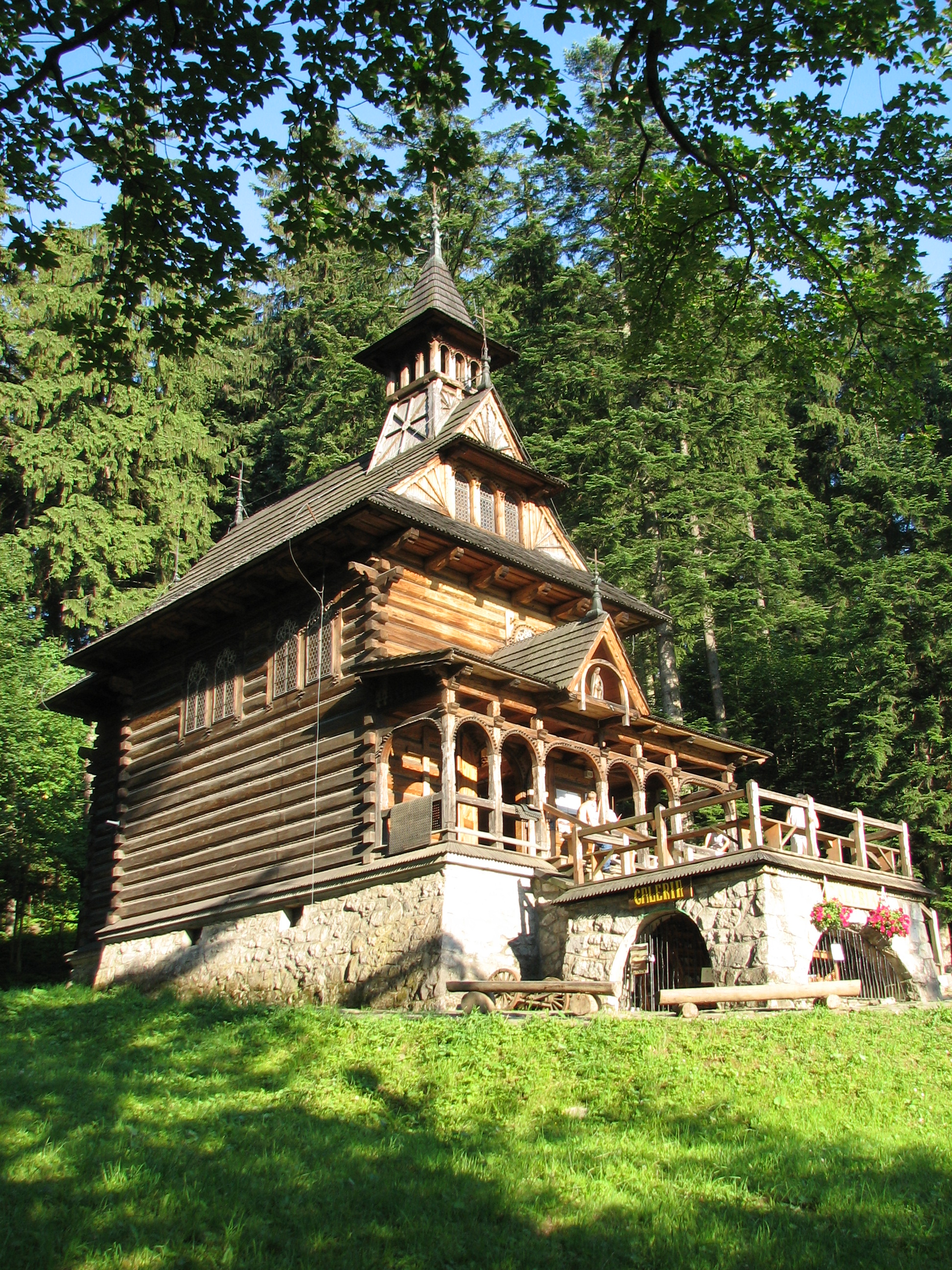
Styl zakopiański. Kaplica Najświętszego Serca Jezusa w Jaszczurówce
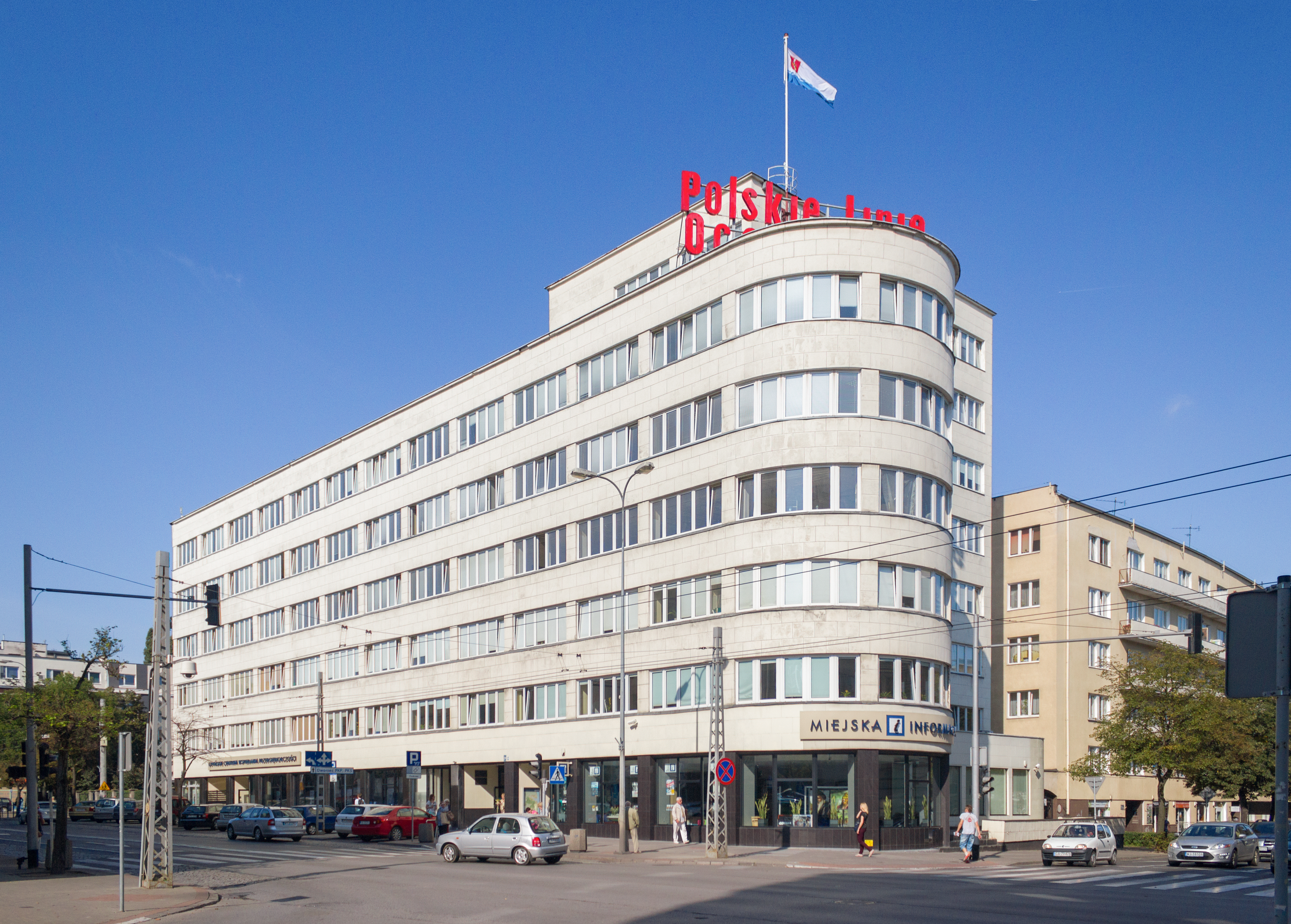
Modernistyczny gmach Polskich Linii Oceanicznych w Gdyni, 1936
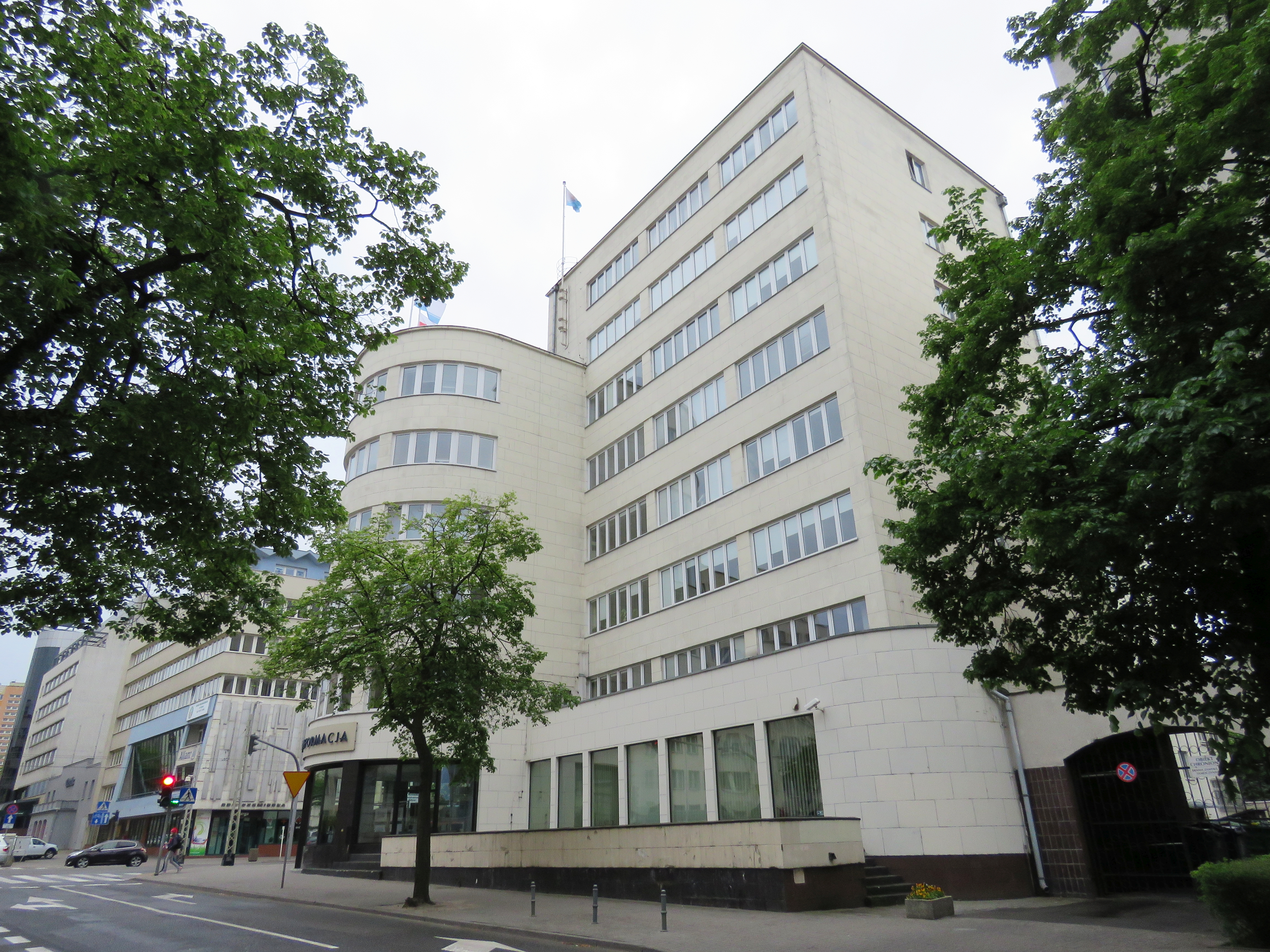
Modernistyczny gmach Polskich Linii Oceanicznych w Gdyni (widok na dwa tarasy dawnej kawiarni), 1936
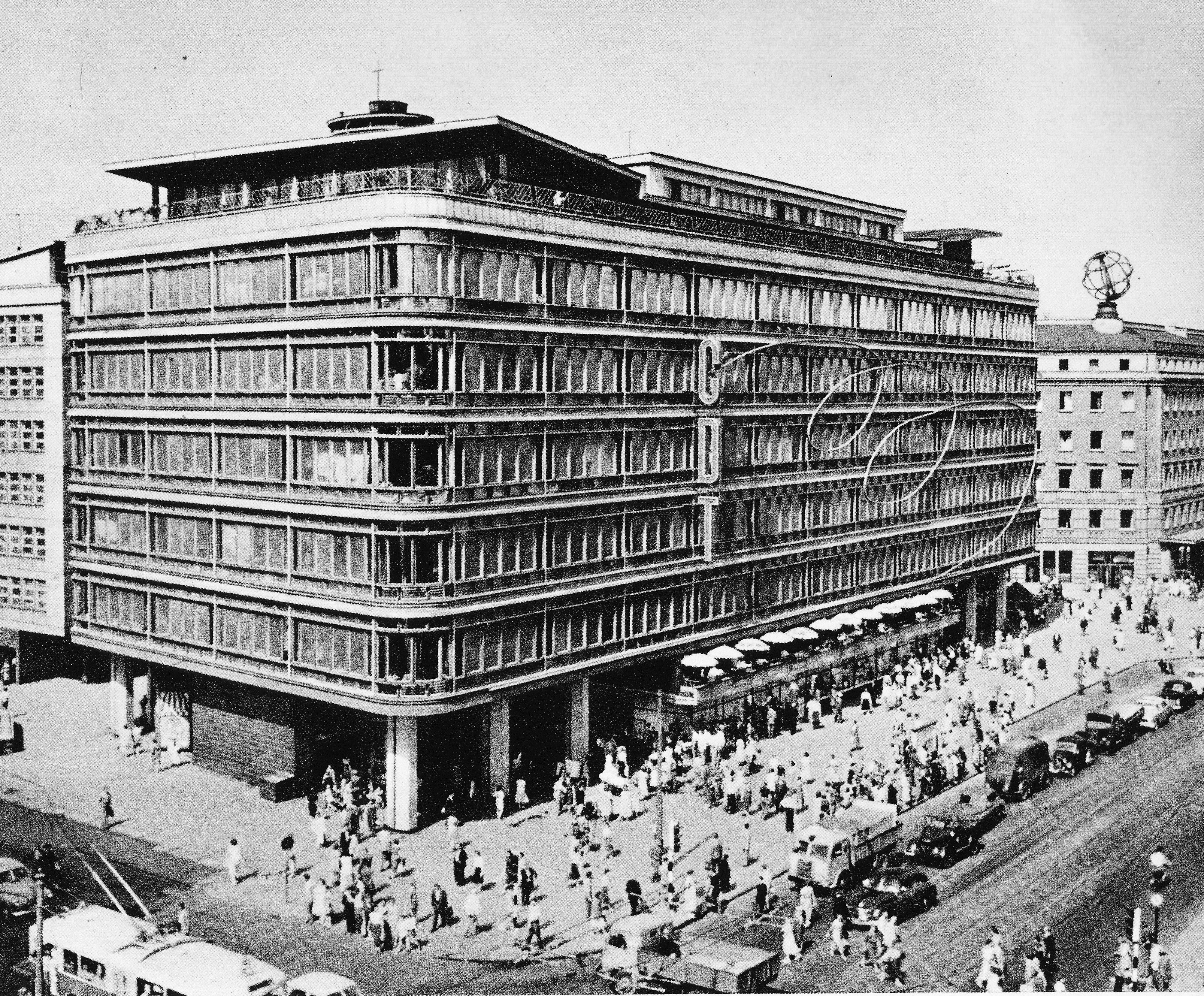
Centralny Dom Towarowy w Warszawie, 1951. Przykładfunkcjonalizmu[potrzebny przypis] w architekturze polskiej XX w.
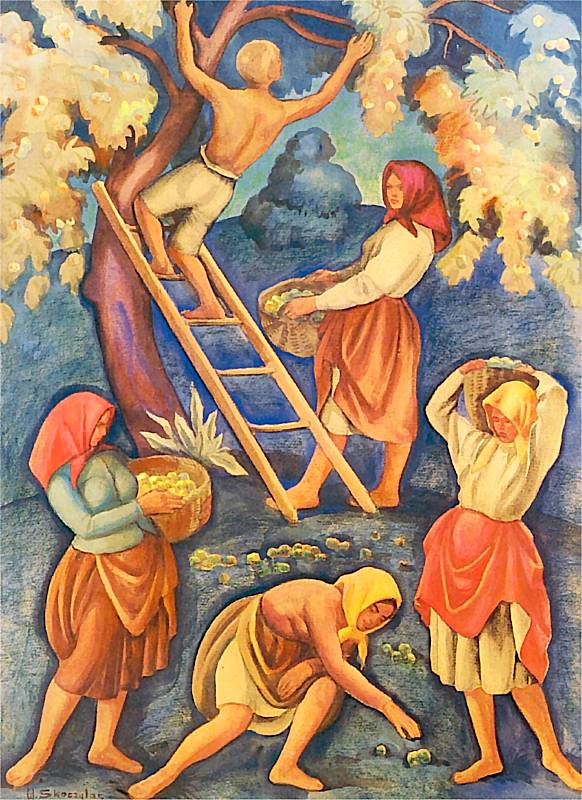
Władysław Skoczylas, Owocobranie, 1925
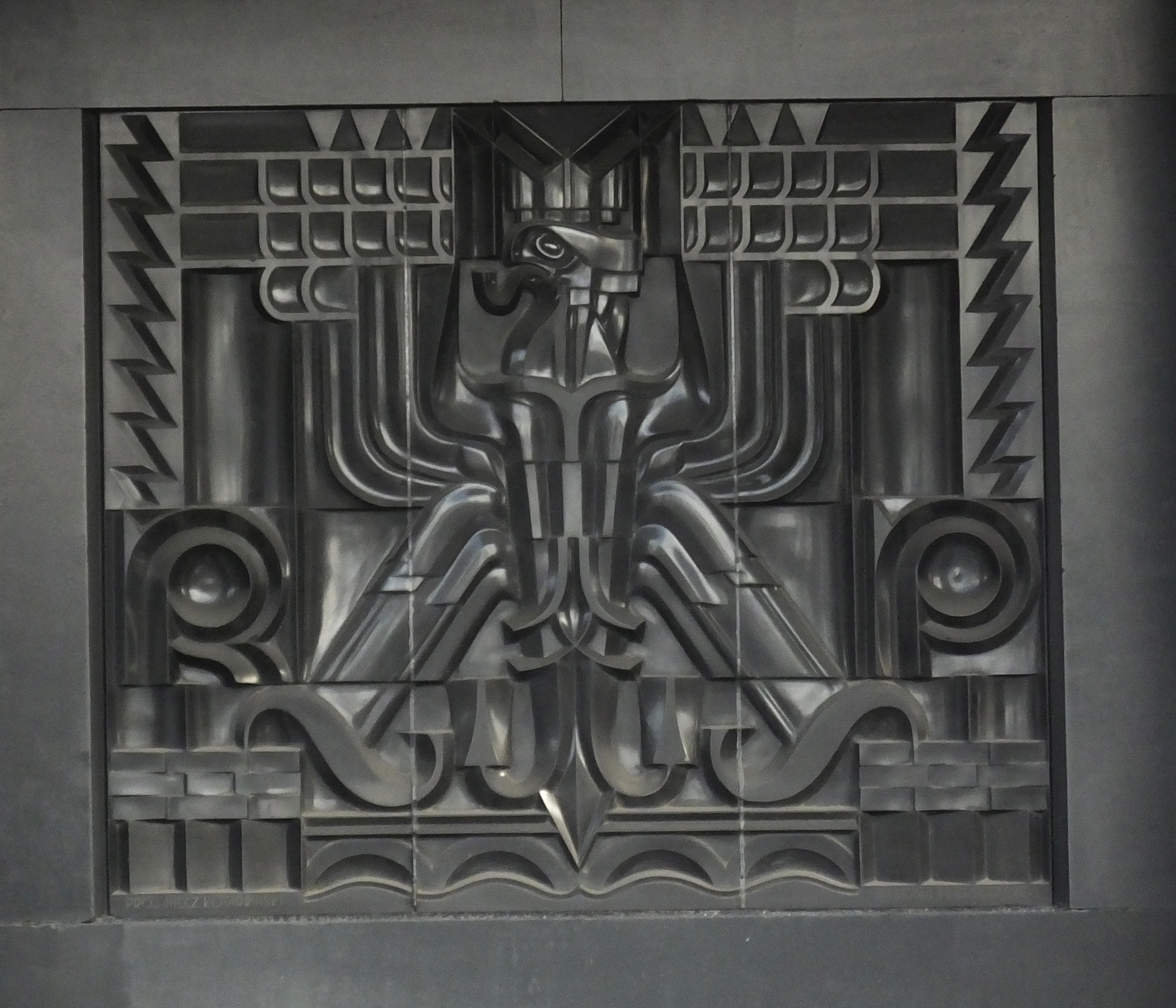
Mieczysław Kotarbiński, bazaltowy relief przedstawiający godło Polski w stylu art déco, Warszawa, 1931
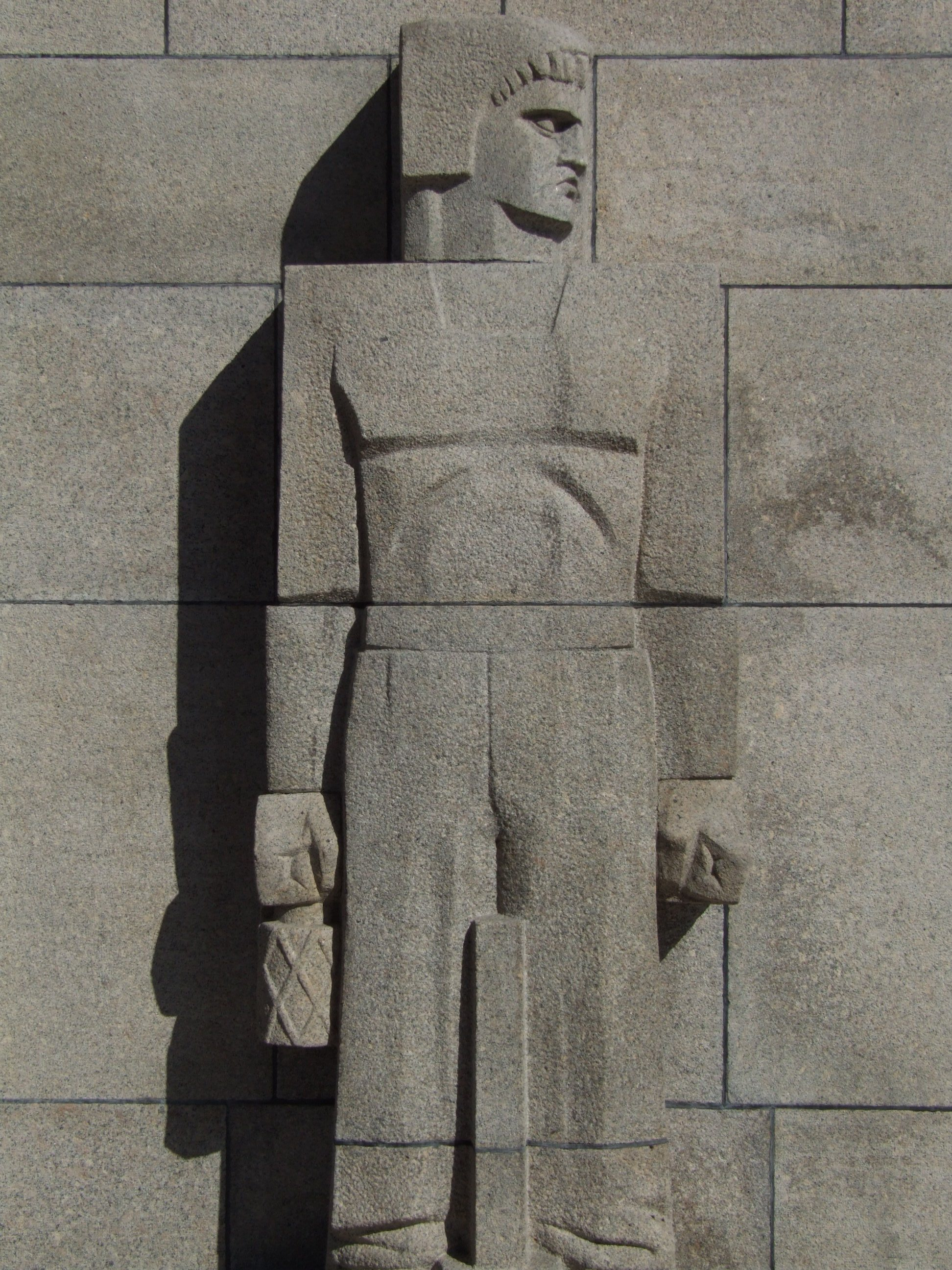
Xawery Dunikowski, pomnik Czynu Powstańczego (fragment), 1946
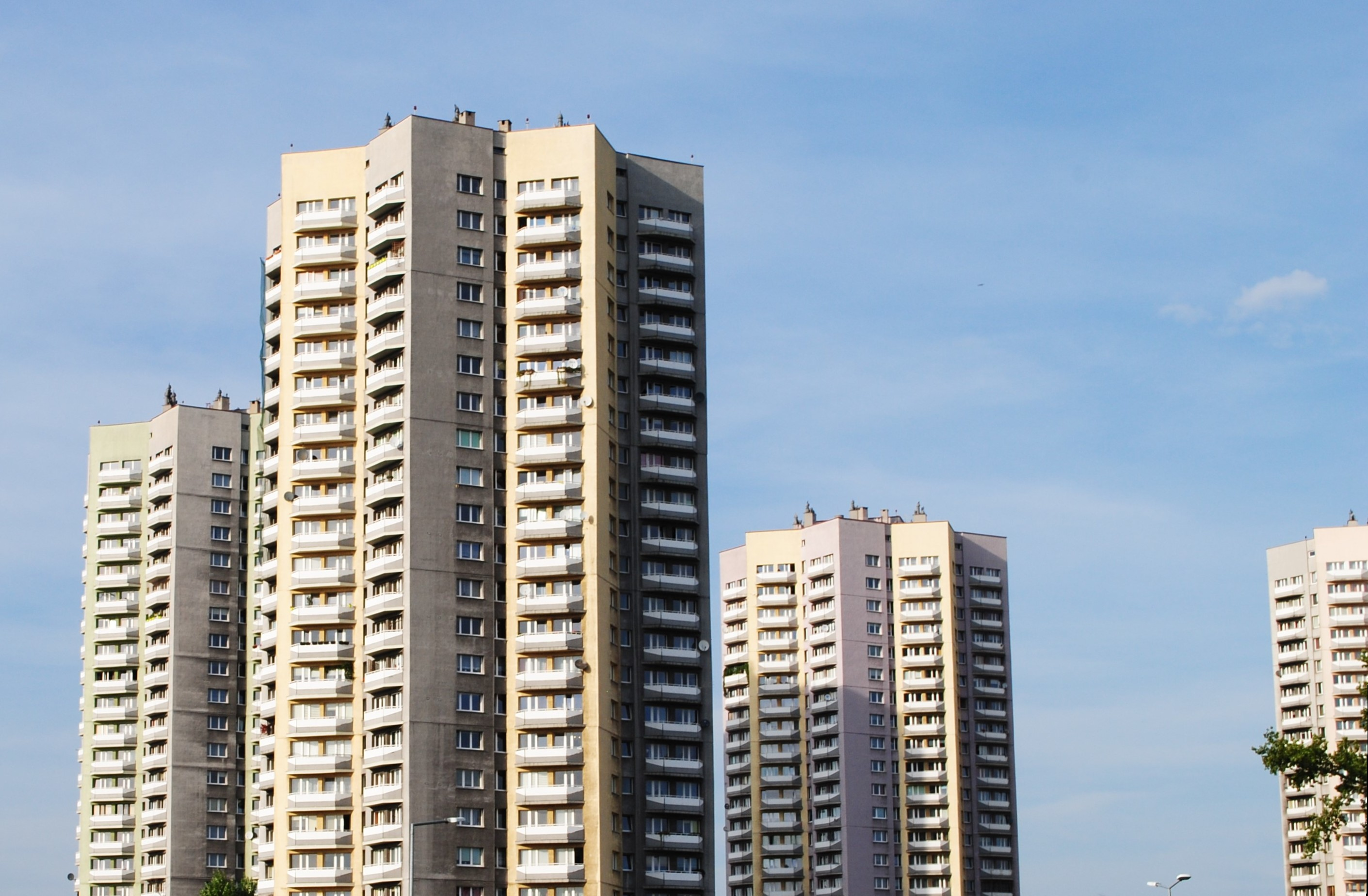
Henryk Buszko, Aleksander Franta, „Gwiazdy” na Osiedlu Walentego Roździeńskiego w Katowicach
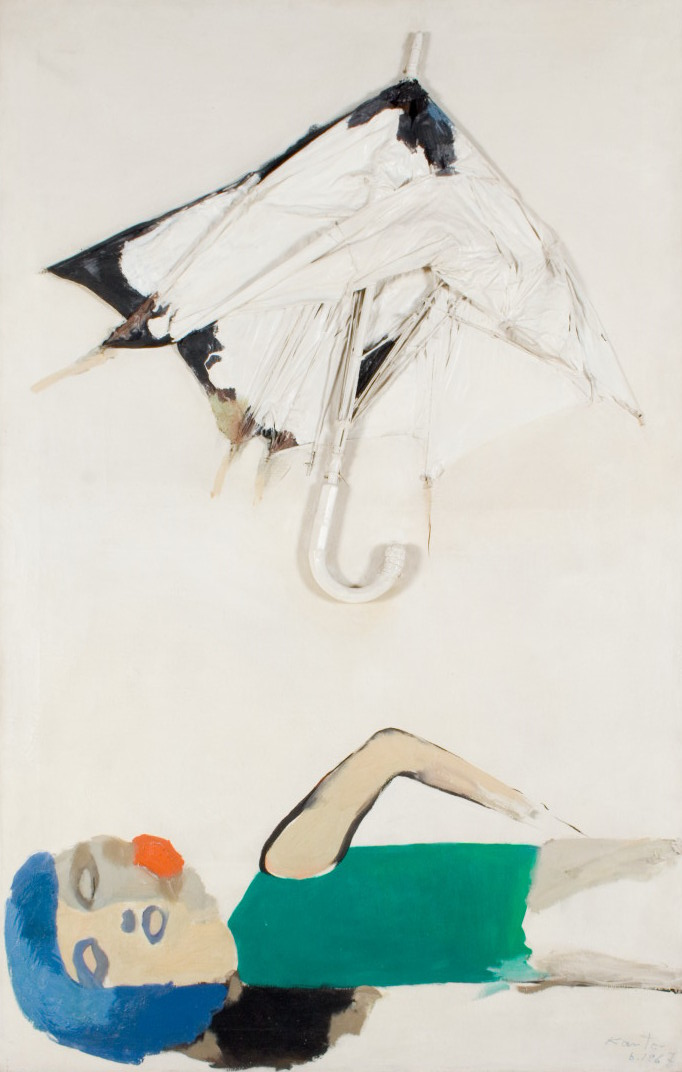
Tadeusz Kantor, Parasol i kobieta, 1967
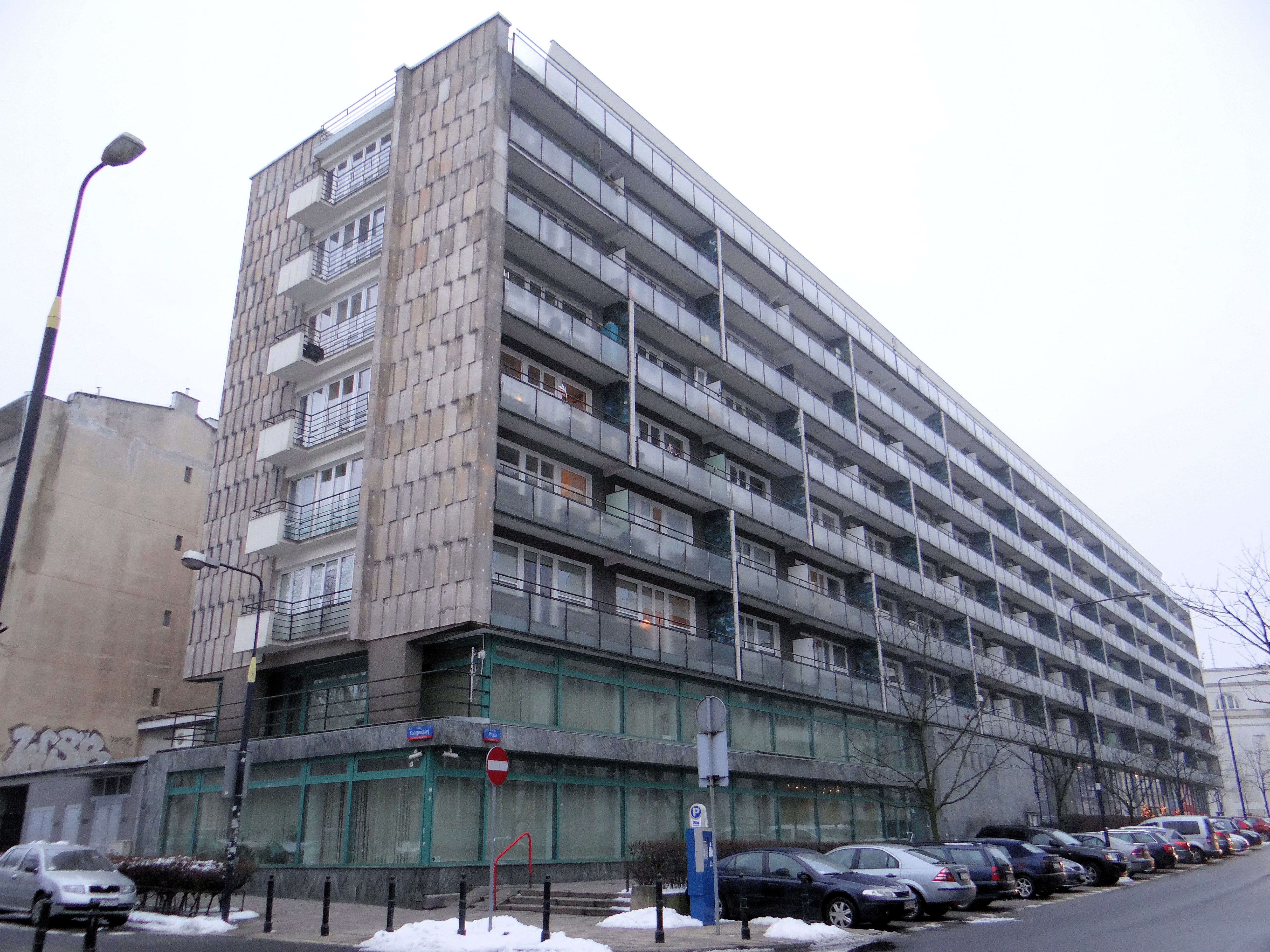
Jerzy Gieysztor, modernistyczny blok mieszkalny PAN w Warszawie przy ul. Wiejskiej 20, 1964.
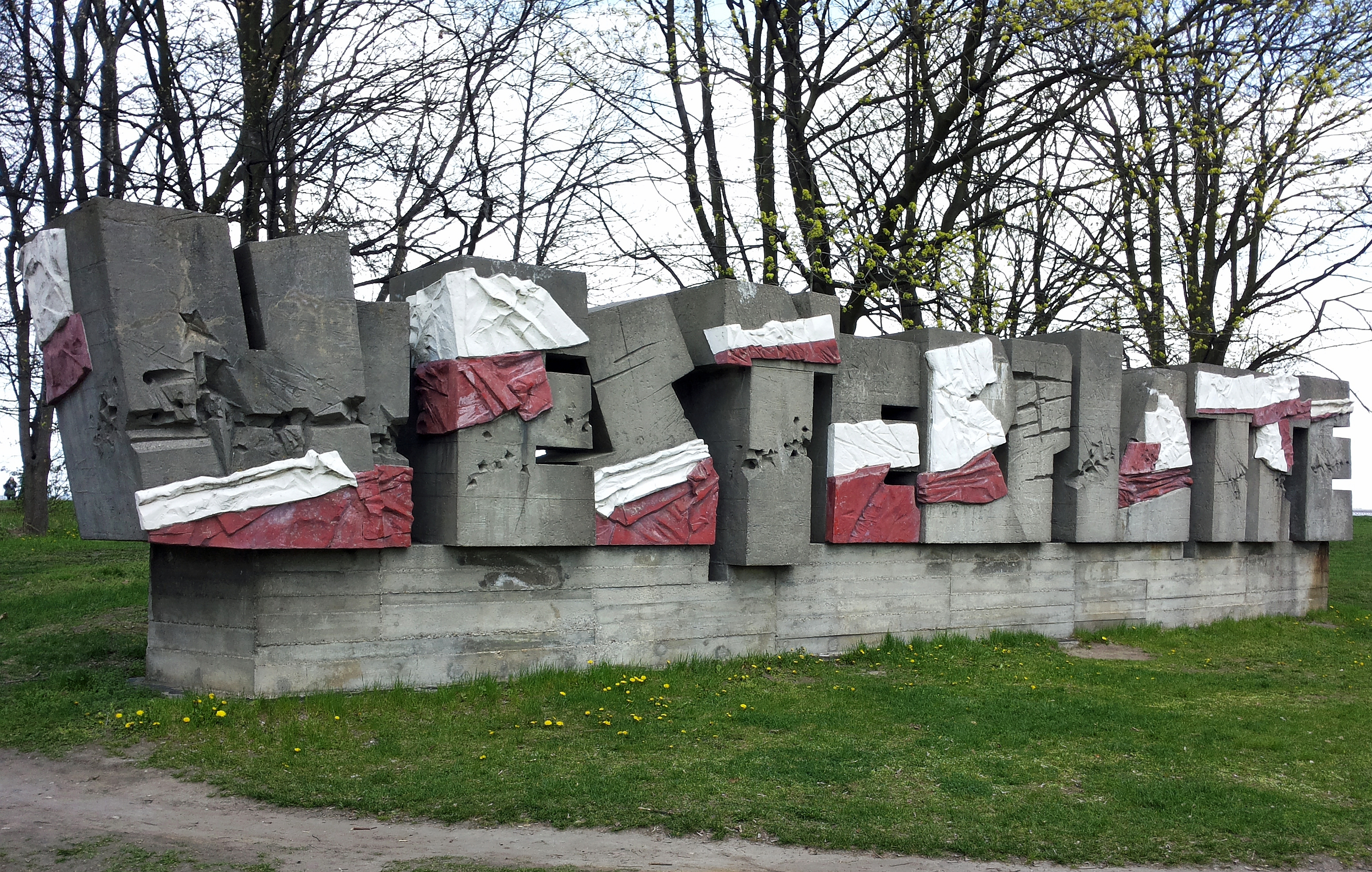
Franciszek Duszeńko, brutalistyczny pomnik „Westerplatte” z betonu zbrojonego w Gdańsku, 1966
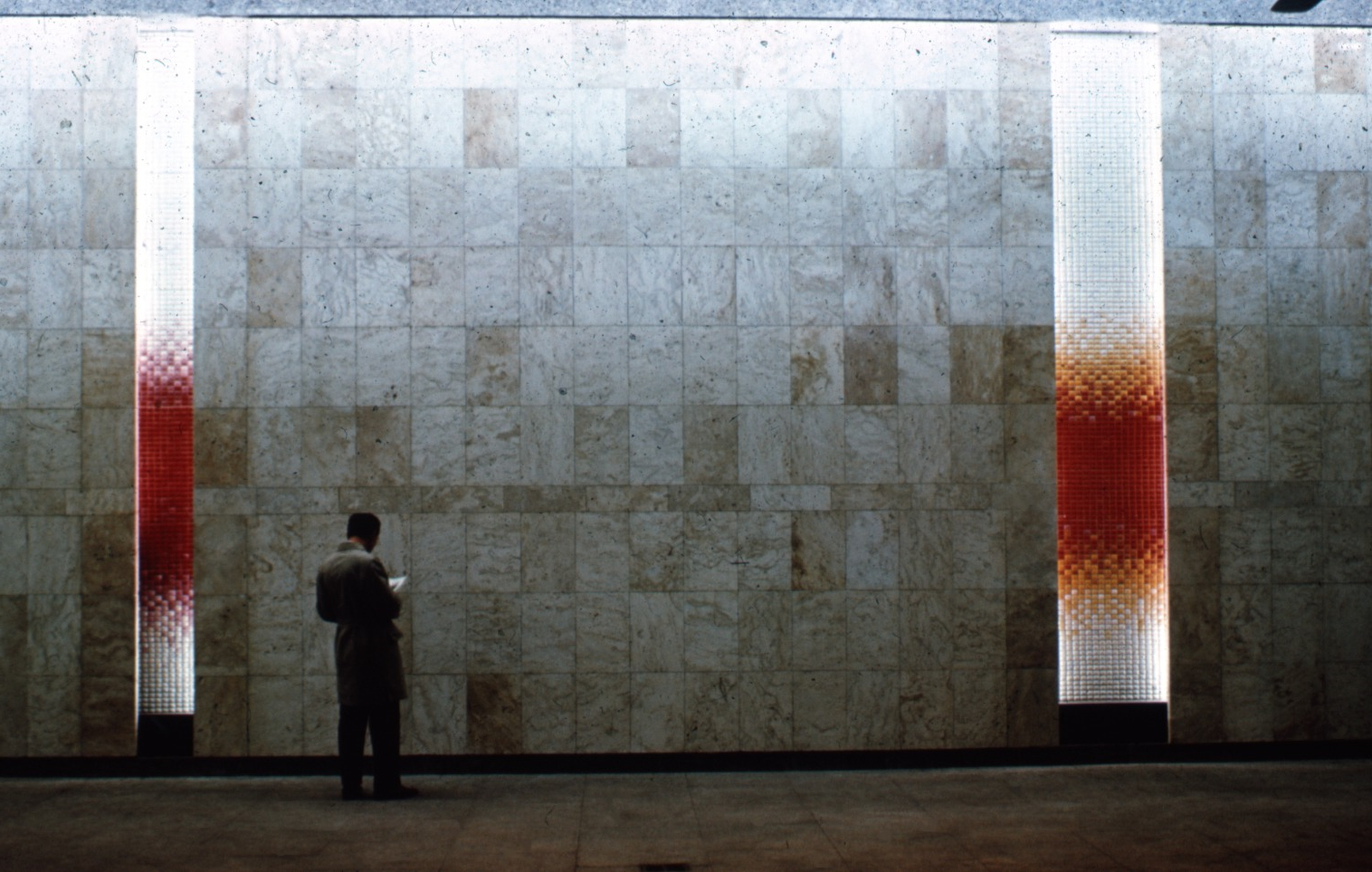
Wojciech Fangor, mozaiki ceramiczne w stylu op-art na nowo otwartym dworcu kolejowym Warszawa Śródmieście, 1963
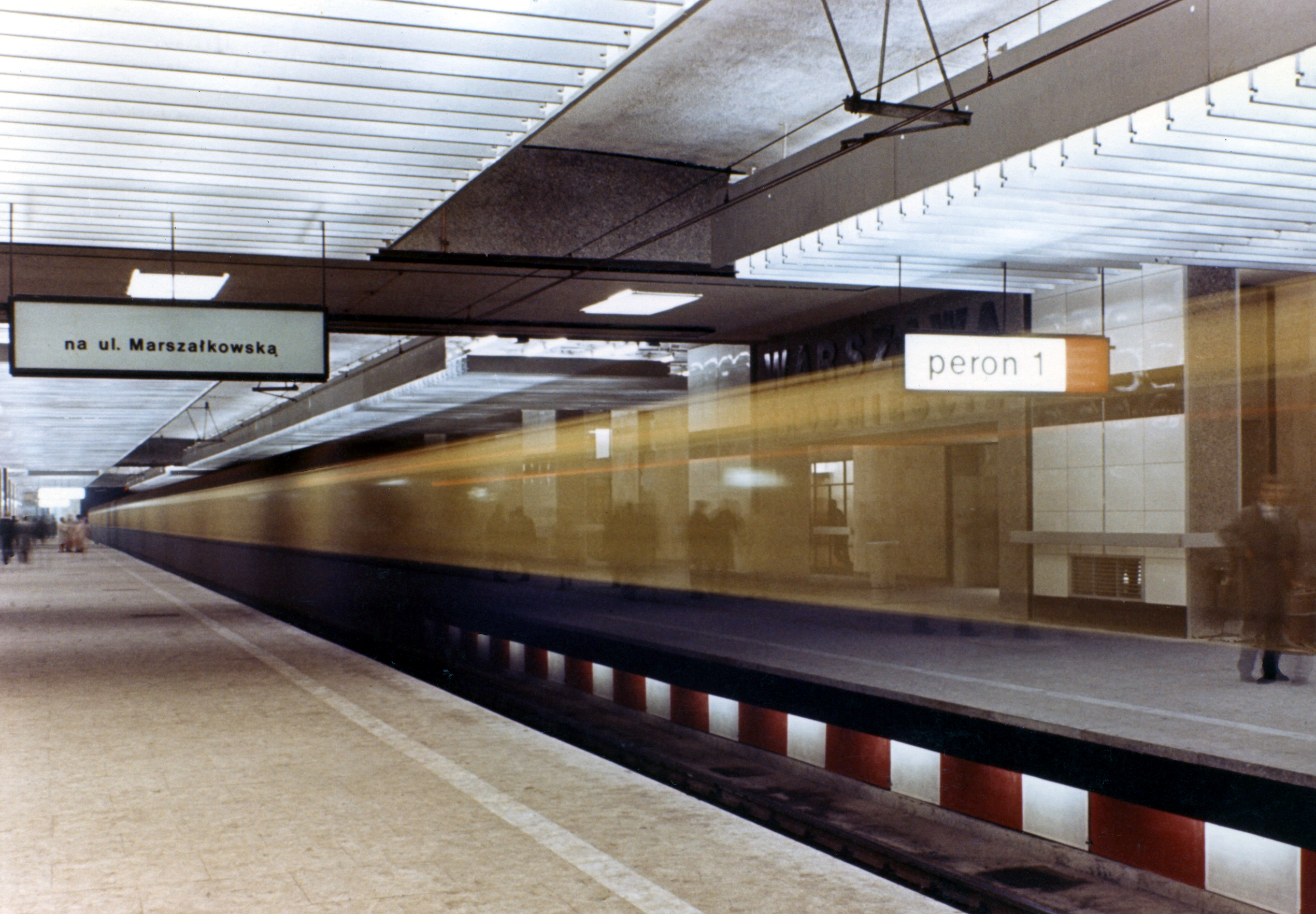
Jerzy Sołtan, nowo otwarty dworzec kolejowy Warszawa Śródmieście, 1963
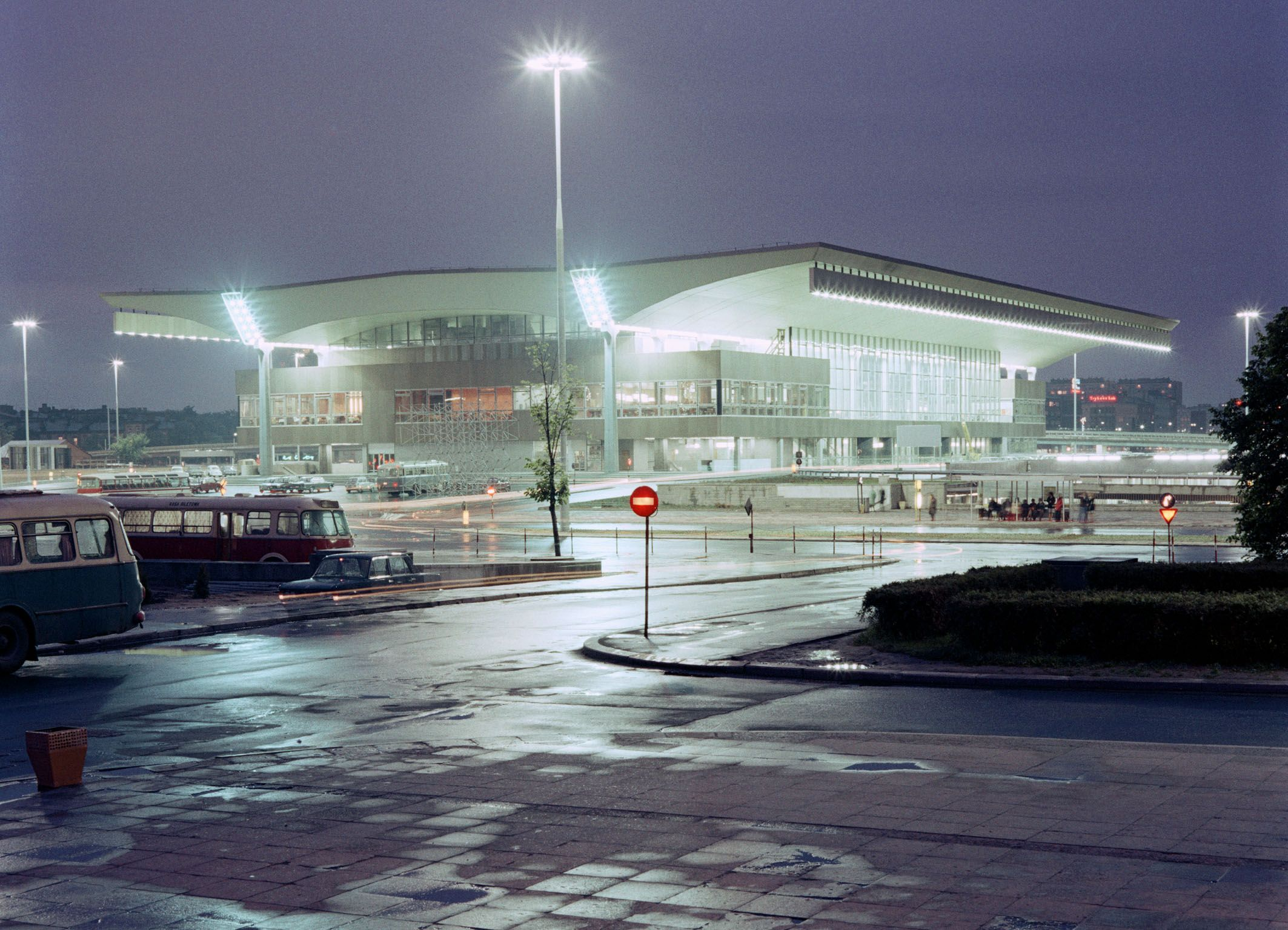
Arseniusz Romanowicz, nowo otwarty dworzec kolejowy Warszawa Centralna, 1975
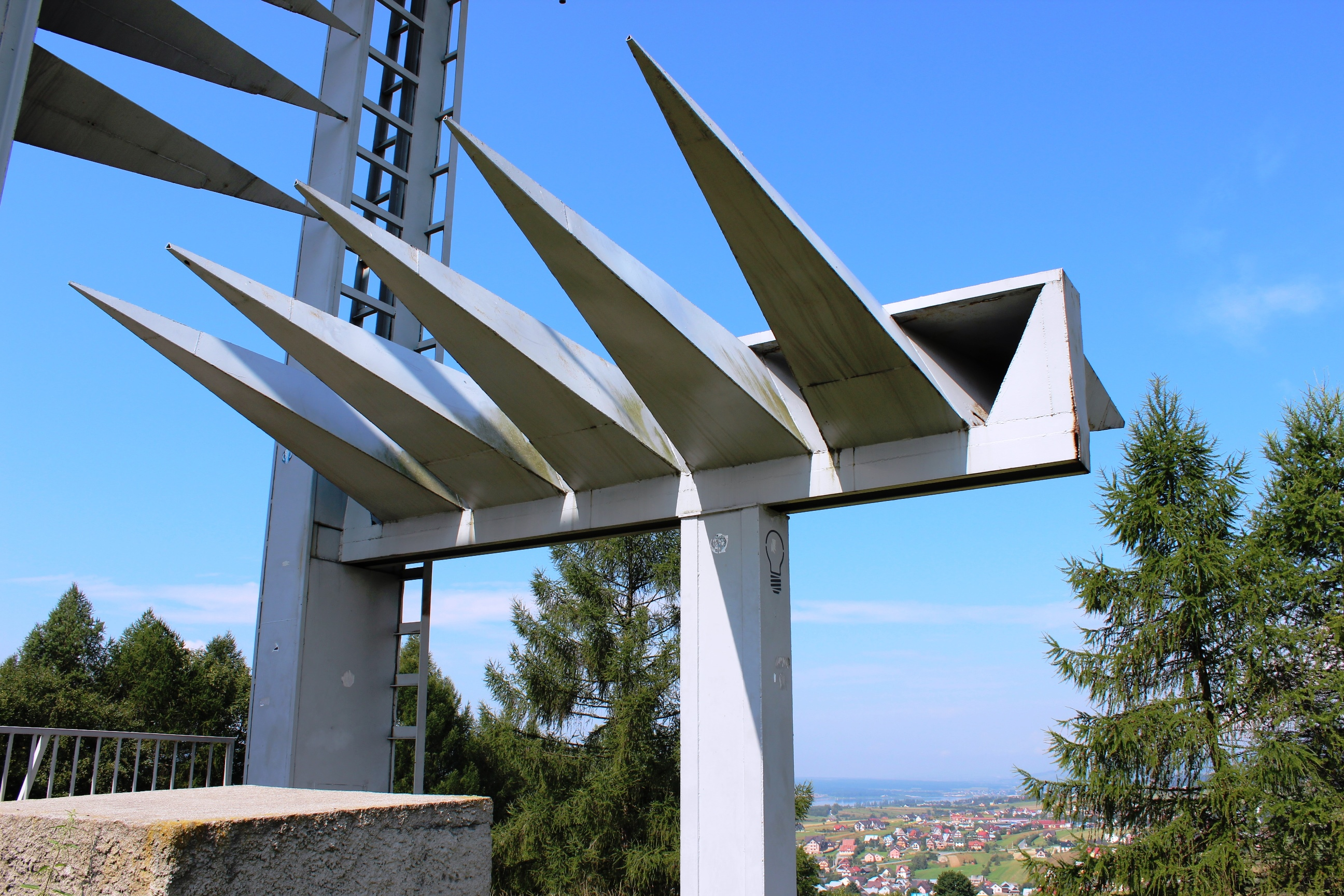
Władysław Hasior, rzeźba w stylu konstruktywizmu[potrzebny przypis] wpisana prowokacyjnie w krajobraz naturalny, żelazne Organy na przełęczy Snozka, 1966
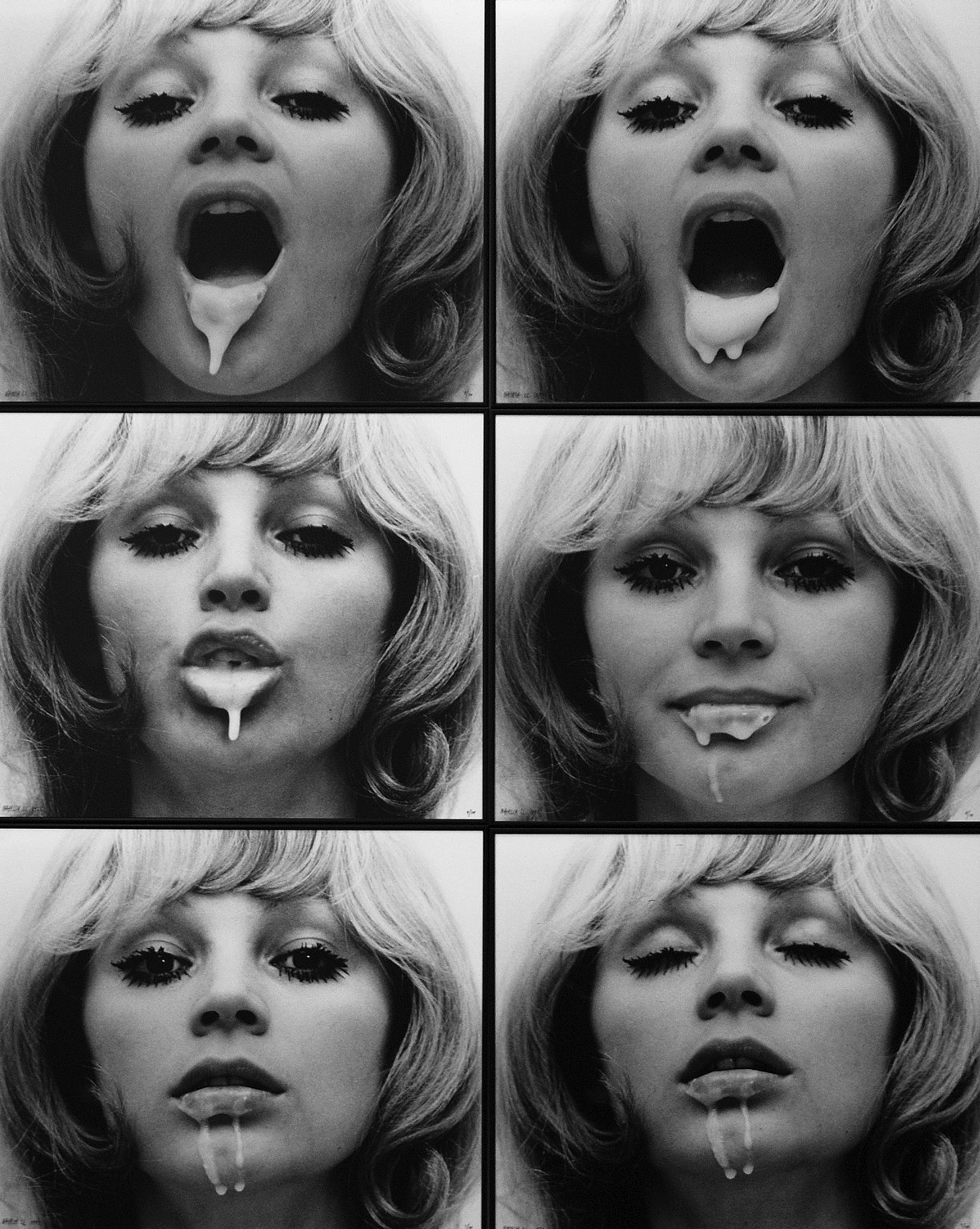
Natalia LL, Sztuka Postkonsumpcyjna, 1975
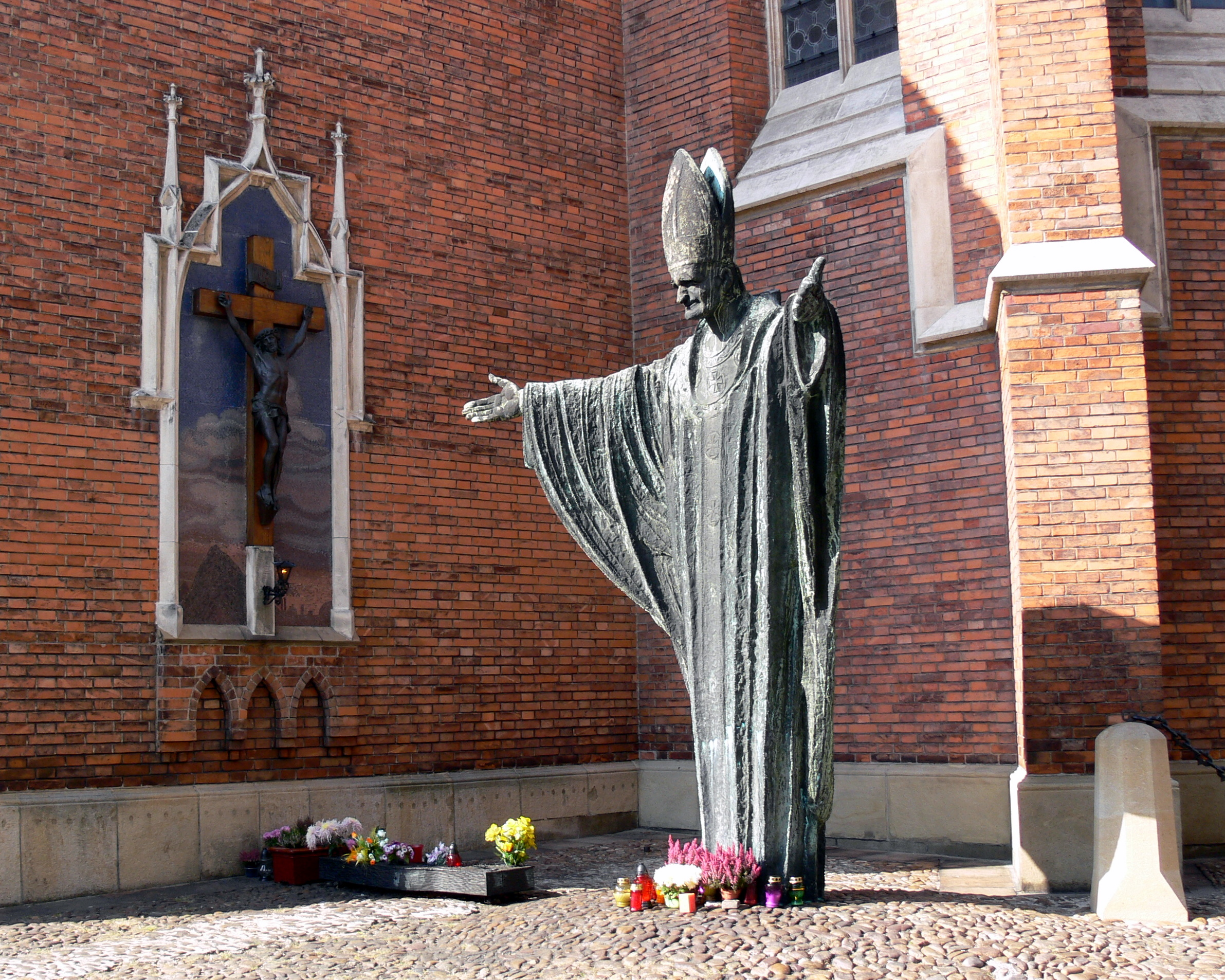
Bronisław Chromy, pomnik Jana Pawła II w Tarnowie
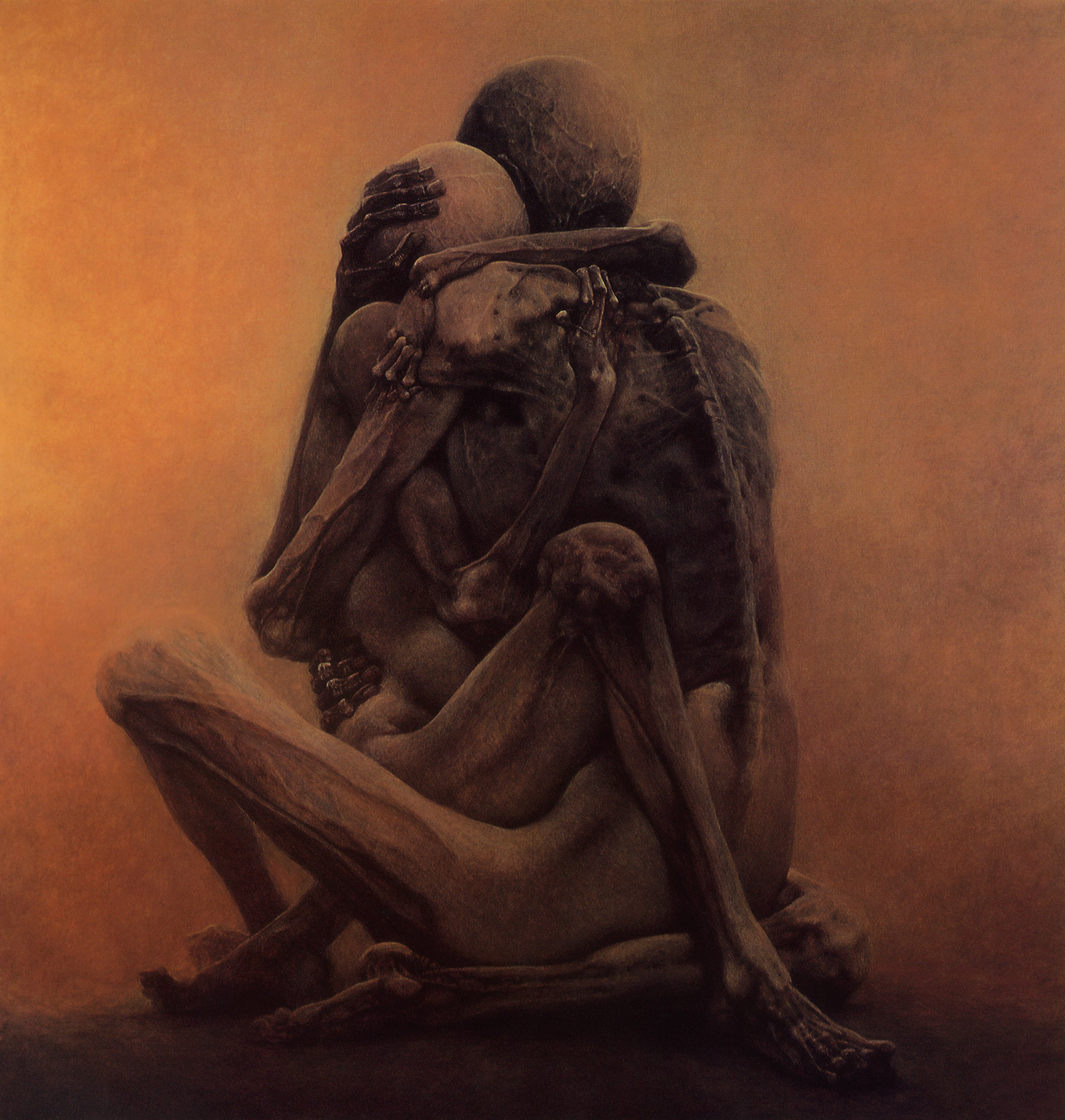
Zdzisław Beksiński, Bez tytułu, 1984
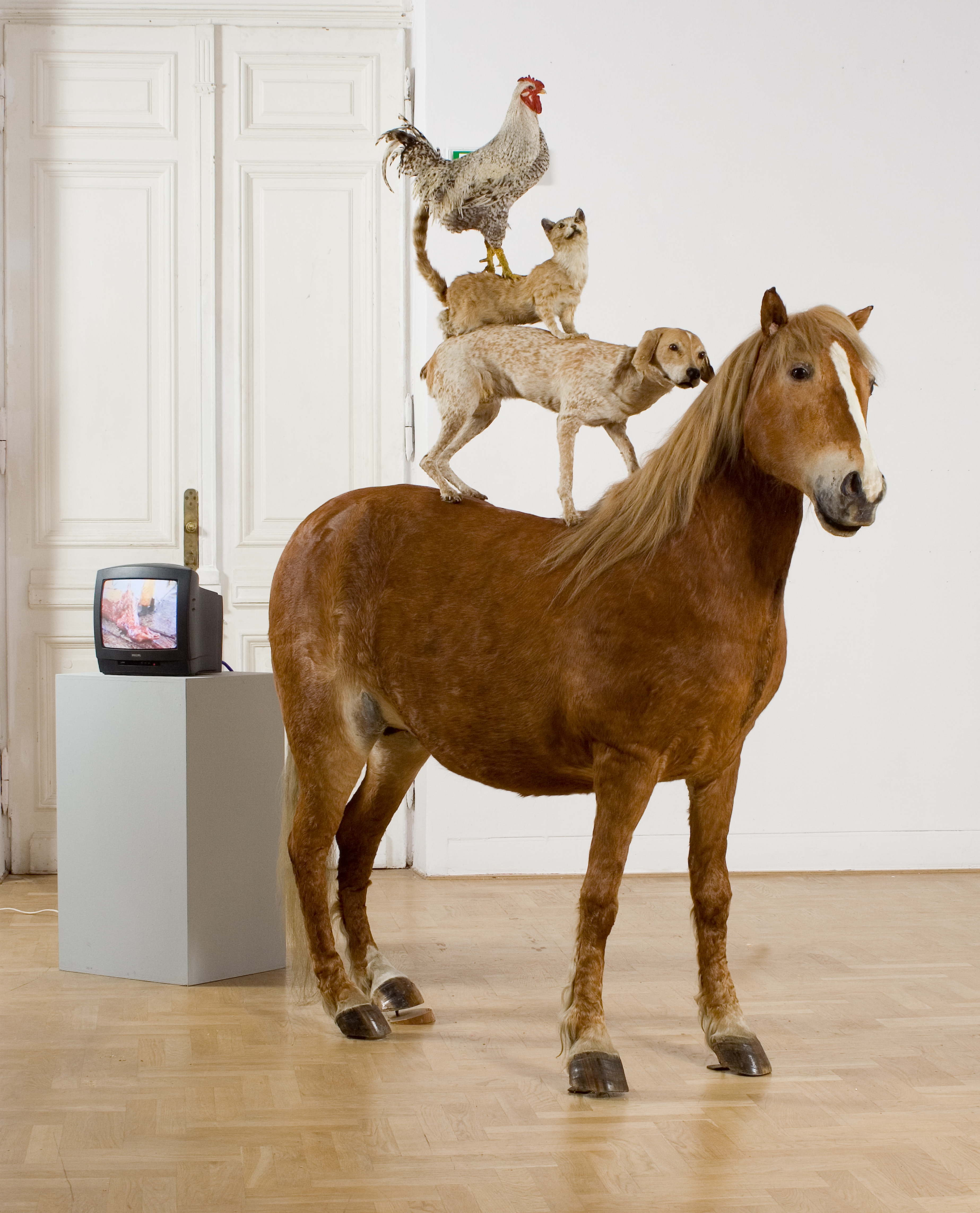
Katarzyna Kozyra, Piramida zwierząt, 1993
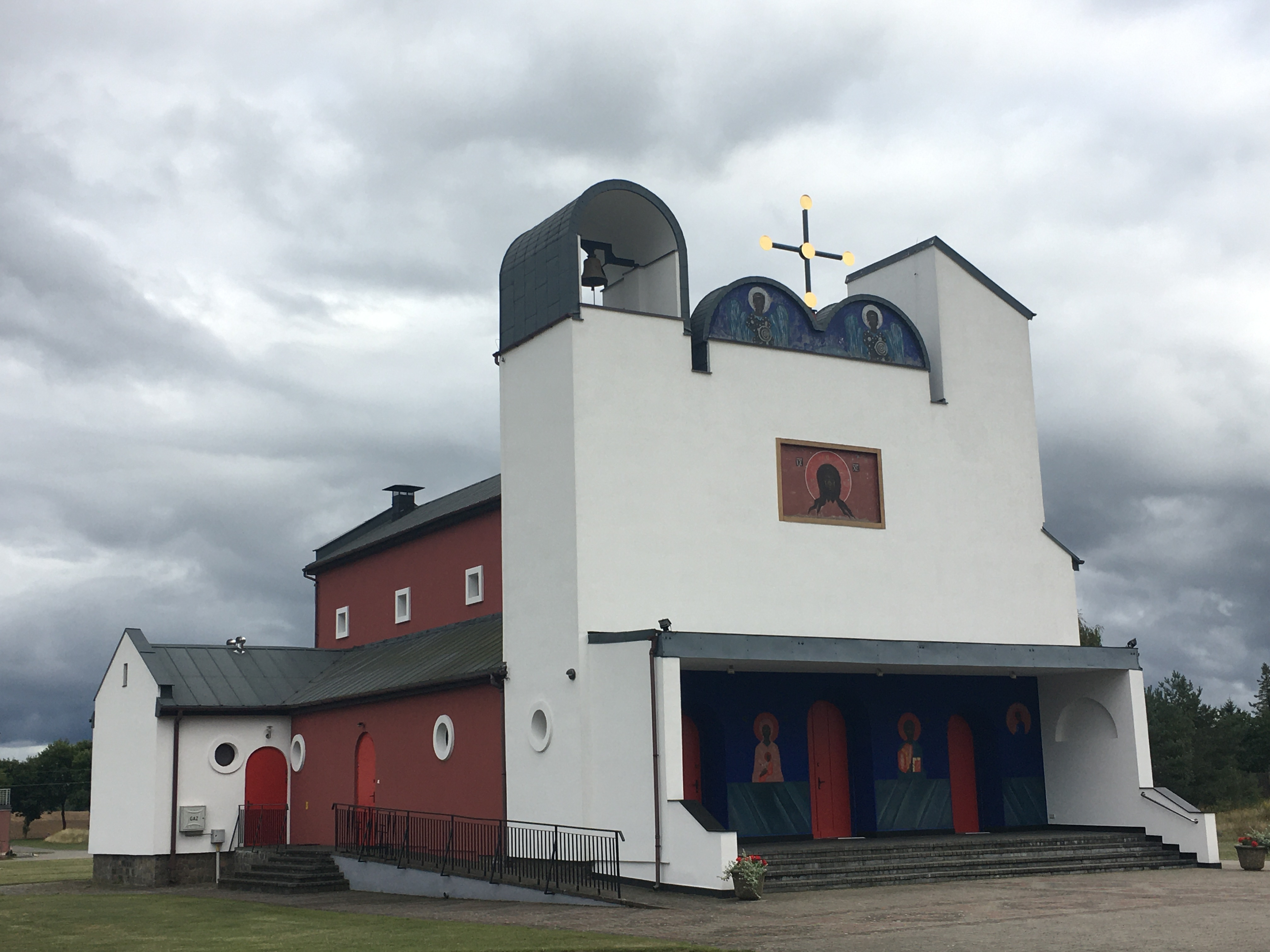
Bogdan Kotarba i Jerzy Nowosielski, cerkiew Narodzenia Przenajświętszej Bogarodzicy w Białym Borze, 1997
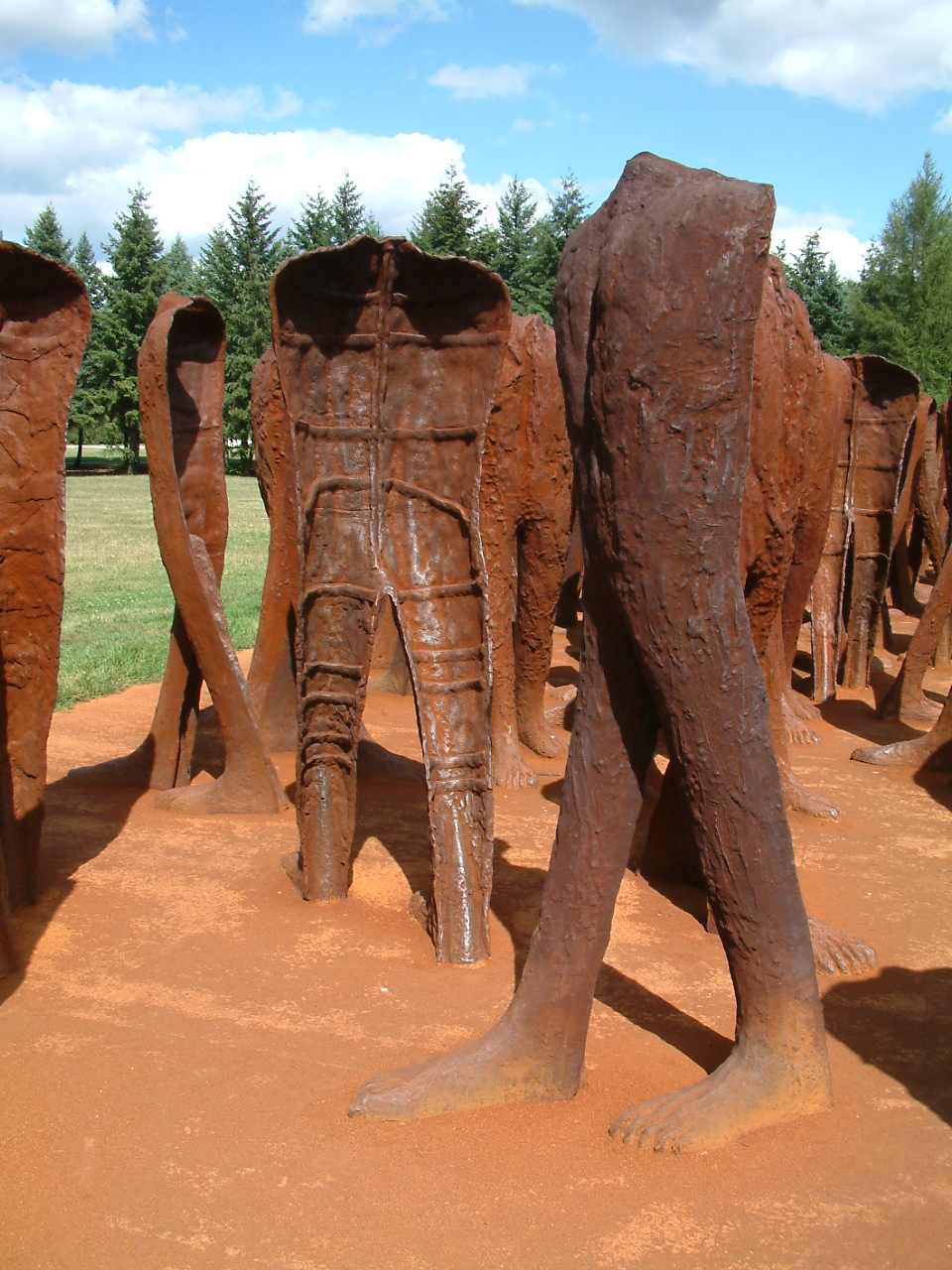
Magdalena Abakanowicz, Nierozpoznani, 2002
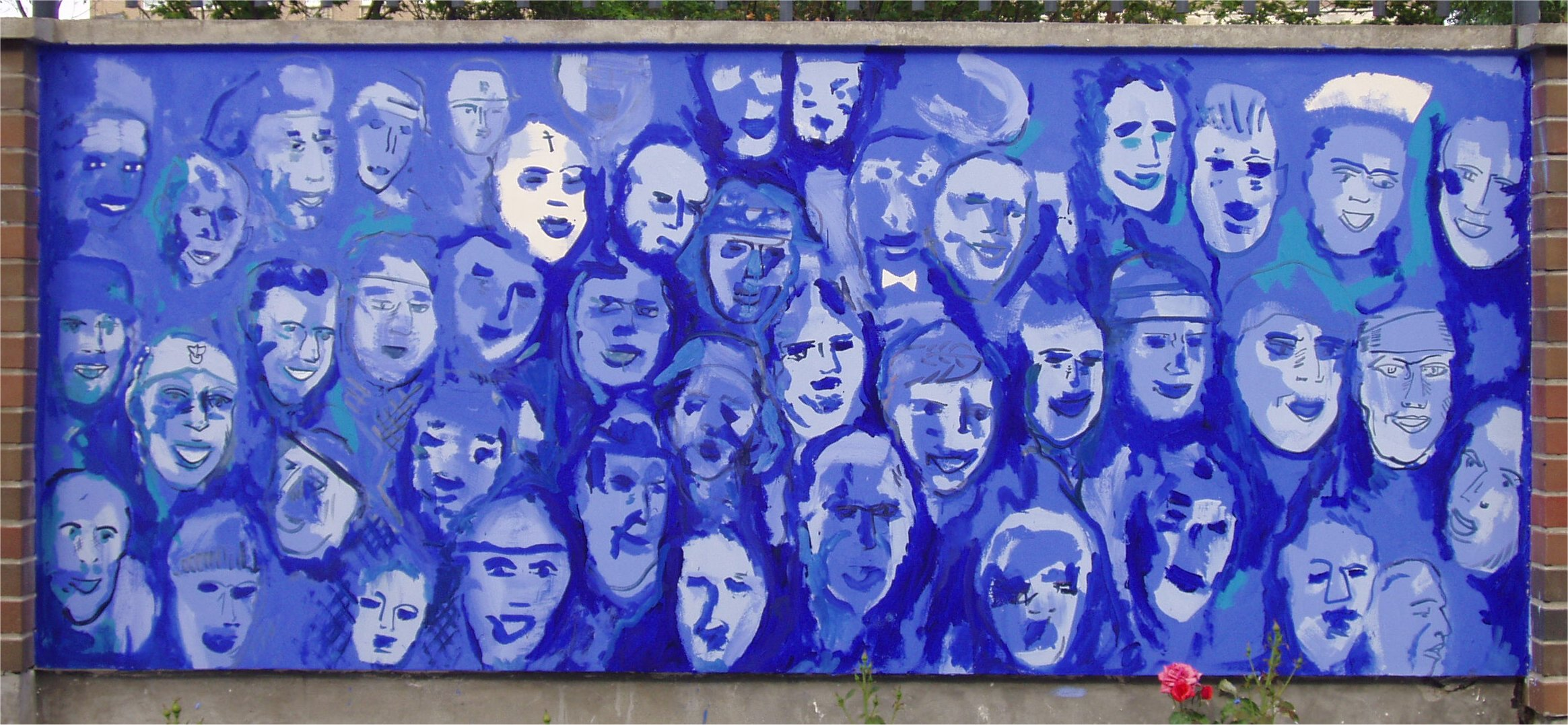
Edward Dwurnik, Październik – mural w Muzeum Powstania Warszawskiego
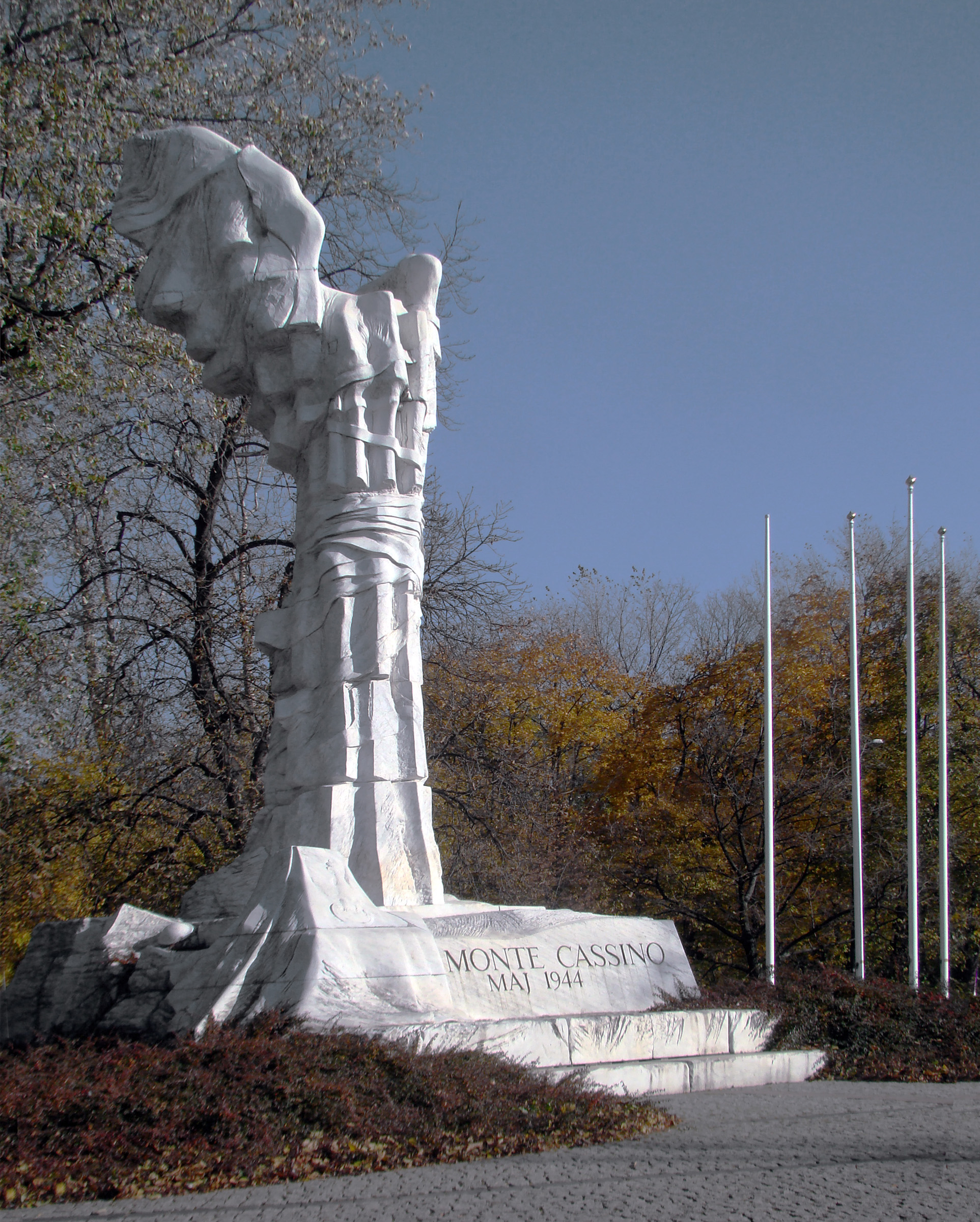
Gustaw Zemła, marmurowy Pomnik Bitwy o Monte Cassino w Warszawie (1999) został zainspirowany starożytną rzeźbą Nike z Samotraki
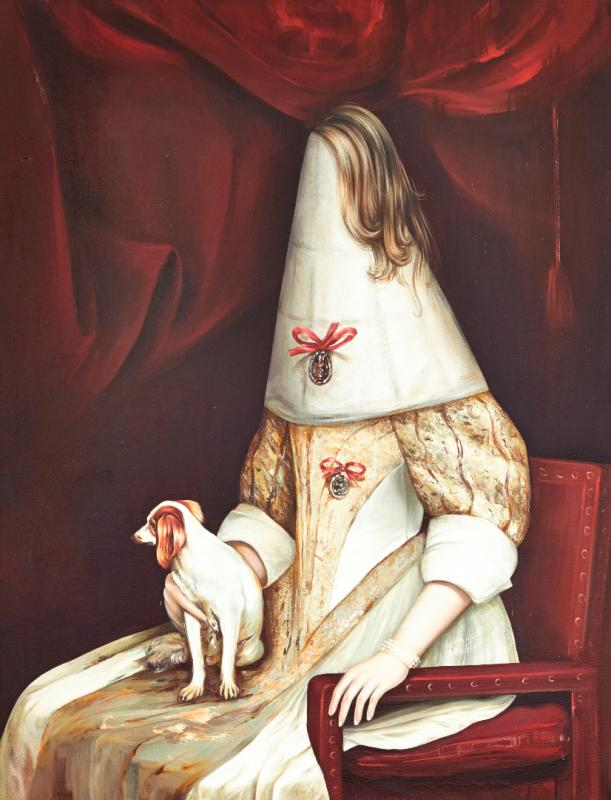
Ewa Juszkiewicz, Bez tytułu, 2013

### Opracowania ogólne
- Tadeusz Dobrowolski, Sztuka polska, Warszawa 1970.
- Tadeusz Dobrowolski, Władysław Tatarkiewicz (red.), Historia sztuki polskiej t. I–III, Kraków 1965.
- Marek Walczak, Piotr Krasny, Stefania Kszysztofowicz-Kozakowska, Sztuka Polski, Kraków 2006.
- Adam Miłobędzki, Zarys dziejów architektury w Polsce, wyd. 3, Warszawa 1978.

### Pradzieje
- Jerzy Filip Gąssowski, Sztuka pradziejowa w Polsce, Warszawa 1975.
- Jerzy Filip Gąssowski, Kultura pradziejowa na ziemiach Polski zarys, Warszawa 1985.
- Marek Gedl, Archeologia pierwotna i wczesnośredniowieczna, cz. III Epoka brązu i wczesna epoka żelaza w Europie, Kraków 1985.
- Witold Hensel, Ziemie polskie w pradziejach, Warszawa 1969.
- Piotr Kaczanowski, Epoka brązu – pomiędzy centrami cywilizacyjnymi Bałkanów i Alp a Skandynawią, [w:] Wielka historia Polski, t. I, Kraków 2003.
- Piotr Kaczanowski, Janusz Krzysztof Kozłowski, Najdawniejsze dzieje ziem polskich (do VII w.), Kraków 1998.
- Jerzy Kmieciński (red.), Pradzieje ziem polskich, t. II, Od paleolitu do środkowego okresu lateńskiego, cz. 2, Epoka brązu i początki epoki żelaza, Warszawa-Łódź 1989.

### Średniowiecze
- Jan Białostocki (red.), Późny gotyk. Studia nad sztuką przełomu średniowiecza i czasów nowych, Warszawa 1965.
- Adam Bochnak, Julian Pagaczewski, Polskie rzemiosło artystyczne wieków średnich, Kraków 1959.
- Jerzy Dowiat (red.), Kultura Polski średniowiecznej, X-XIII w., Warszawa 1985.
- Paul Crossley, Gothic Architecture in the Reign of Kasimir the Great, Kraków 1985.
- Jerzy Gadomski, Gotyckie malarstwo tablicowe Małopolski, t. 1 (1420–1470), Warszawa 1981.
- Jerzy Gadomski, Gotyckie malarstwo tablicowe Małopolski, t. 2 (1460–1500), Warszawa 1988.
- Jerzy Gadomski, Gotyckie malarstwo tablicowe Małopolski, t. 3 (1500–1540), Warszawa-Kraków 1995.
- Bronisław Geremek (red.), Kultura Polski średniowiecznej XIV–XV w., Warszawa 1997.
- Lech Kalinowski, Treści ideowe sztuki przedromańskiej i romańskiej w Polsce, „Studia Zródłoznawcze”, X, 1965, s. 1-32.
- Lech Kalinowski, Sztuka przedromańska i romańska w Polsce a dziedzictwo karolińskie i ottońskie, Folia Historiae Artium, XVI, 1980.
- Lech Kalinowski, Treści ideowe i estetyczne Drzwi Gnieźnieńskich, [w:] Michał Walicki (red.), Drzwi Gnieźnieńskie, t. II, Wrocław 1959, s. 7-146.
- Janusz Kębłowski, Polska sztuka gotycka, Warszawa 1983.
- Adam S. Labuda (red.), Wit Stwosz. Studia o sztuce i recepcji, Warszawa-Poznań 1986.
- Adam S. Labuda, Malarstwo tablicowe w Gdańsku, Warszawa 1979.
- Adam S. Labuda, Krystyna Secomska, Malarstwo gotyckie w Polsce, Warszawa 2005, t. 1-3.
- Teresa Mroczko i Marian Arszyński (red.), Architektura gotycka w Polsce, Warszawa 1995.
- Teresa Mroczko, Polska sztuka przedromańska i romańska, Warszawa 1978.
- Szczęsny Skibiński, Polskie katedry gotyckie, Poznań 1996.
- Piotr Skubiszewski (red.), Sztuka i ideologia XIII wieku, Warszawa 1974.
- Piotr Skubiszewski (red.), Sztuka i ideologia XIV wieku, Warszawa 1975.
- Piotr Skubiszewski (red.), Sztuka i ideologia XV wieku, Warszawa 1978.
- Piotr Skubiszewski, Wit Stwosz, Warszawa 1985.
- Zygmunt Świechowski, Sztuka romańska, Warszawa 2005 (Dzieje sztuki polskiej, t. I).
- Michał Walicki (red.), Sztuka polska przedromańska i romańska do schyłku XIII wieku, t. I–II, Warszawa 1971.
- Tomasz Węcławowicz, Gotyckie bazyliki Krakowa, Kraków 1993.

### Nowożytność
- Jan Białostocki, Pojęcie manieryzmu i sztuka polska, [w:] tenże, Pięć wieków myśli o sztuce, Warszawa 1976.
- Karol Jakimowicz, Dwór murowany w Polsce w wieku XVI (wieża-kamienica-kasztel), Warszawa 1979.
- Lech Kalinowski, Treści artystyczne i ideowe Kaplicy Zygmuntowskiej, [w:] tenże, Speculum artis. Treści dzieła sztuki średniowiecza i renesansu, Warszawa 1989.
- Mariusz Karpowicz, Sztuka baroku w Polsce, Warszawa 1988.
- Mariusz Karpowicz, Sztuka polska XVII wieku, Warszawa 1975.
- Mariusz Karpowicz, Sztuka polska XVIII wieku, Warszawa 1985.
- Mariusz Karpowicz, Sztuka Warszawy czasów Jana III, Warszawa 1987.
- Helena i Stefan Kozakiewiczowie, Renesans w Polsce, Warszawa 1976.
- Stanisław Mossakowski, Tylman z Gameren – architekt polskiego baroku, Wrocław 1973.
- Władysław Tatarkiewicz, O sztuce XVII i XVIII wieku, Warszawa 1966.
- Michał Walicki, Malarstwo Polskie. Gotyk – Renesans – wczesny Manieryzm, Warszawa 1961.
- Michał Walicki, Władysław Tomkiewicz, Andrzej Ryszkiewicz, Malarstwo polskie. Manieryzm-barok, Warszawa 1971.

### XIX–XX wiek
- Tadeusz Dobrowolski, Nowoczesne malarstwo polskie. 1764–1964, t. I–III, Wrocław-Warszawa-Kraków, 1957–1964.
- Tadeusz Jaroszewski, Architektura doby Oświecenia w Polsce. Nurty i odmiany, Warszawa 1971.
- Stanisław Lorentz, Andrzej Rottermund, Klasycyzm w Polsce, Warszawa 1984.
- Zofia Ostrowska-Kębłowska, Architektura pałacowa drugiej połowy XVIII wieku w Wielkopolsce, Poznań 1970.
- Anda Rottenberg, Sztuka w Polsce 1945–2005, Warszawa 2007.
- Andrzej Ryszkiewicz, Malarstwo polskie. Romantyzm-historyzm-realizm, Warszawa 1989.